# Personaggi di C'era una volta
Questa voce contiene un elenco dei personaggi della serie televisiva C'era una volta. Sono diversi personaggi delle fiabe classiche, che vivevano nella Foresta Incantata, ma un sortilegio li ha portati nella cittadina di Storybrooke, nel Maine, dove non si accorgono che il tempo non passa mai e vivono un eterno presente come normali persone del 2010, senza alcun ricordo di chi erano realmente e con falsi ricordi del loro passato "normale", senza poter mai raggiungere i loro lieti fine. Nella settima e ultima stagione l'ambientazione cambia e i personaggi della Foresta Incantata sono portati a Hyperion Heights un quartiere di Seattle nel 2017.
In seguito alla prima stagione ogni mezza stagione vede nuove spiegazioni dei trascorsi dei personaggi presenti e l'aggiunta di nuovi, di cui si individuano degli antagonisti principali (rispettivamente sono Regina e Tremotino per la prima, Cora, Capitan Uncino e Tamara e Greg per la seconda, Peter Pan e Zelena per la terza, Ingrid e il trio delle Regine dell'Oscurità, formato da Ursula, Crudelia de Mon e Malefica, per la quarta, Emma stessa sotto forma di Signora Oscura e Ade per la quinta, la parte malvagia di Regina, Mr. Hyde e la Fata Nera per la sesta, Lady Tremaine, Genoveffa, Gothel, Dr. Facilier e Tremotino proveniente dal Reame dei Desideri per la settima e ultima stagione).

## Personaggi principali

### Emma Swan

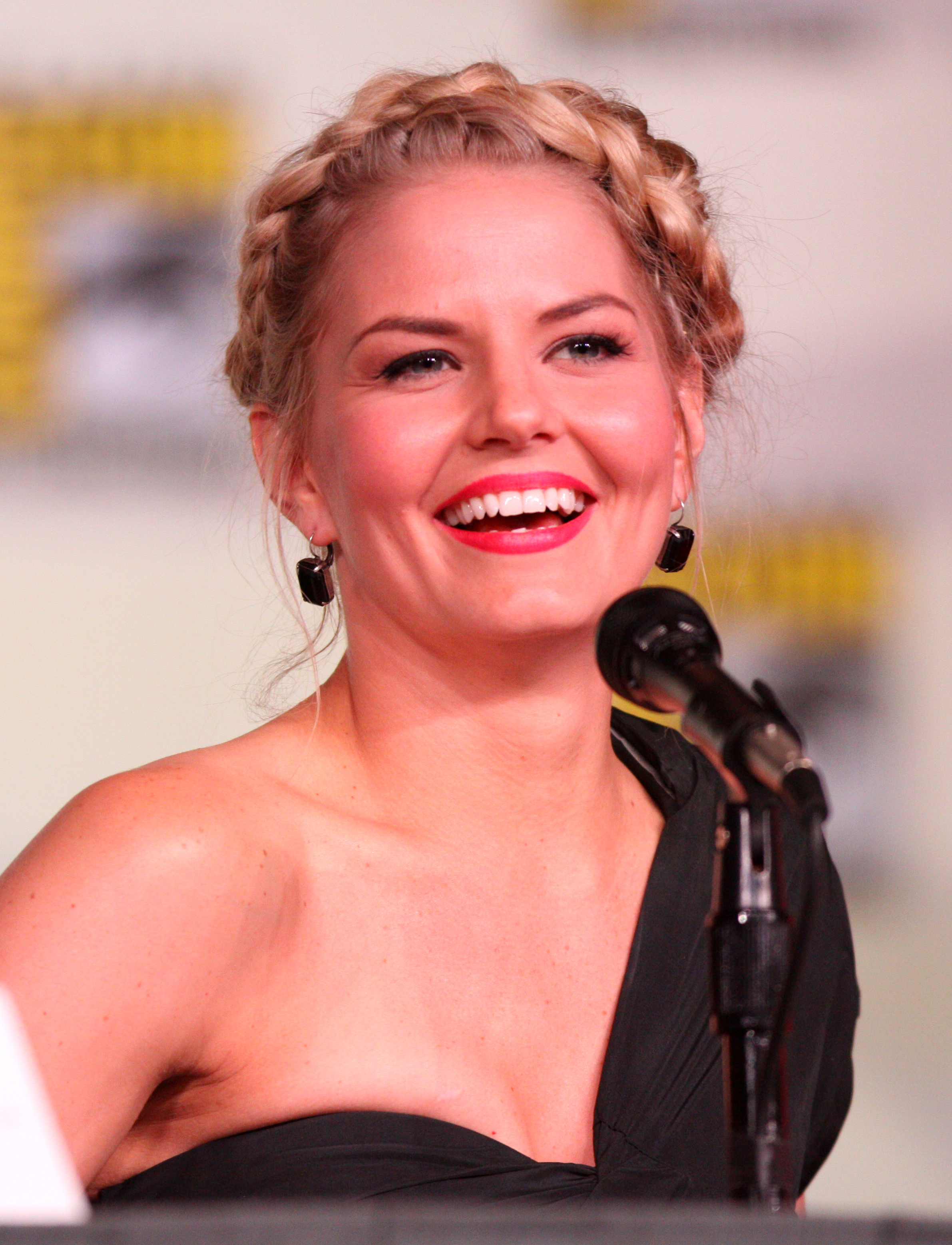
Jennifer Morrison interpreta Emma Swan

Emma Swan (Jennifer Morrison) è la figlia di Biancaneve e del Principe Azzurro, madre biologica di Henry Mills. È la protagonista della serie, conosciuta come la "Salvatrice". Il suo cognome ("cigno"), che si è scelta da sola, fa riferimento al fatto che la sua storia è paragonata a quella de Il brutto anatroccolo.
Quando Biancaneve rimane incinta Geppetto scolpisce una teca magica per lei e Azzurro dopo che Tremotino li informa che la loro figlia è la chiave per rompere la maledizione della Regina Cattiva quando avrà compiuto 28 anni. Appena nata, Emma viene nascosta nella teca viaggiando con successo alla nuova terra. Nel mondo reale, Emma cresce in affidamento, per poi diventare una fuorilegge insieme a Neal Cassidy. I due hanno in programma di iniziare una nuova vita, fino a quando August Booth (Pinocchio) convince Neal ad abbandonare Emma per spingerla a compiere il suo destino Salvatrice, senza tuttavia sapere che la ragazza è incinta. Emma finisce in carcere, e quando nascerà Henry lo darà in adozione per dargli una vita migliore; il neonato viene poi adottato da Regina Mills (la Regina Cattiva). Uscita di prigione, Emma diventa una cacciatrice di taglie. Al suo 28º compleanno, un bambino di dieci anni, Henry, arriva a Boston, rivelandole di essere suo figlio e spiegando le vere origini di Emma. Incredula, lo riporta a casa da Regina a Storybrooke. Regina comincia a preoccuparsi che Emma voglia far parte della vita di Henry. Gli avvertimenti di Regina di lasciare la città e stare fuori dalla vita di Henry convincono invece Emma a rimanere.
A Storybrooke il tempo ricomincia a scorrere e le lancette dell'orologio ripartono. Emma cerca di convincere Henry a lasciar perdere le teorie sul Sortilegio, ma poi decide di assecondarlo. Si trasferisce da Mary Margaret (Biancaneve), senza sapere che lei è sua madre, e lo sceriffo Graham (il Cacciatore, amante di Regina), nomina Emma sua vice. I due cominciano a sentirsi attratti l'uno dall'altra, ma Regina, gelosa, schiaccia il cuore di Graham facendolo morire tra le braccia di Emma. Emma viene eletta sceriffo grazie all'aiuto del signor Gold ed è costretta ad arrestare Mary Margaret per il presunto omicidio di Kathryn Nolan (la Principessa Abigail), fino a quando non viene ritrovata sana e salva. Quando August arriva a Storybrooke e rivela ad Emma che il suo destino è quello di rompere il Sortilegio, lei insiste di non essere la Salvatrice e decide di lasciare la città per evitare che Henry soffra per la sua guerra con Regina. Prima che la ragazza se ne vada, tuttavia, Regina le regala un dolce alle mele avvelenato con la pozione del sonno. Henry per convincere (e salvare) Emma mangia il dolce davanti a lei e cade vittima dell'incantesimo. Emma, disperata, accetta finalmente la verità. Dà a Henry un bacio di addio, ma quello è il Bacio del Vero Amore che lo risveglia e spezza il Sortilegio, consentendo a tutti gli abitanti di Storybrooke di ricordare la loro vera identità. Emma si riunisce con i suoi genitori, solo per cadere accidentalmente attraverso un portale con la madre per la Foresta Incantata. Le due si incontrano con la principessa Aurora e Mulan che le aiutano a ritornare a Storybrooke. Emma aiuta poi Mr. Gold ad andare a New York per ritrovare suo figlio Baelfire, che scopre essere Neal, padre biologico di Henry. Tornati a Storybrooke, Emma si occupa dei nuovi arrivati Greg Mendell e della fidanzata di Neal, Tamara. I sospetti di Emma sulla coppia si dimostrano corretti quando viene rivelato che i due vogliono distruggere la magia. Dopo che Emma e Regina fermano il loro meccanismo di innesco per distruggere Storybrooke, Henry è catturato dai due malviventi e portato sull'Isola che non c'è; Emma, i suoi genitori, Regina, Uncino e il signor Gold li seguono. La squadra alla fine riesce a salvare Henry dal sinistro Peter Pan e a tornare a Storybrooke. Tuttavia, Pan lancia una nuova maledizione costringendo Emma ed Henry a lasciare Storybrooke. Regina, per proteggerli, cancella i loro ricordi e ne dà dei nuovi, nei quali Emma non ha mai dato Henry in adozione.
Un anno dopo l'inversione della maledizione Uncino ripristina i ricordi di Emma con una pozione e i due ritornano a Storybrooke con Henry per salvare la sua famiglia rompendo la nuova maledizione causata dalla Zelena, la Malvagia Strega dell'Ovest. Ritrova Neal intrappolato all'interno del corpo di Mr. Gold, cosa che ha fatto impazzire la sua mente. Neal chiede a Emma di liberare suo padre, sacrificando se stesso per sconfiggere Zelena; lei a malincuore accetta. Regina aiuta poi Emma a rafforzare i suoi poteri magici, anche se li perde quando Zelena maledice Uncino. Dopo che Emma e Uncino sono trascinati nel portale del tempo di Zelena verso il passato, lei accetta Storybrooke come la sua casa riguadagnando la sua magia che le consente di riaprire il portale per tornare nel presente e iniziare una relazione con Uncino. Quando ritorna a Storybrooke, Emma porta con sé dal passato una donna, salvandola da una condanna a morte: si scopre poi che si tratta di Marian, deceduta moglie di Robin Hood. Questo porterà alla rottura della relazione che Regina aveva iniziato con Robin Hood e a un rinnovato astio di Regina nei confronti di Emma, che accusa di aver rovinato la sua felicità. Nella quarta stagione, si scopre che in città c'è Elsa, che all'inizio spaventa gli abitanti di Storybrooke, ma finirà per diventare una grande amica di Emma che la aiuterà nella sua ricerca della sorella Anna. Quando Elsa riesce a riunirsi ad Anna, le due sorelle tornano ad Arendelle attraverso un portale. In seguito Emma, assieme ai suoi genitori e a Uncino, dovrà combattere contro Tremotino alleatosi con le Regine dell'Oscurità ovvero Crudelia de Mon, Malefica e Ursula, che vogliono trovare l'Autore per fare in modo di dare un lieto fine ai cattivi, e per riuscirci devono rendere Oscura la Salvatrice. Si scopre anche che Biancaneve e il Principe Azzurro prima che Emma nascesse erano venuti a sapere che la loro figlia possedeva un grande potenziale oscuro, e rischiava pertanto di diventare malvagi; così, manipolati dall'attuale Autore Isaac Heller, con l'aiuto dell'Apprendista Stregone avevano fatto in modo di passare l'oscurità alla figlia di Malefica. Emma viene a sapere che questa ragazza è Lily, sua amica di infanzia, e riesce a rintracciarla e a portarla a Storybrooke, facendola riunire con sua madre. Negli ultimi episodi l'Autore riesce a riscrivere il libro, facendo precipitare tutti in un mondo in cui male e bene sono invertiti, i buoni sono diventati cattivi e viceversa, e Emma ed Henry sono gli unici che conservano la memoria della loro vera vita. Stavolta a salvare la situazione sarà Henry, che riesce ad annullare la magia dell'Autore e a riportare tutti a Storybrooke. Tutto sembra andare per il meglio quando l'Oscurità del cuore di Gold, intrappolata dall'Apprendista nel cappello magico, si libera ed Emma decide di assorbirla in sé divenendo la nuova Signora Oscura. Durante la sua missione a Camelot l'Oscurità tenterà ogni modo di tentarla e di trasformarla nel mostro che deve essere ma grazie a Uncino e alla sua famiglia riesce a resistere al suo lato oscuro, trasforma Uncino nel secondo Signore Oscuro legandolo alla spada Excalibur dato che a causa del re Artù lui stava morendo, ucciderà Uncino per salvare le persone che ama e sacrificando il suo Vero Amore scoprendo poi che Gold l'ha ingannata per tutto il tempo e che è tornato ad essere il Signore Oscuro, ma questa volta molto più potente di prima, viene a sapere dell'inganno di Gold e lo minaccia che dirà tutta la verità a Belle se non eseguirà la sua richiesta di salvare Uncino.
Dopo esserci ricongiunta con Uncino Emma decide di dividere il suo cuore per riportarlo in vita, ma il piano fallisce perché l'uomo è morto da troppo tempo; decidono di andare alla ricerca dell'ambrosia, ma scopriranno che in realtà si tratta solo di un inganno di Ade ed Emma è costretta a dire addio all'uomo che ama. Tornata a Storybrooke tenta in tutti modi di sconfiggere Ade per permettere a Uncino di andare oltre, ma in realtà l'uomo tornerà in vita grazie all'intervento di Zeus.
Nella sesta stagione Emma e Uncino vanno a vivere insieme, ma la serenità appena ritrovata è minacciata dall'arrivo di Mr. Hyde e dal ritorno della Regina Cattiva. Emma inoltre ha una visione di lei che si scontra con una misteriosa figura incappucciata e muore perché il destino dei Salvatori è la morte.
La donna si ritrova a vivere anche un'avventura in un regno nato dal suo desiderio di non essere mai stata la Salvatrice e al suo ritorno dovrà scontrarsi con Gedeone, il figlio di Tremotino e Belle, che si rivela essere la figura sotto al cappuccio. Dopo aver sconfitto momentaneamente il ragazzo, Emma accetta di sposare Uncino ma la felicità del momento è rovinata dal segreto che nasconde l'uomo: lui ha ucciso il suo nonno paterno. Emma e Uncino si separano, ma la donna verrà a conoscenza del fatto che l'uomo è stato esiliato da Storybrooke da Gedeone. Per riaverlo indietro Emma si allea con il suo nemico e gli promette che lo aiuterà a sconfiggere la Fata Nera, ma verrà poi tradita da quest'ultimo e rischierà di morire. In seguito riesce a riunirsi con Uncino e incontrerà la Fata Nera, la quale rovinerà il giorno delle sue nozze scagliando una maledizione. Nella nuova maledizione Emma è rinchiusa in manicomio, gli abitanti di Storybrooke (tranne Mr gold e Gedeone) sono ritornati nella foresta incantata ed Henry tenterà di aiutarla in tutti i modi; riavrà tutti i ricordi indietro dopo la morte della Fata Nera e si appresta a sconfiggere Gedeone ed è proprio grazie al suo sacrificio che salva tutti, ma la sua vita viene salvata grazie al bacio del Vero Amore di Henry. Alla fine la vediamo tornare nel suo ruolo di sceriffo e riprendere la sua vita normale. Nella settima stagione avrà una figlia da Uncino che verrà chiamata Hope.

### Biancaneve Blanchart

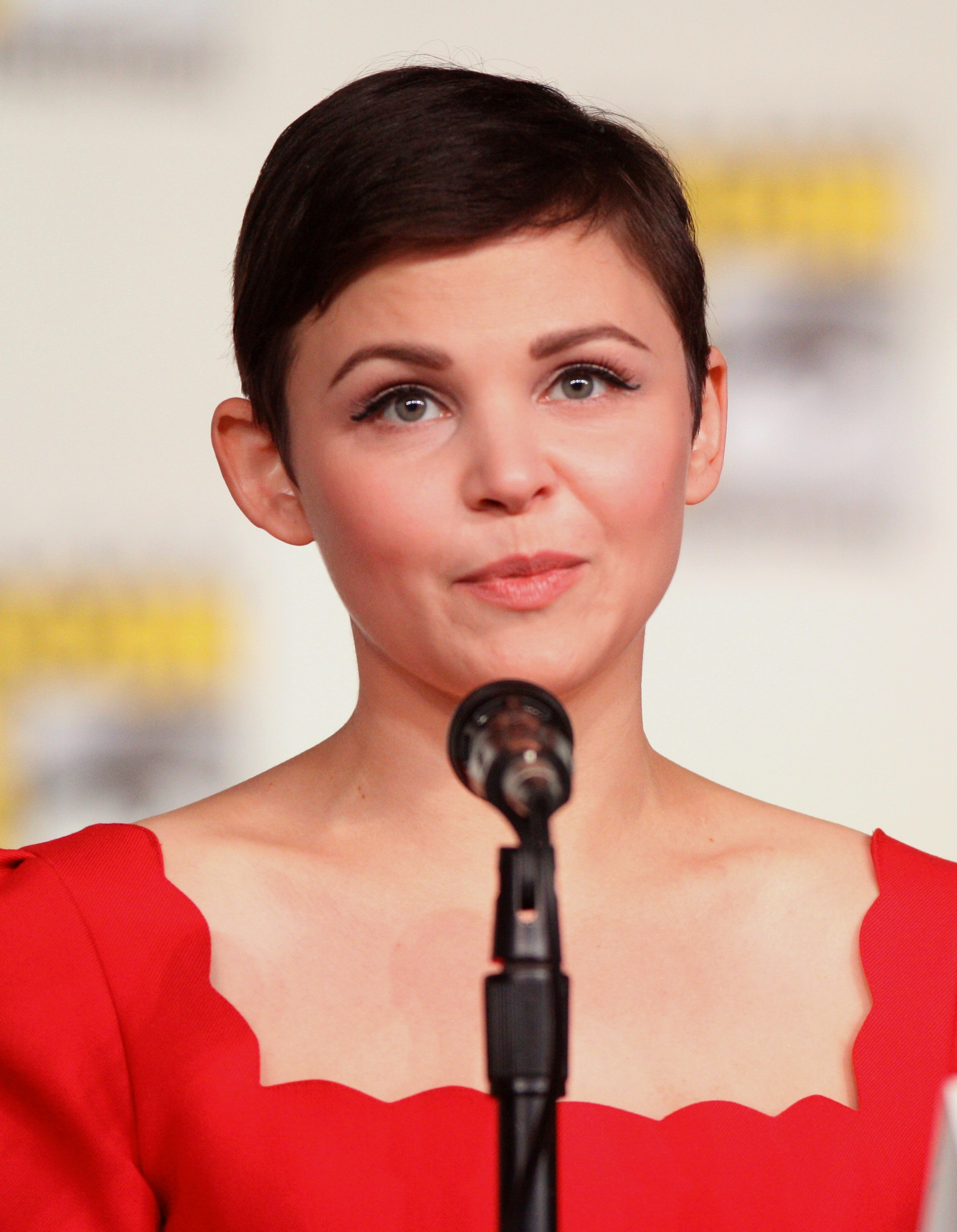
Ginnifer Goodwin interpreta Biancaneve

Biancaneve (Ginnifer Goodwin / Bailee Madison da giovane) è la figlia del re Leopold e della regina Eva, poi figliastra della Regina Cattiva. Ella è il vero amore del Principe Azzurro, la madre di Emma Swan e in seguito nonna dei due figli di Emma, Henry e Hope.
La madre di Biancaneve morì avvelenata da Cora, che aveva intenzione di rendere la figlia Regina la nuova regnante. Grazie alle macchinazioni di Cora, Regina salvò la vita a Biancaneve, che stava per essere disarcionata da un cavallo imbizzarrito, evento che le fece ottenere un matrimonio senza amore con il padre della bambina, Re Leopold. Regina assunse il potere uccidendo il re e reclutò il Cacciatore per uccidere Biancaneve, poiché quest'ultima non si rese conto di aver portato alla morte il vero amato di Regina, lo stalliere Daniel. Il Cacciatore la risparmiò per il suo altruismo e Biancaneve cominciò a vivere nella foresta aiutata dai Sette Nani. Incontrò il principe David mentre lo stava derubando e lo soprannominò Azzurro. I due si innamorarono ma David fu catturato dalla Regina Cattiva che lo tenne prigioniero. In cambio della vita di Azzurro, Biancaneve mangiò una mela contenente la Maledizione del Sonno. Azzurro, libero della sua prigionia, la risvegliò con il Bacio del Vero Amore. Durante il loro matrimonio, la Regina Cattiva annunciò la sua maledizione che avrebbe distrutto la loro felicità. Biancaneve partorì Emma, unica loro speranza di salvezza, e la nascose in un armadio magico trasportandola nel mondo reale prima che la maledizione avesse effetto.
A Storybrooke appare come Mary Margaret Blanchard, insegnante della scuola elementare e tra i suoi studenti c'è proprio Henry. Mentre lavora come volontaria presso l'Ospedale Generale, risveglia David Nolan (il Principe Azzurro) dal coma e i due cominciano a innamorarsi nonostante David sia sposato con Kathryn (la Principessa Abigail), tanto che decide di lasciare la moglie e Mary Margaret viene malvista dalla cittadinanza. In seguito alla scomparsa di Kathryn viene incolpata sul presunto omicidio. Quando ormai il rapporto di Mary Margaret con David diventa teso, egli decide di lasciare Storybrooke, ma i due si riuniscono in tempo quando la maledizione viene spezzata e ritrovano i loro ricordi. Mary Margaret così ritrova finalmente la figlia Emma, solo per essere accidentalmente trasportata con lei nella Foresta Incantata attraverso un portale. Incontrano la principessa Aurora e Mulan che le aiutano a tornare a Storybrooke. Successivamente Regina e sua madre Cora tentano di uccidere Mr. Gold per ottenerne il potere; per fermarle Mary Margaret maledice il cuore di Cora con la stessa candela che Cora aveva usato per uccidere sua madre Eva e manipola Regina per fare in modo che rimetta il cuore nel petto della madre, provocandone la morte. Mary Margaret tuttavia non riesce a sopportare il senso di colpa per aver ucciso Cora, e si presenta da Regina implorandola di ucciderla, ma quest'ultima le mostra come il suo cuore si fosse ormai annerito e la obbliga a vivere con questo peso. Quando Henry viene rapito e portato sull'Isola che non c'è, parte con Emma, David, Regina, il signor Gold, e Capitan Uncino per salvarlo. Al ritorno in città con Henry, Peter Pan lancia una nuova maledizione e Regina è costretta a riportare Mary Margaret e tutti gli altri nella Foresta Incantata.
Tornata nella Foresta Incantata, Biancaneve scopre di essere incinta, ma scopre anche che Zelena, la Malvagia Strega dell'Ovest vuole il suo bambino. Su consiglio di Glinda, capisce che deve scagliare un nuovo Sortilegio Oscuro per tornare a Storybrooke dato che Emma è l'unica che può battere Zelena. David offre il suo cuore come sacrificio. Biancaneve allora chiede a Regina di dividere il suo stesso cuore in due per darne una metà ciascuno salvando la vita del marito. Zelena tuttavia aggiunge una pozione di oblio e, tornati a Storybrooke, Mary Margaret assume inconsapevolmente Zelena come sua levatrice. Zelena viene infine scoperta e Mary Margaret dà alla luce un figlio, a cui viene dato il nome del defunto padre di Henry e figlio di Tremotino, Neal.
Nella quarta stagione ricopre momentaneamente il ruolo di sindaco, ma veniamo a conoscenza del fatto che Biancaneve ha sacrificato la figlia di Malefica, Lily, per permettere ad Emma di nascere senza oscurità. Ciò porterà ad un allontanamento della figlia nei confronti della madre, ma alla fine riusciranno a riappacificarsi.
Nella quinta stagione andrà a Camelot per salvare Emma e lì rincontrerà il suo vecchio amico Lancillotto, creduto morto da tempo. Accompagnerà la figlia negli Inferi per salvare Uncino ed aiuterà Hercules, suo primo amore, ad andare in un posto migliore. Non può lasciare gli Inferi perché Ade ha inciso il sul nome (insieme a quello di Regina ed Emma) su una tomba, ma grazie all'aiuto del marito che prenderà il suo posto, riuscirà a tornare da suo figlio Neal.
Dopo la morte di Ade, Biancaneve si appresta a tornare al suo ruolo di insegnante, ma la tranquillità è minacciata dall'arrivo di Mr. Hyde e dalla Regina Cattiva, la quale prova ancora del risentimento nei suoi confronti e le maledice cuore: se lei sarà sveglia, David sarà costretto a stare sotto maledizione del sonno e viceversa. La maledizione verrà spezzata grazie a Regina, Emma e tutti gli abitanti di Storybrooke. Durante il matrimonio di Emma ci sarà una nuova maledizione che porterà Biancaneve, Regina, David, Uncino, il piccolo Neal e Zelena nella Foresta Incantata, la quale rischia di scomparire per sempre (insieme ad altri regni) per via di Emma che non crede più nel mondo delle Favole. Riuscirà a salvarsi insieme agli altri dopo la morte della Fata Nera e verranno riportati a Storybrooke. In seguito la vediamo riprendere il suo ruolo di insegnante e lei e David hanno acquistato una casa più grande dove vivono insieme al piccolo Neal e ad un cane.

### Regina Mills

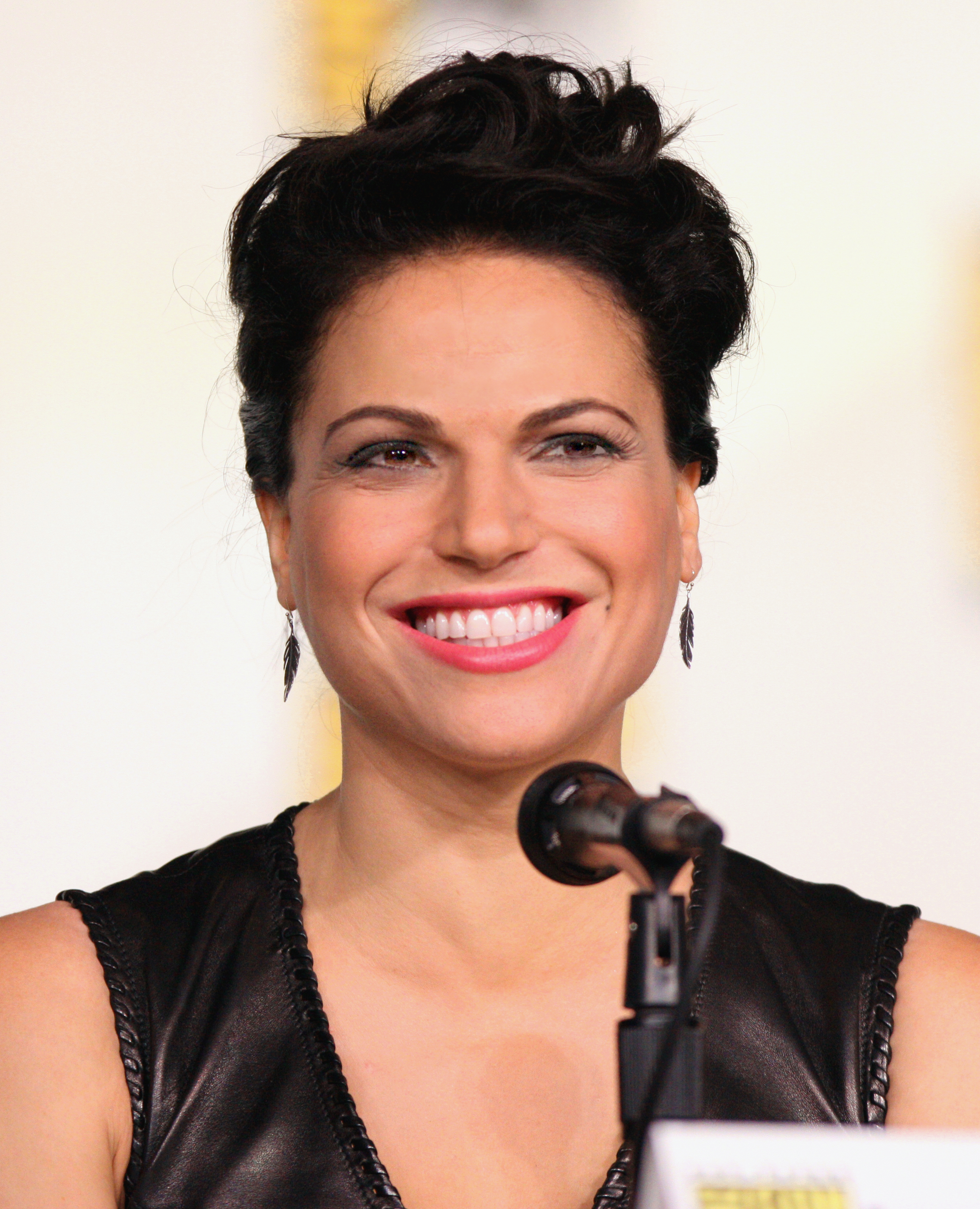
Lana Parrilla interpreta Regina

La Regina Cattiva (Lana Parrilla) è la figlia di Cora e Henry Mills, oltre che sorellastra di Zelena. È matrigna di Biancaneve ma anche madre adottiva di Henry. Da ragazza venne obbligata a sposare re Leopold da sua madre Cora, che uccise il suo primo amore Daniel per impedire che scappasse con lui. Avendo Biancaneve rivelato a Cora, ingenuamente, della relazione con Daniel, Regina giurò di distruggere la felicità della ragazza. Incontrò Tremotino che le insegnò la sua magia e le promise di aiutarla a liberarsi di sua madre; alla fine gettò Cora attraverso uno specchio che la portò nel Paese delle Meraviglie. Poiché era infelice nel suo matrimonio senza amore, manipolò il Genio facendogli uccidere il re, e tradendo anche lui imprigionandolo in uno specchio. Sconfitta da Biancaneve e il Principe Azzurro, fu bandita dal regno, anche se Tremotino la convinse a lanciare il Sortilegio Oscuro, sacrificando il cuore di suo padre, cioè la persona che amava di più, e trasportando tutti nel mondo reale a suo piacimento.
A Storybrooke è il sindaco Regina Mills. Con l'aiuto di Mr. Gold adotta Henry da neonato, non sapendo chi fosse la madre. In seguito lo manda in terapia dal Dottor Archie Hopper per distruggere la sua convinzione nell'esistenza del Sortilegio. Quando la madre biologica di Henry, Emma Swan, arriva a Storybrooke, Regina cerca invano di allontanarla. Ha una relazione con lo sceriffo Graham, ma schiaccia il suo cuore quando egli preferisce Emma. A Storybrooke in realtà la lotta per il potere tra Regina e Tremotino continua. A insaputa dell'altro, Regina tiene prigioniera il suo vero amore, Belle. Cerca di evitare che rinasca un rapporto tra David Nolan e Mary Margaret, incastrando quest'ultima per il falso omicidio della moglie di David, Kathryn. Quando Emma dichiara la sua intenzione di ottenere l'affidamento di Henry, Regina tenta di avvelenarla, ma è Henry a rimanere vittima della maledizione. Emma riesce a risvegliare Henry con il Bacio del Vero Amore spezzando il Sortilegio Oscuro. In seguito Regina cerca di riallacciare i rapporti con il figlio e la comunità, ma si incrinano quando sua madre Cora arriva a Storybrooke, e la convince a prendere il pugnale del Signore Oscuro per ot tenerse il potere, anche se poi Cora verrà uccisa da Mary Margaret per prudenza. Il dottor. Whale rianima il cadavere di Daniel, che però diventa un mostro costringe ndo Regina a ridurlo in polvere; nonostante ciò, grazie a Trilli, in seguito farà una prima conoscenza di quello che sarà il suo nuovo vero amore, Robin Hood. Quando i nuovi arrivati Greg e Tamara cercano di distruggere la magia attivando un dispositivo per distruggere Storybrooke, Regina e Emma lo fermano insieme con la loro magia. Tuttavia, Henry viene rapito dalla coppia e portato sull'Isola che non c'è. Regina viaggia con Emma, Mary Margaret, David, Mr. Gold, e Uncino per salvarlo. Essi riescono a salvare Henry dal male di Peter Pan e tornare a Storybrooke. Tuttavia Peter Pan lancia una nuova maledizione, costringendola ad invertire la maledizione originale. Lei dà ad Henry e Emma nuovi ricordi di una vita migliore insieme, in cui lei non lo aveva abbandonato, prima che lei e gli altri abitanti tornino alla Foresta Incantata.
Nella Foresta Incantata Regina lotta per venire a patti con la perdita di Henry. Tornata al suo castello, si scopre che è occupato da Zelena, la Malvagia Strega dell'Ovest, che rivela poi di essere sorellastra di Regina. Per salvarli dalle minacce di quest'ultima, Regina aiuta Biancaneve e il principe Azzurro a lanciare un nuovo Sortilegio Oscuro per tornare a Storybrooke, ma, quando il sortilegio era ormai stato lanciato, Zelena aggiunge una pozione oblio. Senza ricordi del passato anno, Regina deve affrontare il fatto che Henry, tornato a Storybrooke con Emma, non si ricordi di lei. Regina rompe la maledizione con il Bacio del Vero Amore al figlio, restituendo i ricordi del passato anno a tutti i cittadini e a Henry. Emma e Uncino vengono però trascinati nel portale del tempo di Zelena. I due si ritrovano nel periodo in cui Biancaneve e il principe Azzurro si conoscono, ma Emma, involontariamente, impedisce il loro incontro. Per rimettere tutto a posto, Emma cerca in ogni modo di far incontrare i suoi ma durante un tentativo, viene imprigionata dalla Regina Cattiva. Riesce a evadere e inconsapevolmente riporta nel presente Lady Marian, che era stata condannata a morte nel passato da Regina. Quindi il lieto fine di Regina è rovinato inconsapevolmente da Emma; infatti Robin decide di lasciare Regina poiché nonostante lui la ami, deve rispettare il voto che ha fatto a Marian. Quando quest'ultima viene congelata dalla Regina delle Nevi, Robin chiede aiuto a Regina per trovare una cura che infine sarà l'abbandono della coppia della città, al di fuori della quale non esiste magia. Regina idea con il figlio Henry il piano di trovare l'Autore del libro delle fiabe, per riuscire ad avere un lieto fine, ma l'uomo si rivelerà un impostore. Infatti catapulta tutti i personaggi in una nuova dimensione con i ruoli di eroi e cattivi invertiti. È ancora il Bacio del Vero Amore di Regina a risvegliare tutti dalla maledizione.
Quando viene scoperto che in realtà Lady Marian è Zelena travestita e aspetta un figlio da Robin Hood, Regina decide di riprendersi l'uomo e di imprigionare la sorellastra. In seguito si recano a Camelot per trovare Merlino, l'unico in grado di aiutare Emma, diventata la nuova Signora Oscura, e Regina, per non destare troppe attenzioni sull'amica, decide di fingersi lei stessa la Salvatrice, suscitando tuttavia la sfiducia del Re Artù. Tornati tutti a Storybrooke, un'altra avventura comincia. Regina, Emma, Mary Margaret, David e Mr. Gold vanno nell'Oltretomba per riportare in vita Uncino. Nell'Oltretomba Regina riesce a riappacificarsi con sua sorella Zelena, ma i loro rapporti si incrineranno ulteriormente per via del fatto che Ade (Vero Amore di Zelena) uccide Robin e Regina incolpa la sorella dell'accaduto.
Si separerà dalla sua parte cattiva e la distruggerà, ma una volta scoperto che la Regina Cattiva è ancora viva cercherà di trovare una soluzione per annientarla, scoprendo che deve morire lei per farla scomparire. In seguito si recherà nel regno dei desideri creato da Emma e lì incontrerà una nuova versione di Robin e deciderà di portarlo a Storybrooke per avere una nuova occasione, ma la donna non sentirà nulla per lui perché è una persona completamente differente dall'uomo che amava. Si scontrerà con la sua parte cattiva (la quale era stata trasformata in vipera da Gideon) e deciderà di darle un'occasione mandandola nel regno dei desideri insieme a Robin, per farle vivere quella storia d'amore che lei non ha mai potuto vivere. In seguito si riappacificherà con Zelena e durante la maledizione della Fata Nera verrà mandata nella Foresta Incantata dove rincontrerà nuovamente il suo doppione che si sacrificherà per farla salvare dalla distruzione. Regina riuscirà a salvarsi grazie alla morte della Fata Nera. Alla fine vediamo Regina riprendere il suo ruolo da sindaco, mentre il suo doppione riceverà una proposta di matrimonio da parte di Robin.
Nella settima stagione si scopre che lei ha deciso di rimanere nella Foresta Magica per aiutare il figlio nella sua impresa di ritrovare Cenerentola, viene colpita dalla maledizione di Lady Tremaine che scaglia tutti i personaggi della Foresta Magica nel quartiere di Hyperion Heights, in questa nuova realtà lei ha dimenticato il suo passato come Regina ed è diventata Roni. Nella Foresta Magica aiuterà Genoveffa a praticare la magia data la loro storia comune ma Genoveffa si dimostrerà molto più malvagia sua madre tanto da creare una nuova Maledizione Oscura. Ad Hyperion Heights Roni ritorna a essere Regina grazie a una pozione magica creata da Genoveffa e dalla Strega. Parte alla volta di San Francisco insieme a Henry per cercare una persona che sia in grado di aiutarli a sconfiggere Genoveffa e Gothel. Nella Foresta Magica si scopre che è stata lei a lanciare nuovamente la maledizione per salvare suo figlio Henry in quanto sia Genoveffa e Gothel avevano avvelenato il ragazzo e che la sua unica speranza era un mondo senza magia. A San Francisco con l'aiuto di Henry riesce a rintracciare Zelena che ora a causa della maledizione è una personal Trainer di nome Kelly, però con una pozione della memoria riuscirà a svegliarla di nuovo. Nella foresta magica si scopre che ella ha lanciato la maledizione per salvare la vita di suo figlio Henry. Sempre nella Foresta Magica si scopre che ha una relazione con il dr. Facilier, vuole sconfiggere Gothel e la sua congrega per salvare suo figlio Henry con l'aiuto di Zelena e Tremotino.
Alla fine della storia avrà il suo lieto fine, e diventerà la Regina Buona.

### David

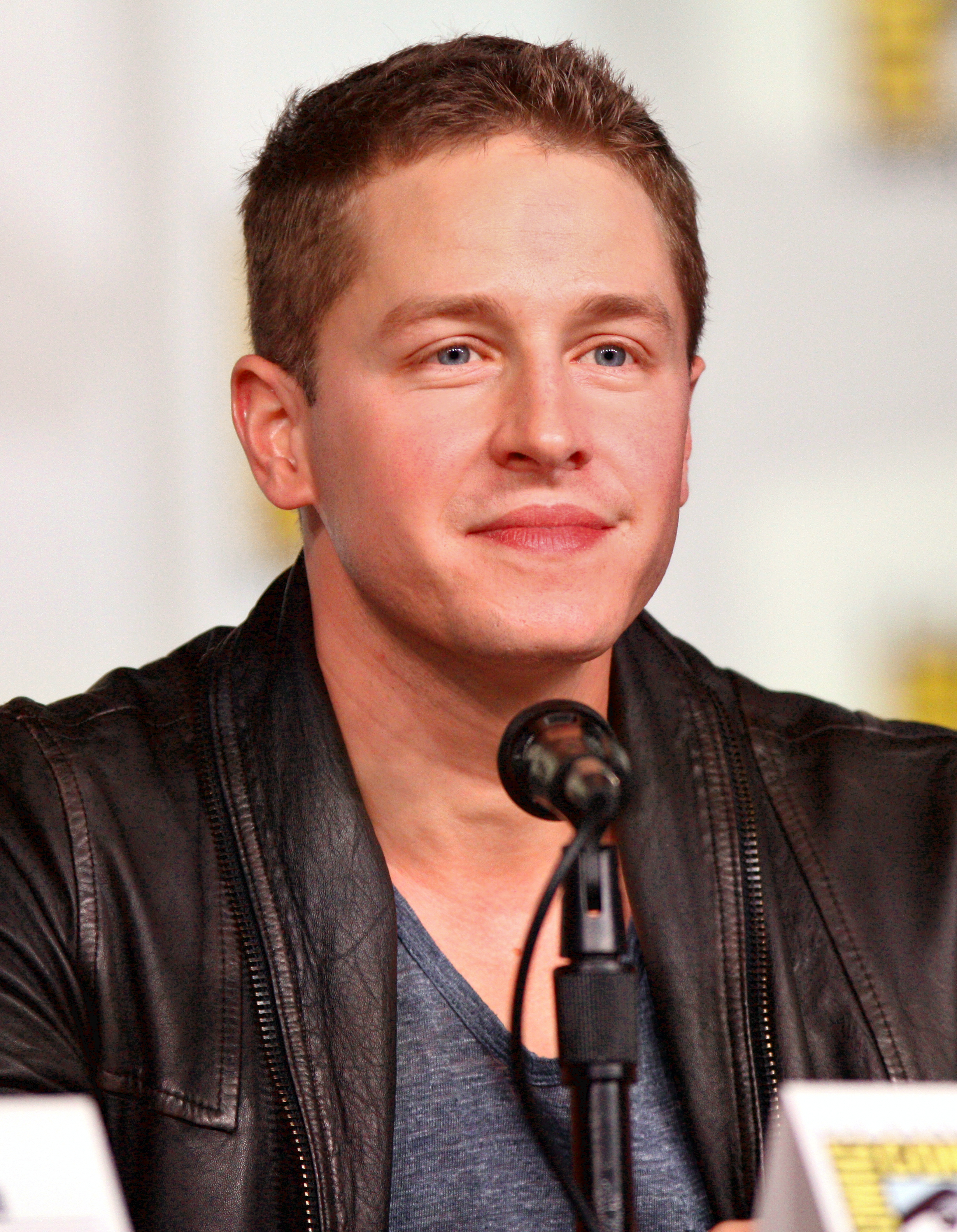
Josh Dallas interpreta David

Il Principe Azzurro (Josh Dallas) è il vero amore di Biancaneve, padre della loro figlia Emma Swan e nonno di Henry e Hope.
David era in origine un povero pastore il cui fratello gemello James era stato affidato a Re George come erede al trono in un accordo con Tremotino. Quando James venne ucciso in battaglia, David prese il posto di suo fratello in cambio della salvezza di sua madre Ruth e di un futuro ritorno a casa nella fattoria. Durante questo periodo strinse amicizia con Anna e Kristoff di Arendelle. Dopo che uccise un drago, Re Mida offrì a David di sposare sua figlia Abigail e unire i regni. David avrebbe però voluto sposarsi per amore e cercò di rifiutare, ma George lo minacciò. Prima del suo matrimonio si innamorò della fuggitiva Biancaneve, che lo stava derubando e lo soprannominò Azzurro. Fuggito con lei, dopo continui inseguimenti da parte del re George, la Regina Cattiva lo catturò per convincere Biancaneve a mangiare di sua volontà una mela contenente la Maledizione del Sonno. In seguito la risvegliò con il Bacio del Vero Amore e la coppia si sposa anche se la Regina Cattiva annunciò il lancio di una maledizione per distruggere la loro felicità. Tremotino li informò che la loro figlia avrebbe spezzato la maledizione quando avrebbe avuto 28 anni. Durante la gravidanza di Biancaneve, per liberare la figlia dal suo potenziale oscuro, lo trasferirono grazie all'Apprendista sulla figlia di Malefica, Lily, il tutto in realtà orchestrato dal malvagio Autore. Emma nacque poco prima che la maledizione avesse effetto e Azzurro la collocò in un armadio magico per proteggerla, prima di essere ferito mortalmente dai cavalieri della Regina.
A Storybrooke, appare in coma come uno sconosciuto non identificato per diversi anni e con il generico nome di John Doe. Durante il coma, David si risveglia e ricorda tutti gli avvenimenti della sua vita nella Foresta Incantata. Riesce a risvegliare anche Mary Margaret (Biancaneve) e insieme trovano un modo per ricongiungersi con la figlia Emma. Prima di compiere il gesto, vengono fermati da Mr. Gold (Tremotino) che li avvisa che se fossero andati a riprendere Emma, lei non sarebbe mai diventata la Salvatrice (perché aveva solo 10 anni e non 28) e quindi l'intera città non si sarebbe mai risvegliata. Come sempre, Biancaneve fa la cosa giusta e lei e David bevono una pozione per dimenticare l'accaduto. Il consiglio di Tremotino era giusto, infatti dopo 18 anni Emma arriva in città. David si risveglia dopo che Mary Margaret gli legge la storia di Biancaneve e del Principe Azzurro. Si riunisce con Kathryn (la Principessa Abigail), che nei falsi ricordi degli abitanti di Storybrooke era sua moglie, e viene identificato come David Nolan. David soffre di amnesia e non ricorda la sua vita con lei, tanto da innamorarsi di Mary Margaret. Rompendo il matrimonio con Kathryn, la ragazza scompare e David comincia a dubitare di Mary Margaret. Kathryn si rivela essere ancora viva, ma il rapporto di David con Mary Margaret diventa teso tanto che decide di trasferirsi a Boston, quando la maledizione viene spezzata ripristinando i suoi veri ricordi. Tornato in città si ricongiunge con Biancaneve, Emma e Henry, la sua famiglia. Davide si impegna a salvare Regina da uno spettro rilasciato in Storybrooke e mandarlo attraverso un portale, ma Emma e Mary Margaret vengono trascinate con esso. Per richiesta di Regina, David si occupa di Henry mentre Emma e Mary Margaret sono assenti. Dopo aver fallito il tentativo di riportarle a casa tramite il Cappello Magico di Jefferson, David cade di sua spontanea volontà sotto una maledizione del sonno per comunicare con Mary Margaret nei suoi sogni. Al ritorno a Storybrooke, viene svegliato, analogamente a come fece tempo addietro, dal Bacio del Vero Amore. Quando Henry è rapito e portato sull'Isola che non c'è da Greg Mendell e Tamara, David parte con Mary Margaret, Emma, Regina, il signor Gold e Capitan Uncino per salvarlo. Sull'Isola che non c'è, David viene avvelenato dal Rubus Noctis, cosa che nasconde al resto del gruppo. Tuttavia Uncino lo cura con le acque di una sorgente magica anche se David non può più lasciare l'isola come un effetto collaterale. Alla fine il signor Gold lo guarisce tornati a Storybrooke. Dopo che Peter Pan lancia una nuova maledizione, Regina si rende conto che deve annullare la sua maledizione che ha creato Storybrooke per salvare tutti, facendo tornare David e gli altri nella Foresta Incantata eccetto Emma ed Henry.
Tornato nella Foresta Incantata, scopre che Biancaneve è incinta, ma anche che Zelena, la Malvagia Strega dell'Ovest vuole il suo bambino. Su consiglio di Glinda, capiscono che deve scagliare un nuovo Sortilegio Oscuro per tornare a Storybrooke dato che Emma è l'unica che può battere Zelena. David offre il suo cuore come sacrificio. Biancaneve allora chiede a Regina di dividere il suo stesso cuore in due per darne una metà ciascuno salvando la vita del marito. Zelena tuttavia aggiunge una pozione di oblio e, tornati a Storybrooke, Mary Margaret assume inconsapevolmente Zelena come sua levatrice. Zelena viene infine scoperta e Mary Margaret dà alla luce un figlio, a cui viene dato il nome del defunto padre di Henry e figlio di Tremotino, Neal.
In città si presentano i suoi vecchi amici Kristoff e Anna. Inoltre, l'incontro con Malefica sarà per lui e Mary Margaret molto teso dati i loro trascorsi. Invece, quando va a Camelot alla ricerca di Merlino, si fa lusingare tanto dal Re Artù con cattive intenzioni, che viene nominato Cavaliere della Tavola Rotonda, solo per accorgersi successivamente della beffa. Nell'Oltretomba prenderà il posto di Biancaneve (costretta a rimanere negli Inferi)per permetterle di tornare dal loro figlio Neal.
In seguito David verrà a conoscenza da parte della Regina Cattiva che suo padre non è morto perché era ubriaco, ma che è stato ucciso da Uncino e in seguito deciderà di perdonarlo. Inoltre il suo cuore verrà maledetto: se lui è sveglio, Biancaneve è sotto maledizione del sonno e viceversa. La maledizione verrà spezzata grazie all'aiuto di Regina, Emma e gli altri abitanti di Storybrooke e perdonerà anche Uncino per aver ucciso suo padre. Dopo il matrimonio di Emma, David viene portato dalla maledizione nella Foresta Incantata e riuscirà a salvarsi dalla distruzione dopo la morte della sua artefice. Alla fine vediamo che David e Snow hanno acquistato una casa più grande e che hanno un cane.

### Henry Mills

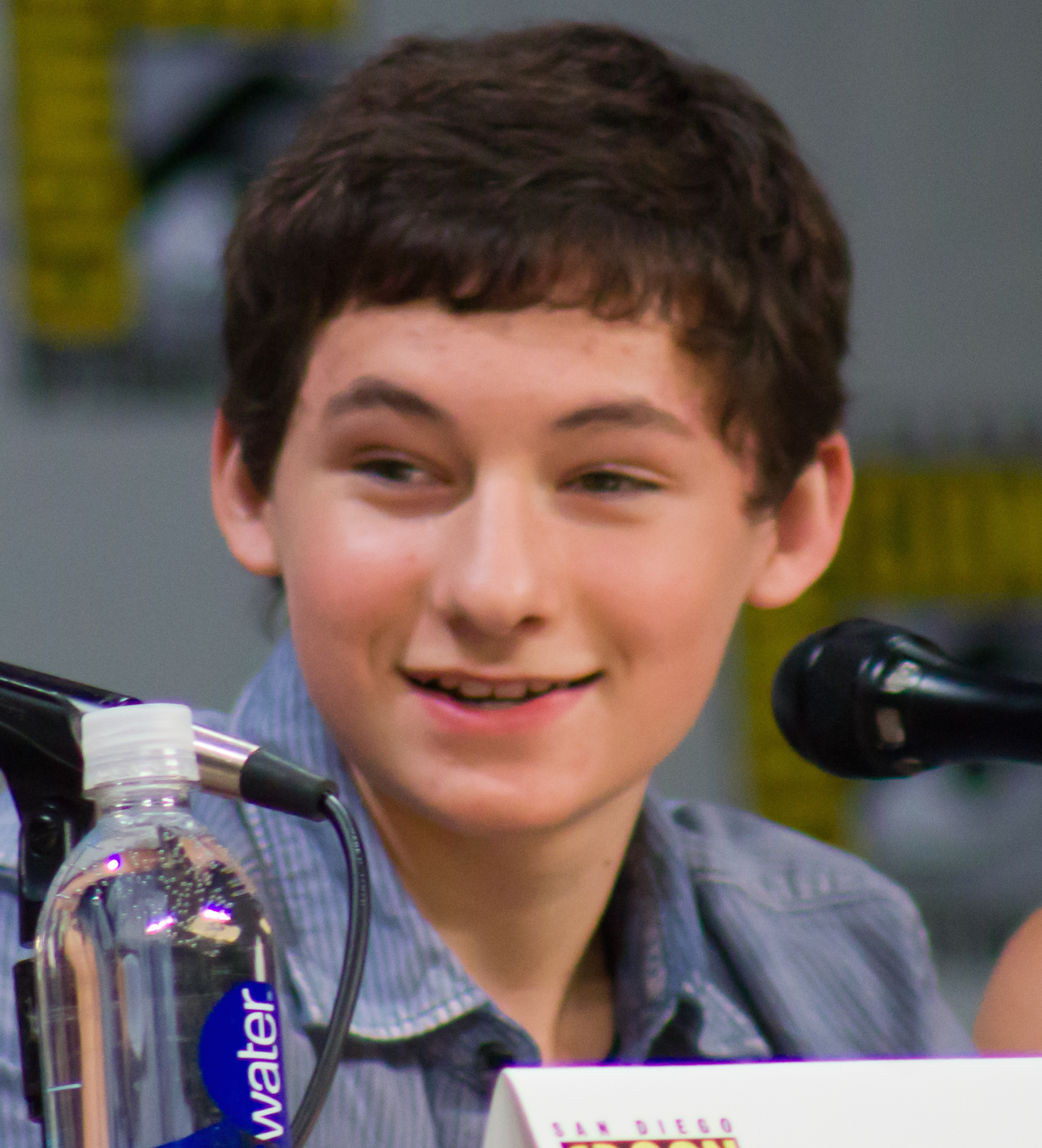
Jared S. Gilmore interpreta Henry

Henry Daniel (Jared S. Gilmore da giovane e Andrew J. West da adulto) è il figlio di Emma Swan e di Neal Cassidy (che Emma ha dato in adozione dopo averlo partorito in carcere), il fratellastro maggiore materno di Hope, ed il figliastro di Uncino. È il primo nipote di Biancaneve, del Principe Azzurro e di Tremotino e pronipote di Peter Pan e della Fata Nera. Viene adottato da Regina Mills e prende i nomi da suo padre e dal suo primo amore, Daniel.
Henry riceve il suo amato libro di fiabe dalla sua insegnante Mary Margaret Blanchard (Biancaneve) e capisce che gli abitanti di Storybrooke sono personaggi delle fiabe dopo aver notato che è l'unico in città che invecchia. La sua presa di coscienza della vera identità di Regina crea attriti nel suo rapporto con lei, così viene mandato in terapia con il dottor Archie Hopper (il Grillo Parlante) per porre fine alla sua convinzione dell'esistenza del sortilegio. Nella speranza di spezzare la maledizione, Henry trova sua madre biologica Emma Swan a Boston e la porta a Storybrooke. Alla fine la convince della verità finendo vittima dell'incantesimo del sonno che era destinato a lei da Regina. Tuttavia, viene svegliato con il Bacio del Vero Amore di Emma, fatto che spezza anche il Sortilegio Oscuro. Emma e Mary Margaret vengono poi trascinate in un portale, lasciando David a prendersi cura di lui, insegnandogli per esempio a combattere con la spada e ad andare a cavallo. Quando Emma e Regina impediscono a Greg Mendell e Tamara di distruggere la città, egli viene rapito dalla coppia e portato sull'Isola che non c'è dove gli viene rivelato che Peter Pan è suo bisnonno ed ha bisogno del suo cuore, il cosiddetto Cuore del Vero Credente, che in realtà vuole utilizzare per ottenere l'immortalità. Regina riprende il cuore e salva Henry. Tuttavia, Peter Pan scambia il suo corpo con quello di corpo di Henry a Storybrooke, finché Tremotino non riporta tutto a posto, ma in seguito lancia una nuova maledizione costringendo Emma ed Henry a lasciare Storybrooke per sempre. Regina cancella i loro ricordi e dona loro dei nuovi ricordi felici dove Henry non è mai stato dato in adozione. Si ritrova così a vivere con Emma a New York.
Un anno dopo, Uncino ripristina i ricordi di Emma e la porta a Storybrooke, insieme con Henry, per salvare la loro famiglia. Senza ricordi, Henry è inizialmente confuso e sospettoso della decisione di Emma di trasferirsi a Storybrooke fino a quando Regina, che soffriva per il figlio che non la riconosceva, ripristina i suoi ricordi con un Bacio del Vero Amore. Henry aiuta la madre a cercare l'Autore per garantirle un lieto fine, ma rivelatosi le intenzioni malvagie di quest'ultimo di creare una dimensione dove Eroi e Cattivi sono invertiti, Henry, unico uscito indenne dalla maledizione, sconfigge l'Autore Isaac Heller diventando il nuovo Autore. Ritenendo il potere della penna troppo potente decide di spezzarla.
Quando la madre Emma diventa la nuova Signora Oscura, si reca insieme agli altri a Camelot, dove conosce una ragazza del posto, Violet, di cui si innamora finché Emma non è costretta a spezzargli il cuore manipolando la ragazza pur di ottenere una Lacrima di Vero Dolore per un incantesimo che liberasse Merlino. Viene a sapere da Crudelia De Mon che la penna dell'Autore si trova lì negli Inferi perché anche quest'ultima ha una forma di vita.
Nella sesta stagione i poteri di Henry come Autore iniziano a comportarsi in modo strano e Isaac lo inforna che ciò sta accadendo perché la Battaglia Finale si sta avvicinando. Durante la maledizione della Fata Nera, Henry cercherà di aiutare Emma a riprendere i suoi veri ricordi e la salverà dalla morte grazie al bacio del Vero Amore. Nel finale lo vediamo a cena da Granny con tutta la sua famiglia e in seguito viene mostrato da adulto, quando riceve una visita da parte di una bambina di nome Lucy, la quale afferma di essere sua figlia e lo informa che la sua famiglia è in pericolo.
Henry però non ricorda nulla della sua vita passata perché è vittima della maledizione lanciata da Lady Tremaine ed è convinto di aver perso moglie e figlia in un incendio. Ha scritto il libro "Once Upon A Time" ma non ha avuto molto successo e quindi è costretto a fare l'autista. Dopo aver conosciuto Lucy, si recherà al quartiere Hyperion Heights di Seattle dove conoscerà Jacinda (Cenerentola) la madre di Lucy di cui si innamorerà, Roni (Regina) la barista del quartiere, Ivy (Genoveffa) la figlia di Victoria Belfrey e sorellastra di Jacinda, Victoria Belfrey (lady Tremaine) la proprietaria del quartiere, Weaver (Tremotino) un detective corrotto, Rogers (Uncino) un poliziotto che verrà promosso a detective, Tilly (Alice) una ragazza molto particolare e Sabine (Tiana) la migliore amica di Jacinda.
Nei flashback scopriamo che esistono altre versioni della Foresta Incantata con altre versioni dei personaggi della favole ma non esiste un altro Autore, perciò deciderà di partire per scrivere altri lieto fine e per trovare la sua storia.
In una versione della Foresta Incantata si scontrerà con Cenerentola, di cui si innamorerà, e la aiuterà a scappare dopo essere stata accusata ingiustamente di omicidio. Ritroverà sua madre Regina e insieme al capitan Uncino appartenente al reame dei desideri di Emma si unirà alla Resistenza per combattere lady Tremaine. Durante un'avventura con Cenerentola a Wonderland loro finalmente si scambieranno il loro primo bacio, sempre in questo frangente Henry ritroverà un suo vecchio amico ossia Jack il famoso cercatore dei fagioli magici. Nella Foresta Magica si scopre che lui e i suoi amici avevano trasformato in pietra Genoveffa grazie a Lady Tremaine, poi si viene a sapere anche che il suo cuore è stato avvelenato e che sarebbe morto se non fosse andato nel Mondo Reale.

### Tremotino

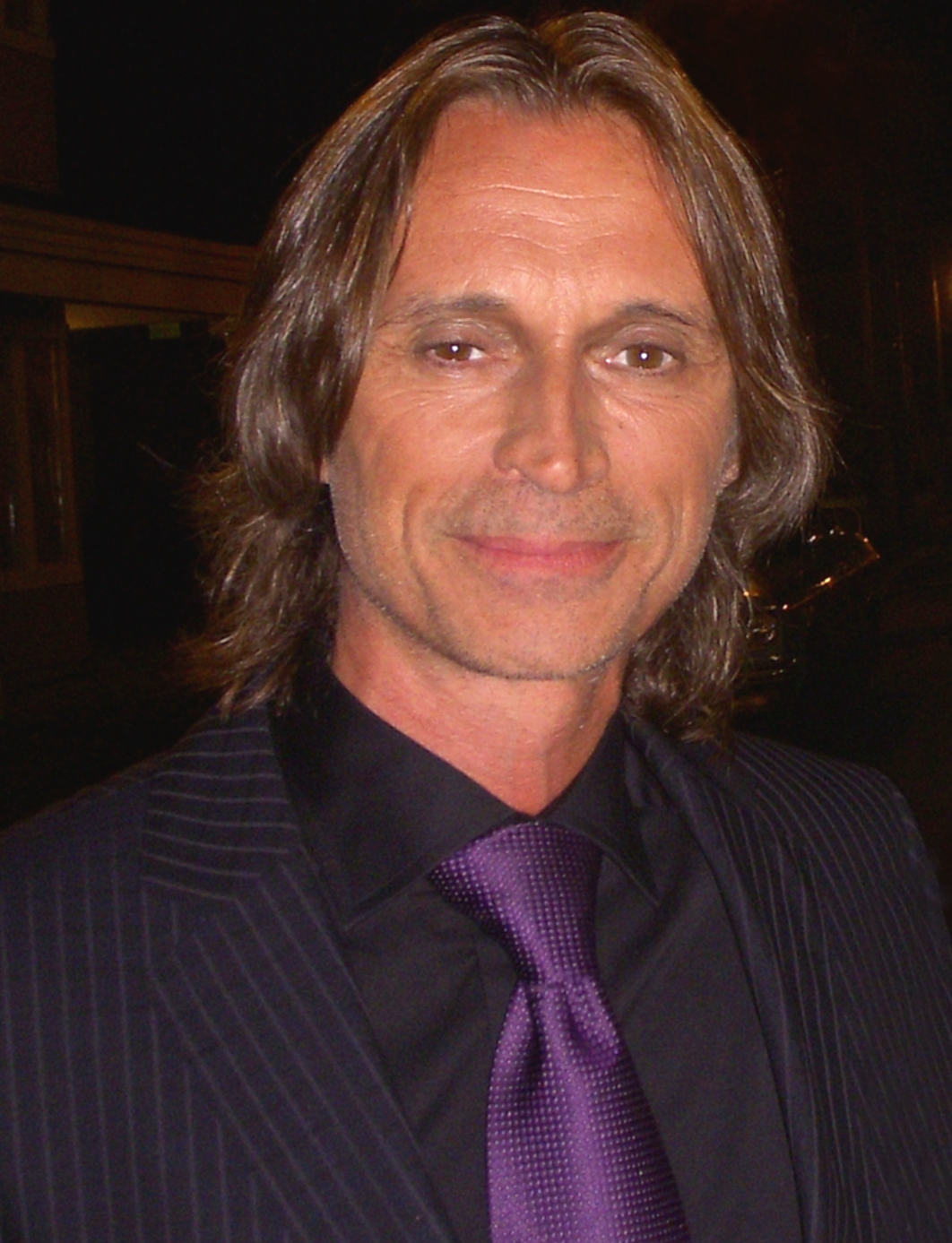
Robert Carlyle interpreta Tremotino

Tremotino (Robert Carlyle) è un mago sinistro e capriccioso che si diletta nel fare accordi con persone disperate, avvertendoli che "la magia ha sempre un prezzo". Nella serie riveste anche il ruolo del coccodrillo di Peter Pan e della Bestia. È il vero amore di Belle, figlio di Peter Pan e della Fata Nera, padre di Baelfire e Gedeone e nonno di Henry.
Da bambino venne lasciato dal padre Malcolm con delle filatrici, che diedero al piccolo un fagiolo magico per creare un portale verso un altro mondo. Suo padre utilizzò il fagiolo per portarli sull'Isola che non c'è, ma in cambio dell'eterna giovinezza abbandonò Tremotino rimandandolo nella Foresta Incantata e si ribattezzò Peter Pan dal nome della bambolina del figlio. Da adulto, Tremotino era un povero filatore che disertò dalla guerra degli Orchi causando il disgusto di sua moglie Milah, la quale scappò con il pirata Killian Jones, lasciandolo ad occuparsi da solo del figlioletto Baelfire. Tremotino venne poi ingannato dal Signore Oscuro Zoso che alla fine uccise, diventando egli stesso il nuovo Signore Oscuro, attraverso un pugnale magico al quale resterà legato per l'eternità (il pugnale rappresenta il suo unico punto debole, nonché la fonte della sua immortalità). In seguito ucciderà Milah e taglierà la mano a Jones, rendendolo in tal modo Capitan Uncino e ottenendo il soprannome di Coccodrillo. Baelfire, che soffriva per la malvagità del padre, cercò di convincerlo a liberarsi dei suoi poteri oscuri. Con l'aiuto della Fata Turchina gli propose di usare un portale per trasferirsi in un mondo senza magia. Tremotino temendo però di perdere i suoi poteri lasciò Bae attraversare il portale da solo. Pentito, giurò di creare un sortilegio per trovare suo figlio dedicando tutta la sua vita a questo. Negli anni successivi Tremotino consolidò il suo potere diventando l'essere più potente della Foresta Incantata e iniziando una lotta di potere con la sua ex allieva, Regina (la Regina Cattiva). Allenò anche Zelena, la Perfida Strega dell'Ovest, fino a quando lei lo abbandonò perché gelosa di Regina. Come parte di un accordo per salvare la propria città, Belle divenne la domestica del castello di Tremotino e sebbene inizialmente lei non lo sopportasse definendolo una Bestia, i due si innamorarono finché Tremotino non la costrinse a lasciare per sempre la sua casa dopo aver erroneamente pensato che stesse lavorando per Regina. Questa in seguito lo ingannò facendogli credere che Belle si fosse suicidata. Poco dopo, egli venne catturato e messo in prigione. Regina lanciò il suo sortilegio offrendogli ricchezza e rispetto nel nuovo mondo dove sarebbero stati inviati.
A Storybrooke, egli è Mr.Gold, proprietario di un banco di pegni e il più ricco abitante della città, di cui possiede la maggior parte. È l'unico oltre a Regina che si ricorda della sua vera identità. Aiuta Regina ad adottare un bambino a cui lei dà il nome di Henry. Quando Emma arriva a Storybrooke, Gold la aiuta a diventare il nuovo sceriffo e offre i suoi servizi legali a Mary Margaret (Biancaneve) per la falsa accusa dell'omicidio di Kathryn Nolan (la Principessa Abigail), che lui stesso aveva rapito e poi farà ritrovare. Quando Emma finalmente spezza il sortilegio, Gold si riunisce con Belle (in realtà viva e prigioniera di Regina) e riporta la magia a Storybrooke. Si infuria quando viene a sapere che chi lascia la città perde i ricordi, poiché ciò gli impedisce di mettersi alla ricerca di Baelfire. Gold alla fine crea una pozione per lasciare la città e rintracciare Bae a Manhattan, solo per scoprire che è Neal Cassidy, il padre di Henry. Gold viene avvelenato da Uncino e ritorna a Storybrooke dove Mary Margaret lo guarisce con riluttanza avvelenando il cuore di Cora al suo posto. Quando Henry viene rapito e portato sull'Isola che non c'è, Gold parte con Emma, i suoi genitori, Regina e Uncino per salvarlo. Al suo arrivo, egli accetta che dovrà morire per salvare Henry perché una profezia diceva che il ragazzo sarebbe stato la sua rovina. Peter Pan lo intrappola dentro il vaso di Pandora; viene poi liberato da Neal e riesce a intrappolare il padre. Ma Pan ha scambiato il suo corpo con quello di Henry e Gold riporterà le anime nei loro posti a Storybrooke. Prima che Peter Pan tenti di uccidere i suoi cari, Gold usa il suo pugnale su se stesso per uccidere il padre, sacrificando la propria vita. Tuttavia, Peter Pan aveva lanciato un nuovo sortilegio e, per fermarlo, Regina deve riportare tutti gli abitanti di Storybrooke nella Foresta Incantata.
Neal e Belle viaggiano fino al castello di Tremotino e trovano la Cripta del Signore Oscuro dove Neal resuscita Tremotino morendo nel tentativo. Per salvare il figlio, Tremotino fonde il corpo di Neal con il proprio. Quando un nuovo sortilegio riporta tutti a Storybrooke, Gold riappare sotto il controllo di Zelena. Emma lo trova e scopre che Neal è intrappolato dentro di lui e che questo ha fatto impazzire Gold. Per fermare la Perfida Strega, Gold deve separarsi da Neal, anche se questo significa vederlo morire. Dopo la sconfitta di Zelena, Gold propone a Belle di sposarlo, dandole anche il suo pugnale. Ma in realtà si tratta di un falso e Gold utilizza l'originale per uccidere Zelena. In seguito sposa Belle con la benedizione di suo padre.
Quando Belle scopre il pugnale falso e l'intento di Gold di liberarsi del controllo di quello vero sacrificando le fate madrine e l'Apprendista dello Stregone, decide di lasciarlo, stanca delle sue macchinazioni, e lo allontana dalla città. Gold riesce a tornare con l'aiuto delle Regine dell'Oscurità, tutti cercano l'Autore per garantirsi un lieto fine. Tuttavia, essendosi indebolito, l'Oscurità rischia di ucciderlo. Per salvarlo l'Apprendista la estrae dal suo corpo, ma l'Oscurità finisce per prendere Emma rendendola la nuova Signora Oscura.
Emma vede un'allucinazione di Tremotino che le insegna la malvagità di un Signore Oscuro, ma nella realtà Gold è tornato ad essere un uomo normale. In seguito Emma, che necessita di un eroe per estrarre Excalibur, lo fa allenare da Merida per infondergli coraggio. Quando Uncino scopre di essere un Signore Oscuro, il suo unico scopo sarà quello di vendicarsi di Tremotino. Tuttavia Gold riesce a sconfiggerlo in un duello di spada. In seguito, dopo il sacrificio di Uncino, Tremotino tornerà ad essere l'unico Signore Oscuro, e accetterà di accompagnare Emma e gli altri nell'Oltretomba, per riportare Jones in vita. Qui, grazie ad Ade, scopre che Belle è incinta di un figlio suo, e il dio dei morti lo ricatta minacciandolo di portarglielo via. Viene aggredito da Gaston con delle frecce forgiate da Ade in persona nel Fiume delle Anime Perdute, in modo da imprigionarlo lì e togliergli la possibilità di essere finalmente felice, ma viene salvato da Belle che getta Gaston nel fiume, anche se i rapporti con la moglie rimarranno ancora molto tesi e quest'ultima deciderà di infliggersi la Maledizione del Sonno per evitare che Ade acceleri la sua gravidanza e prenda il bambino. In seguito Gold stringerà un accordo con Mr. Hyde affinché lo aiuti a svegliare Belle dall'incantesimo del sonno, offrendogli in cambio il controllo della città. Inizierà una relazione con la Regina Cattiva in seguito a un accordo per ottenere le Forbici delle Parche. Questa relazione termina quando la Regina Cattiva accelera la gravidanza di Belle facendo ricadere la colpa su di lui. Non credendogli, Belle decide di nascondergli il figlio, Gedeone.
In seguito Gedeone viene rapito dalla Fata Nera, madre di Gold, il quale deciderà di mettere da parte i suoi rapporti burrascosi con la moglie per aiutare il figlio.
In realtà Gedeone tornerà presto a Storbrooke in forma adulta (perché nel regno della Fata Nera il tempo scorre diversamente) e informerà i genitori di voler uccidere la Salvatrice per diventare egli stesso Salvatore e uccidere la Fata Nera.
Gold cercherà in tutti i modi di salvare il figlio, ma ben presto verrà a conoscenza della verità: Gedeone è stato privato del suo cuore e gli è stato ordinato di uccidere la Salvatrice affinché la Fata Nera potesse liberarsi dal regno in cui era stata esiliata.
Tremotino verrà a conoscenza anche del fatto che era destinato ad essere un Salvatore, ma il suo destino è stato tagliato con le Forbici delle Parche da sua madre per evitare che morisse e scoprirà che quest'ultima non lo ha abbandonato come ha sempre creduto, ma che è stata esiliata dalla Fata Turchina per aver creato il Sortilegio Oscuro ed aver ceduto al male. In seguito stringerà un'alleanza con sua madre affinché la donna gli restituisca il cuore di Gedeone e lasci lui e la sua famiglia in pace, ma in realtà non si fiderà della madre, e in seguito compirà il suo destino uccidendola e salvando tutti i regni incantati dalla distruzione. Tremotino cercherà di salvare ancora una volta sua figlio, il cui cuore è stato incantato dalla Fata Nera, rinunciando così per la prima volta al potere e mettendo la sua famiglia al primo posto. Grazie al suo gesto e al sacrificio di Emma tutto torna come prima: lui e Belle scoprono che Gedeone è tornato neonato e quindi possono ricominciare da capo. Alla fine vediamo Tremotino che ricomincia la sua storia d'amore con Belle e lo vediamo a cena insieme agli altri da Granny.
Nella settima stagione deciderà di partire insieme a Belle e a Gedeone per vedere il mondo. Dieci anni dopo la loro partenza da Storybrooke, Tremotino rivelerà a Belle di volersi liberare del pugnale una volta per tutte per poter vivere una vita mortale insieme a lei. Dopo anni di ricerca, Belle scopre una profezia in cui viene rivelato che una volta che l'Oscuro trova il Vero Amore deve aspettare il tramonto del sole nel luogo in cui il tempo non scorre per scoprire come liberarsi dalla maledizione dell'Oscuro. Tremotino e Belle si separano da Gedeone, il quale è divenuto ormai adulto e decide di andare all'università, e si recano al Confine dei Regni.
In quel regno Tremotino e Belle trascorrono una lunga e felice vita, ma nonostante il tempo sia fermo gli anni continuano a passare per Belle che diventa anziana. In punto di morte, la donna rivelerà che il sole che deve tramontare non è quello in cielo, ma è lei a dover morire affinché Tremotino riesca a trovare la risposta sul come tornare ad essere un mortale.
Tremotino, affranto dal dolore, accetta il sacrificio di Belle e si lasciano con la promessa che lui riuscirà a raggiungerla nell'aldilà.
Tremotino rifiuta l'offerta di Gedeone di farlo diventare il nuovo Oscuro, affinché lui possa tornare da Belle, perché non vuole che il figlio venga corrotto dall'Oscurità e gli rivela che deve trovare il Guardiano affinché possa affidargli l'oscurità e così lui potrà stare con Belle.
Tremotino si trasferisce nella Foresta Incantata dove si è recato Henry e qui conosce Alice. Nella Foresta Incantata ritornerà alle sue vecchie sembianze da Signore Oscuro. Anche lui viene colpito dal nuovo Sortilegio Oscuro, e trasportato ad Hyperion Heights.
Qui è Weaver, un detective corrotto, e ha come informatrice Tilly (Alice). Riacquisterà i ricordi dopo che Tilly, la quale ricorda qualcosa della sua vera identità, gli spara per fargli ricordare chi è realmente. Alla fine della storia si sacrificherà per salvare tutti dal Tremotino malvagio proveniente dal Regno dei Desideri, e darà il suo cuore al Detective Roger (Uncino del regno dei desideri) che in questo modo potrà stare vicino a sua figlia Alice, mentre lui nell'aldilà rincontra Belle e può stare per l'eternità con lei.

### Grillo Parlante

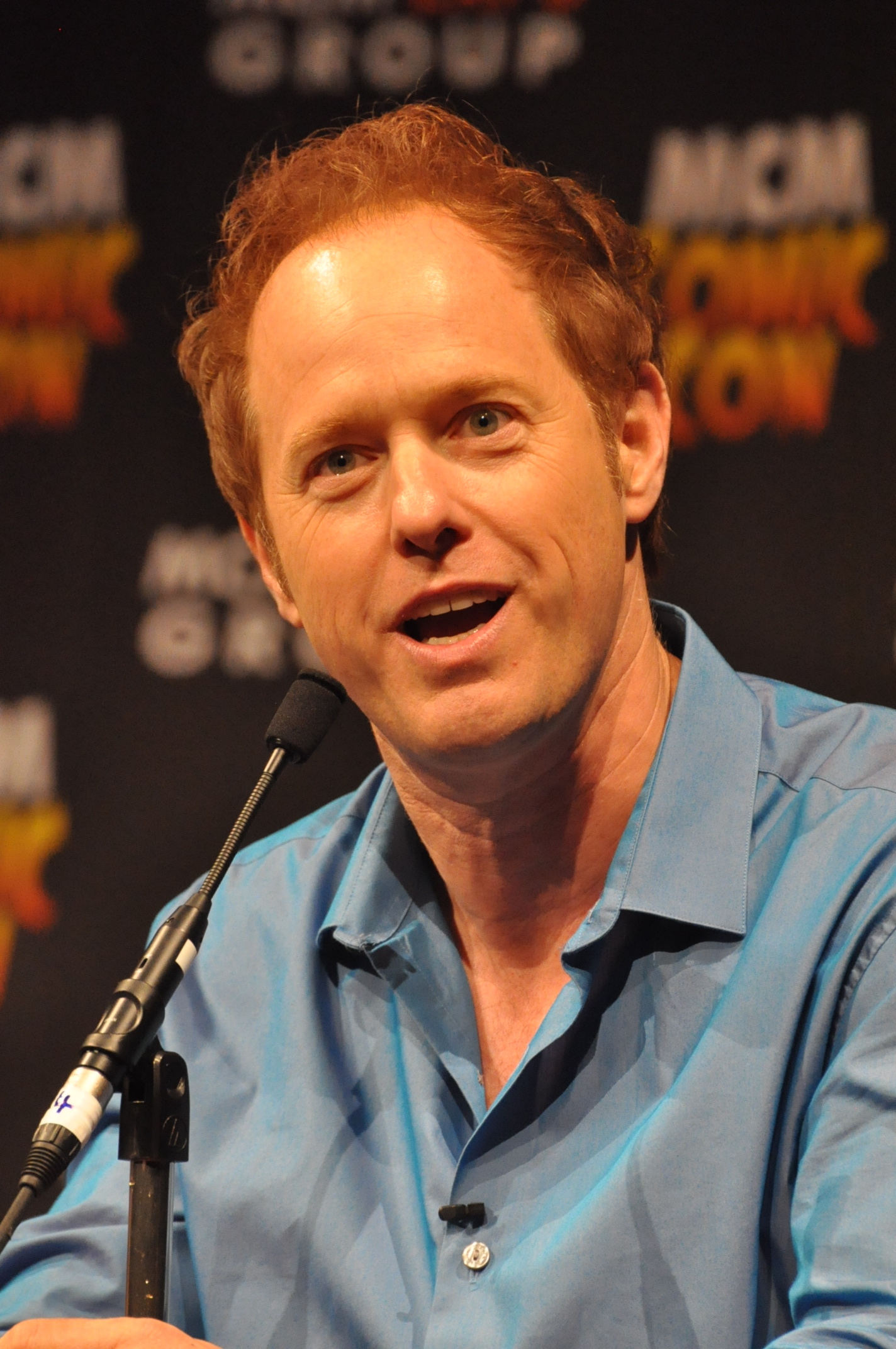
Raphael Sbarge interpreta il dottor Archie Hopper

Il Grillo Parlante (Raphael Sbarge, Adam Young da bambino) era il figlio di due truffatori che desiderava vivere una vita onesta, ma non aveva il coraggio di lasciare la sua famiglia. Tremotino gli diede una pozione che l'avrebbe liberato dai suoi genitori, ma questa viene bevuta inavvertitamente da una giovane coppia che viene trasformata in marionette. Chiese quindi alle stelle, come desiderio, che i due tornassero normali, ma la Fata Turchina, apparsagli, gli disse che non era in suo potere annullare la magia nera di Tremotino. Così desiderò di fare in futuro solo la cosa giusta e la fata lo trasformò in un grillo così che potesse abbandonare i genitori e guidare il figlio della coppia trasformata, Geppetto, per tutta la sua vita. Fornì il suo suggerimento durante la decisione del destino di Emma quando la Regina Cattiva scagliò il Sortilegio Oscuro.
A Storybrooke, è il dottor Archie Hopper, psicoterapeuta della città e ha un cane dalmata di nome Pongo. È buon amico Marco (Geppetto). Ad Archie viene richiesto da Regina Mills (la Regina Cattiva) di convincere il figlio adottivo Henry che le sue idee circa la maledizione sono false. Quando i progressi sono scarsi, Regina lo obbliga a prendere un approccio più radicale. Nonostante questo significhi andare contro ciò che gli dice la sua coscienza, inizialmente ubbidisce alla richiesta. Archie più tardi confida ad Henry che vuole essere libero di fare quello che vuole, e Henry gli dice che il Grillo Parlante era un uomo a cui richiese parecchio tempo decidere quale fosse la cosa giusta da fare. Archie si scontra così con Regina e la minaccia che, se continua a interferire nelle sue sedute con Henry, la dichiarerà una madre inaffidabile. Quando Emma rompe la maledizione riacquista i suoi ricordi come Grillo Parlante. Successivamente, la madre di Regina, Cora, assume la forma di sua figlia e rapisce Archie facendolo credere ucciso dalla figlia. Viene ritrovato da Belle sulla nave di Capitan Uncino e salvato. Dopo che Peter Pan lancia una nuova maledizione, Archie e tutti gli altri abitanti ritornano al loro mondo di origine. Quando però verrà lanciato un nuovo sortilegio Archie si ritroverà di nuovo a Storybrooke. Celebrerà le nozze tra Belle e Tremotino e in seguito anche quelle di Emma e Uncino.

### Cacciatore

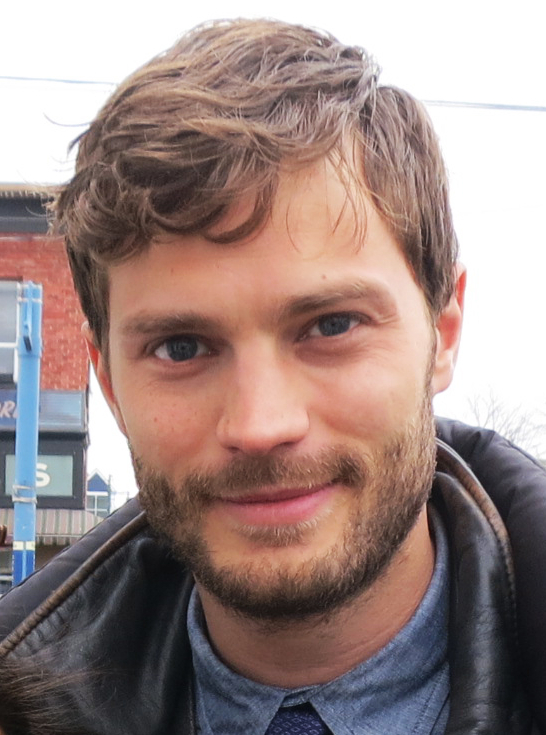
Jamie Dornan interpreta lo sceriffo Graham

Il Cacciatore (Jamie Dornan), il cui vero nome è sconosciuto, era un uomo solitario e senza amici. Abbandonato dai genitori ancora piccolo, fu allevato e cresciuto dai lupi che considera la sua unica famiglia. La Regina lo considerò come l'assassino perfetto, e lo assoldò per uccidere Biancaneve, cui avrebbe dovuto strappare il cuore e portarlo come prova dell'avvenuto omicidio. Quando riuscì ad isolare Biancaneve, le dimostrò inavvertitamente la purezza del proprio cuore e il suo altruismo, lasciandola fuggire e offrendo alla Regina il cuore di un cervo. Quando questa scoprì di essere stata ingannata, strappò il cuore dal petto al cacciatore, inserendolo nel suo mausoleo adibito a collezione e usandolo per renderlo suo schiavo. Quando il Principe James fu scortato al luogo della sua esecuzione, il Cacciatore lo aiutò a fuggire uccidendo una guardia che aveva cercato di fermarlo. James gli propose di seguirlo, ma il Cacciatore rifiutò, chiedendogli di non lasciare che il suo sacrificio (la perdita del suo cuore) fosse stato vano.
A Storybrooke, è lo sceriffo Graham, un ufficiale di polizia di bell'aspetto di grado più alto della cittadina. Tempo prima aiutò il sindaco Regina Mills (la Regina Cattiva) ad evitarle che Owen e Kurt Flynn lasciassero la città. Quando Emma Swan arriva in città, lui è uno dei pochi abitanti che si rivolta contro Regina nominando Emma sua vice. Lui ed Emma cominciano a sentirsi attratti l'uno dall'altro, anche se Graham ha una relazione segreta con Regina che Emma scopre in seguito, sentendosi tradita e disgustata. Quando comincia ad avere flashback della sua vita precedente, egli cerca consiglio da Henry Mills che gli racconta della sua storia e della maledizione. Graham comincia così a cercare il suo cuore, rompendo definitivamente con Regina e deciso ad iniziare una nuova relazione con Emma riconquistando i suoi ricordi perduti mentre la bacia. Ma Regina schiaccia il suo cuore e Graham muore tra le braccia di Emma, poco dopo averla ringraziata per averlo aiutato a ricordare chi veramente era.

### Pinocchio

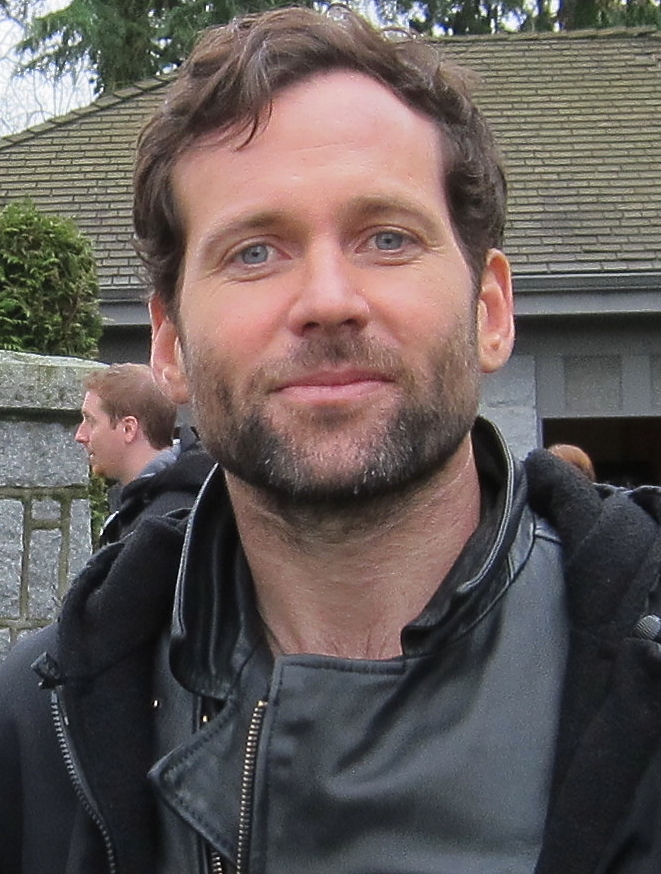
Eion Bailey interpreta Pinocchio

Pinocchio (Eion Bailey, Jakob Davies da giovane) era una marionetta costruita da Geppetto utilizzando il legno di un albero incantato. Da giovane, si sacrificò per salvare Geppetto durante una tempesta. Come ricompensa, la Fata Turchina lo trasformò in un bambino vero, ricordandogli che l'incantesimo sarebbe durato solo se fosse rimasto buono e altruista. Invece il ragazzino rimase malizioso, anche se con ottime intenzioni. La Fata, poco dopo, chiese a Geppetto di costruire una teca magica che potesse salvare due persone dal Sortilegio Oscuro della Regina Cattiva: Biancaneve incinta e il Principe James; in questo modo, però Pinocchio, quando la maledizione avrebbe colpito e li avrebbe portati tutti in un altro mondo, sarebbe tornato un burattino in quanto vero solo per magia. Geppetto allora si accordò con la Fata per riservare a Pinocchio il secondo posto, e questa mentì agli altri abitanti della Foresta, dicendo che la teca poteva salvare solo una persona. I piani cambiarono quando Emma nacque prima del tempo prestabilito. Invece di cedere a Biancaneve il posto riservato a Pinocchio, come richiesto dalla Fata, Geppetto vi fece comunque nascondere il figlio, dopo avergli fatto promettere di proteggere la bambina e di aiutarla a credere nel suo destino, quando sarebbe arrivato il momento giusto. Dopo essere giunti nel mondo reale, Pinocchio e la neonata Emma furono portati in un orfanotrofio, dove Pinocchio lasciò sola Emma per fuggire dall'edificio con altri ragazzini, in quanto l'uomo che doveva prendersi cura di loro era malvagio.
Il suo omologo nel mondo reale è August Wayne Booth. In primo luogo appare a Portland in Oregon nel 2001 dove affronta Neal Cassidy, un ladro innamorato di Emma Swan, e lo convince a lasciare Emma per permetterle di realizzare il suo destino. Dopo che Emma viene arrestata per possesso di oggetti rubati, va a Vancouver per informare Neal del destino di Emma e gli promette di fargli sapere quando la maledizione sarà spezzata. August arriva a Storybrooke giorni dopo l'arrivo di Emma in città nel tentativo di convincerla che la maledizione è reale, ma senza successo. Intanto si scopre che August sta ritornando di nuovo di legno: infatti non ha mantenuto la sua promessa di stare vicino a Emma e proteggerla, e quindi l'incantesimo della Fata Turchina sta svanendo. Per tentare di convincere Emma della verità le mostrerà la sua gamba di legno, ma il rifiuto da parte di lei di credere nella magia non le permetterà di vederla. Quando infine Emma si rende conto che la maledizione è reale, si reca da August per chiedere aiuto, ma questi è diventato completamente di legno. Dopo che il sortilegio viene spezzato, Mary Margaret (Biancaneve) trova August nascosto nei boschi per la vergogna degli errori che ha fatto. Lei cerca di convincerlo a tornare a Storybrooke da suo padre Marco, ma l'uomo rifiuta. Egli viene poi scoperto da Tamara che gli offre una pozione che lo terrà umano per sempre se lascia Storybrooke. Rendendosi conto che Tamara vuol fare del male ai cittadini di Storybrooke, August tenta di mettere in guardia Emma, ma viene ferito mortalmente da Tamara. Tuttavia, stabilito che August è stato altruista e coraggioso, la Madre Superiora (la Fata Turchina) lo riporta alla sua forma originale di un bambino di sette anni, Pinocchio, che però non ricorda gli avvenimenti passati e non riesce a mettere in guardia gli abitanti dal pericolo rappresentato da Greg e Tamara.

### Cappuccetto Rosso (Ruby)

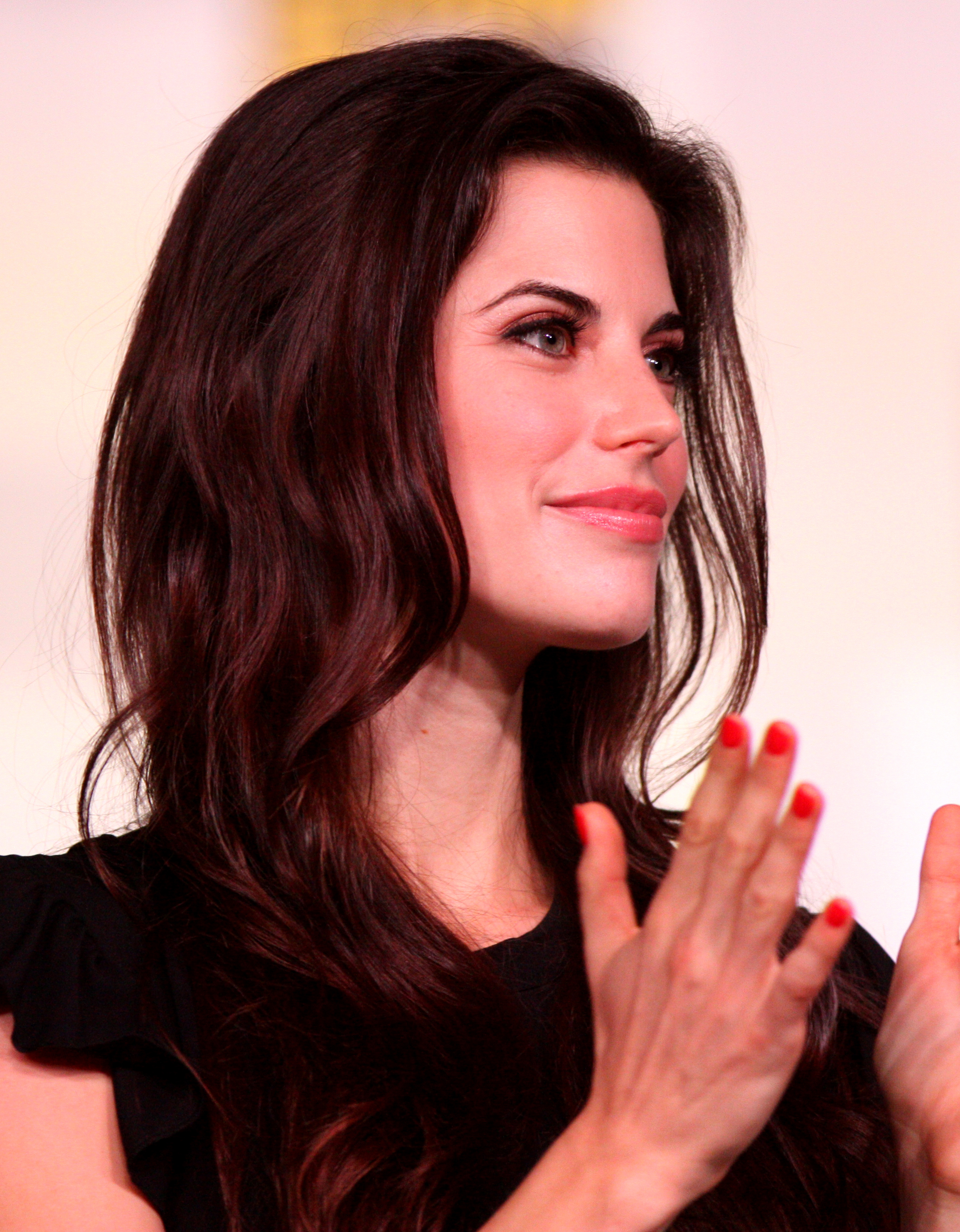
Meghan Ory interpreta Ruby

Cappuccetto Rosso (Meghan Ory) è una giovane donna che si trasforma temporaneamente in un lupo. Il suo nome deriva dal mantello rosso che la nonna le ha sempre detto di indossare.
Cappuccetto Rosso incontra Biancaneve durante la fuga di quest'ultima dalla Regina. Le due collaborano per tentare di uccidere un lupo che stava terrorizzando la zona, e si convincono che si tratti di Peter, il fidanzato di Cappuccetto Rosso, ma in realtà è proprio la ragazza a trasformarsi in lupo, senza poi averne memoria. Il mantello rosso serve a impedire la trasformazione, ma visto che la nonna non ha mai rivelato a Cappuccetto Rosso la verità, talvolta la ragazza lo dimentica. In un piano per svelare l'identità di Peter, lo lega ad un albero, ma trasformandosi lei stessa lo uccide inavvertitamente; solo a quel punto la nonna decide di svelarle la verità. In seguito, viaggiando con Biancaneve, scopre un gruppo di lupi mannari tra cui c'è la sua presunta madre, Anita. Cappuccetto Rosso impara a controllare la sua trasformazione in lupo e decide di rimanere con il gruppo. Tuttavia i soldati della Regina, inseguendo Biancaneve, scoprono e attaccano il loro rifugio. Dopo la sconfitta dei soldati, Anita vuole uccidere Biancaneve per vendetta, ma a sua volta è accidentalmente trafitta da Rosso in forma di lupo. Lei e la nonna aiutano poi Biancaneve a salvare il Principe Azzurro che era stato fatto prigioniero dalla Regina Cattiva.
A Storybrooke è Ruby, una giovane donna ribelle che vuole lasciare la città, ma è frenata dalla cattiva salute di sua nonna. Lavora presso Granny Café come cameriera anche se il suo rapporto con la nonna è teso in quanto la donna disapprova il suo comportamento e abbigliamento provocatorio. Successivamente Ruby, stanca delle responsabilità, lascia il suo lavoro diventando assistente dello sceriffo Emma Swan. Grazie alle sue abilità olfattive ereditate dalla maledizione del lupo, riesce a scoprire una scatola interrata contenente un cuore umano. La cosa la spaventa e decide di riprendere a lavorare dalla nonna. Quando Emma rompe la maledizione, Ruby riacquista i propri ricordi e si riunisce con la sua famiglia e gli amici; in questo modo riprende però la sua vera natura e, alla prima luna piena, si trasforma in un lupo. Più tardi viene trovato il cadavere di Billy (Gus) e Ruby viene incolpata dell'omicidio. In realtà il colpevole si rivela essere il procuratore Albert Spencer (King George) che ha ucciso Billy nel tentativo di incastrare la donna e minare l'autorità di David. Grazie all'aiuto di David, Ruby riprende il suo autocontrollo come lupo.
In seguito alla sconfitta di Peter Pan e Zelena, Ruby si rende conto che non riesce più ad aiutare i suoi amici e rivela a Mary Margaret il desiderio di tornare alla Foresta Incantata mediante un fagiolo magico per cercare altri indizi delle sue origini. Tuttavia viene catturata sotto forma di lupo dalla strega di DunBroch, e in seguito liberata da Mulan. Insieme a lei e Merida, utilizzando le sue capacità olfattive, cercano e sconfiggono Re Artù e Zelena alleati. In seguito Mulan, che capisce che non abbia più uno scopo, la invita a seguirla nelle sue avventure.
Si viene a sapere che lei e Mulan hanno aiutato Dorothy a fermare Zelena ad Oz, ma Dorothy è caduta in un sortilegio del sonno. Quindi Ruby era all'inseguimento di Zelena fino all'Oltretomba dove viene ritrovata da Emma e Biancaneve. Esse ricevono le scarpette magiche di Dorothy da Zelena, che le cede di spontanea volontà, utili per viaggiare attraverso le dimensioni e ritornare ad Oz per svegliare Dorothy. Inizialmente pensano di utilizzare il Bacio del Vero Amore che può dare la zia di Dorothy, anch'ella intrappolata nell'Oltretomba, ma viene gettata nel Fiume delle Anime Perdute da Ade ma la recuperano. In seguito Ruby porta la bottiglietta della zia Emma che risveglia così dorothy  grazie all’amore famigliare 

### Belle

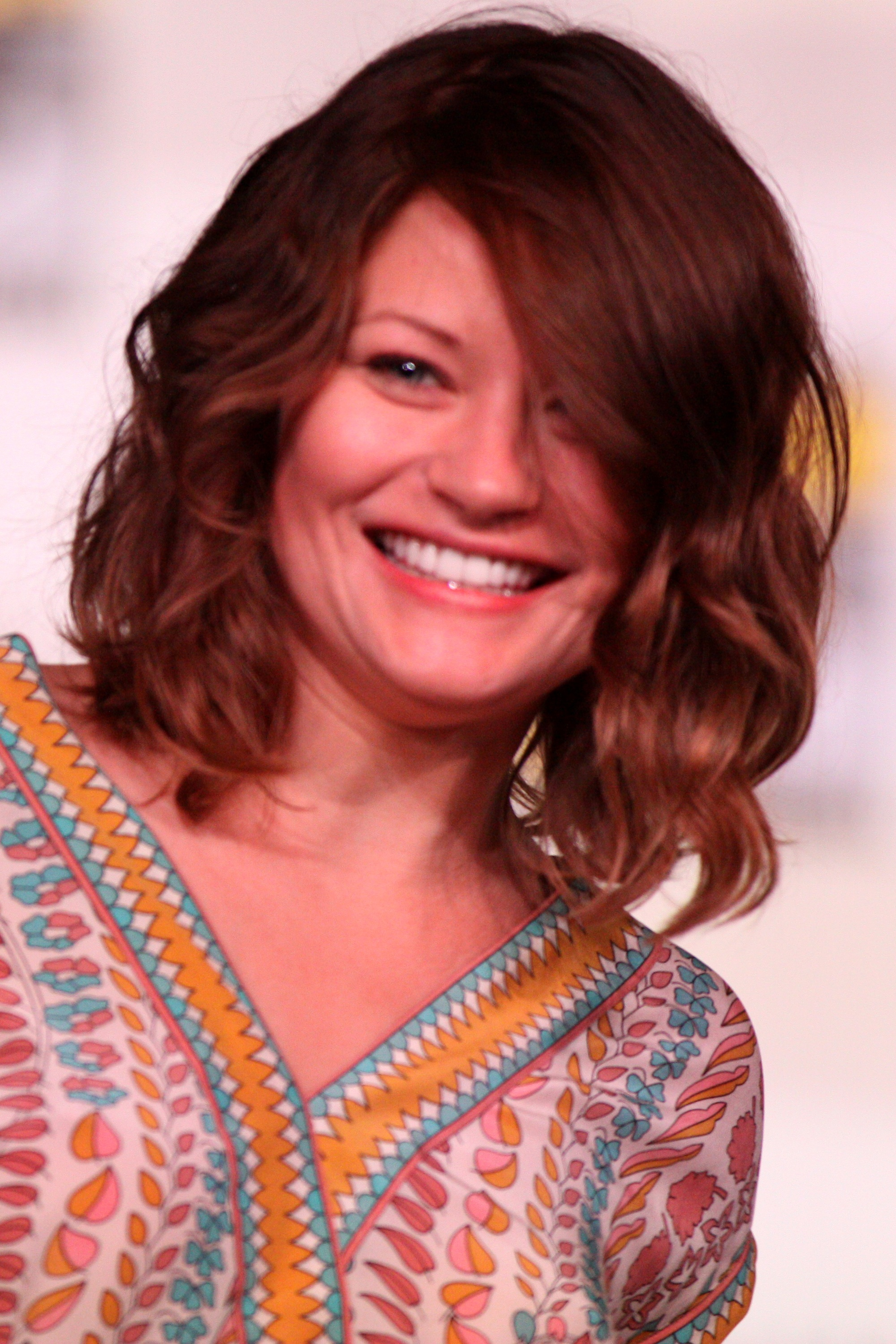
Emilie de Ravin interpreta Belle

Belle (Emilie de Ravin) è la figlia di Sir Maurice e vero amore di Tremotino.
Quando il regno di suo padre era minacciato dalla guerra degli Orchi, Tremotino si offrì di proteggerlo, ma chiese in cambio che Belle diventasse la domestica della sua tenuta. Belle accettò l'accordo e andò a vivere nel suo castello; presto i due iniziarono a innamorarsi. A un certo punto Belle però venne a sapere dalla Regina Cattiva che il Bacio del Vero Amore avrebbe rotto qualsiasi maledizione, così decise di liberare Tremotino dal suo lato oscuro e lo baciò. Tremotino però ritenne erroneamente che Belle stesse lavorando per Regina e la costrinse a lasciarlo per sempre. Belle si unì poi ad una spedizione a caccia di un mostro chiamato Yaoguai che terrorizzava un regno lontano. Usando la sua conoscenza dei libri, insieme a Mulan sconfisse la bestia, che in realtà era il principe Filippo sotto una maledizione. Decisa a tornare da Tremotino, venne catturata dalla Regina Cattiva che raccontò a Tremotino che Belle si era suicidata.
A Storybrooke, Belle è tenuta rinchiusa nell'ospedale psichiatrico della città per 28 anni. Viene successivamente liberata da Jefferson (il Cappellaio Matto) e trova il signor Gold (Tremotino), professando il suo amore per lui. Quando il sortilegio viene spezzato, si riuniranno realmente e Tremotino porta la magia a Storybrooke. Quando Gold trova il modo di lasciare Storybrooke senza perdere i propri ricordi, decide di partire per cercare Baelfire e Belle lo accompagna fino al confine per salutarlo, ma viene ferita da Uncino che la fa cadere oltre il confine perdendo di nuovo la memoria. Belle più tardi ottiene dei falsi ricordi di una donna discinta di nome Barfly Lacey che incoraggia gli impulsi più oscuri di Gold. Gold le darà poi una pozione per ridarle la sua identità originaria. Quando Gold, insieme a Emma Swan, Mary Margaret, David, Regina, e Capitan Uncino parte per salvare un Henry rapito e portato sull'Isola che non c'è, dà a Belle un incantesimo di protezione da lanciare intorno a Storybrooke. Sull'isola Gold incontra spesso una proiezione di Belle che lo aiuta affrontare la sua vigliaccheria, ma poi si rivela essere l'ombra di Peter Pan sotto mentite spoglie. I due sono riuniti quando il gruppo torna a Storybrooke dopo il recupero di Henry, ma il loro incontro è di breve durata in quanto Gold si sacrifica per uccidere Pan. Inoltre è stata lanciata una nuova maledizione da Peter Pan, così Regina annulla la maledizione originale che aveva creato la città e gli abitanti Storybrooke vengono rimandati ai loro mondi originali. Nella Foresta Incantata, Belle e Neal si recano al castello di Tremotino e vengono indirizzati alla Cripta del Signore Oscuro da una candela-uomo di nome Lumière. Con disapprovazione di Belle, Neal sblocca la volta, resuscitando Tremotino ma sacrificando la sua vita. Belle ritorna a Storybrooke quando Biancaneve e Azzurro lanciano un nuovo sortilegio per impedire a Zelena di prendere il loro bambino. Dopo essere stato liberato dal controllo di Zelena, Gold propone a Belle di sposarlo consegnandole il suo pugnale (che in realtà era una copia). Belle e Gold si sposano con la benedizione di suo padre.
Quando Belle scopre il pugnale falso e il desiderio di Gold di liberarsi del controllo di quello vero pur di sacrificare le fate madrine e l'Apprendista, lei lo allontana dalla città. Gold riesce a tornare con l'aiuto delle Regine dell'Oscurità, tutti cercando l'Autore per garantirsi un lieto fine. Quando l'Oscurità passa dal corpo di Tremotino a quello di Emma rendendola la nuova Signora Oscura, Belle si prenderà cura dell'uomo senza sensi per un lungo periodo di tempo. Nel frattempo viene catturata da Merida che necessita della sua intelligenza per preparare una pozione per reclamare il suo trono, ma Belle la convincerà ad utilizzare le proprie capacità. Quando Tremotino si sveglia, Belle lo protegge dalla stessa Merida sotto il controllo di Emma. Aspetta un figlio da Gold anche se lei non lo sa ancora. Getta Gaston nel fiume delle anime per salvare la vita di Tremotino condannandolo a una tortura senza fine. Viene addormentata con la maledizione del sonno per evitare che Ade acceleri la sua gravidanza e prendi suo figlio. In seguito verrà svegliata dal Bacio di Morfeo, che si rivelerà essere suo figlio. La gravidanza di Belle verrà accelerata dalla Regina Cattiva e Belle sarà costretta, in seguito alle azioni di Tremotino (il quale voleva cambiare il destino del figlio con le Forbici delle Parche affinché non lo odiasse) a sacrificare suo figlio mandandolo in un posto più sicuro lontano dall'Oscuro grazie all'aiuto della Fata Turchina.
Ma Gedeone verrà poi rapito dalla Fata Nera e quando tornerà a Storybrooke sarà in versione adulta e con il proposito di uccidere Emma.
Belle inizierà a riavvicinarsi a Tremotino, ma in seguito i due verranno separati dalla maledizione della Fata Nera e Belle perderà i suoi ricordi, che verranno in seguito riacquistati dopo la rottura del sortilegio.
Alla fine vediamo lei e Tremotino ricominciare il loro matrimonio con Gedeone di nuovo neonato.
In seguito Belle, Tremotino e Gedeone inizieranno a viaggiare per il mondo e durante uno di questi viaggi Tremotino le rivelerà che vuole liberarsi dal potere del pugnale per poter trascorrere una vita mortale insieme a lei. Dopo anni di ricerche, Belle rivela a Tremotino che l'Oscurità può essere eliminata solo quando il sole tramonterà nel luogo in cui il tempo è fermo. I due coniugi si separano da Gedeone, il quale è divenuto adulto e si è iscritto all'università, e si recano al Confine dei Regni e in attesa che tramonti il sole trascorrono anni spensierati e felici.
Nonostante l'immobilità del tempo gli anni per lei continuano ad andare avanti e diventa anziana e in punto di morte rivelerà a Tremotino che il sole che doveva tramontare non era quello in cielo ma il vero amore dell'Oscuro, dunque lei deve morire affinché lui capisca come spezzare la maledizione.
Tremotino, distrutto dal dolore, accetta la morte della moglie ma lei gli promette che è sicura che lui riuscirà a trovare un modo per liberarsi una volta per tutte della sua maledizione e che riusciranno a stare insieme per sempre.

### Capitan Uncino

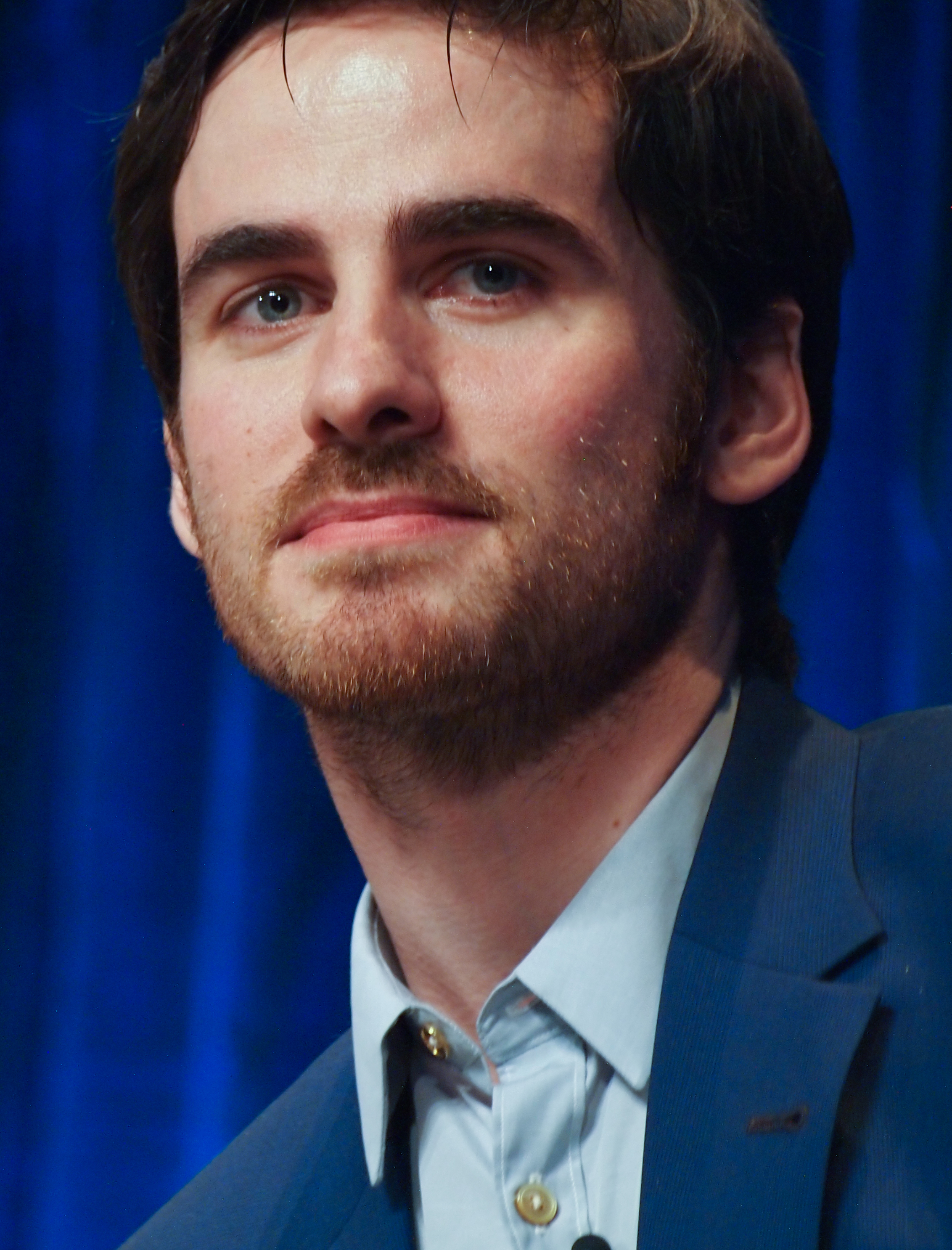
Colin O'Donoghue interpreta Killian Jones

Capitan Uncino (Colin O'Donoghue), vero nome Killian Jones, è un capitano pirata che in precedenza era al servizio di un re assieme al fratello maggiore Liam Jones. I due vennero inviati sull'Isola che non c'è per prendere una pianta chiamata Sogno-ombra, che secondo il re sarebbe stata in grado di guarire tutte le ferite. Qui incontrarono Peter Pan, che li avvertì che in realtà la pianta era un veleno mortale. Killian così iniziò a dubitare della buona fede del re, e Liam per dimostrargli che Peter Pan mentiva si punse intenzionalmente con la pianta, rimanendo però avvelenato. Dopo la morte del fratello, Killian diventò un pirata, rinominando la nave Jolly Roger e decidendo di vivere secondo le proprie regole. Qualche tempo dopo sedusse la moglie di Tremotino, Milah, che scappò con lui abbandonando il marito e il figlioletto Baelfire. Successivamente perse la mano sinistra in una duello con Tremotino (diventato il Signore Oscuro), e la sostituì con un uncino ribattezzandosi Capitan Uncino. In seguito si recò di nuovo sull'Isola che non c'è, dove trovò il figlio di Tremotino, Baelfire, che era stato trasportato sull'isola poco tempo dopo la separazione da suo padre. Uncino lo portò a bordo della sua nave e stabilì un rapporto quasi paterno, fino a quando Bae apprese che Uncino aveva portato via sua madre Milah da suo padre. Uncino consegnò Bae ai Bimbi Sperduti che lo portarono da Peter Pan. Di ritorno nella Foresta Incantata, Uncino venne incaricato dalla Regina Cattiva di uccidere sua madre Cora che si trovava nel Paese delle Meraviglie. Tuttavia, Uncino e Cora si resero conto di avere un obiettivo comune e decisero di formare un'alleanza. Quando venne scagliato il Sortilegio Oscuro, lui, Cora e pochi altri abitanti della Foresta Incantata vennero protetti da una barriera per 28 anni. Dopo che il sortilegio era stato spezzato, Uncino seguì Emma e Mary Margaret (Biancaneve) a Storybrooke con Cora, attraverso un fagiolo magico che aveva rubato.
Quando il signor Gold trova il modo di lasciare Storybrooke senza perdere i suoi ricordi, Uncino colpisce Belle, facendola cadere oltre il confine della città e facendole perdere di nuovo la memoria. In seguito Gold si reca a Manhattan per ritrovare il figlio e Uncino ne approfitta per attaccarlo con il suo veleno. Viene poi catturato dalla fidanzata di Neal Cassidy, Tamara, che chiede la sua collaborazione (dopo avergli mostrato che Gold è sopravvissuto) per aiutare lei e Greg Mendell a distruggere la magia di Storybrooke. Inizialmente tradisce gli abitanti di Storybrooke rubando un fagiolo magico per scappare da solo, ma poi, quando Greg e Tamara rapiscono Henry Mills e lo portano sull'Isola che non c'è con un portale, Uncino torna per aiutare Emma, e la porta sull'isola con la sua nave assieme a Mary Margaret, David, Regina, e Gold. Uncino diventa la guida del gruppo consigliando loro come muoversi, curerà anche David dal suo avvelenamento con la Sogno-ombra e comincia a nutrire sentimenti per Emma. Il gruppo riuscirà a recuperare Henry e a tornare a Storybrooke. Dopo che Peter Pan lancia una nuova maledizione, Uncino e gli altri abitanti sono costretti a tornare al loro mondo originale mentre Emma e Henry vanno a vivere a New York senza i ricordi degli ultimi anni. Nella Foresta Incantata, Uncino affronta il pirata Barbanera e lo uccide per riprendere la Jolly Roger. Un anno dopo, Uncino arriva a New York nel mondo reale avvertendo Emma che la sua famiglia è in pericolo anche se lei e Henry non hanno memoria di loro e della maledizione. Egli ripristina i ricordi di Emma con un pozione e torna a Storybrooke sia con Emma che con Henry per rompere la nuova maledizione e sconfiggere il nuovo nemico, Zelena, la Malvagia Strega dell'Ovest. Successivamente Zelena maledice Uncino che, quando bacerà Emma, le toglierà i suoi poteri. Emma è costretta a rinunciare ai suoi poteri quando Zelena tenta di affogarlo, e lei per rianimarlo gli pratica la respirazione artificiale. Uncino ed Emma verranno poi trascinati nel portale del tempo di Zelena; Emma però riacquisterà la sua magia per riaprire il portale per il presente. Tornati a Storybrooke, Uncino rivela a Emma che è arrivato a New York rinunciando alla Jolly Roger; i due si danno un bacio appassionato e iniziano una relazione. In seguito Gold gli ruba il cuore costringendolo a fargli da burattino, ma riesce a riottenerlo.
Quando il gruppo di eroi si reca a Camelot cercando Merlino per togliere l'Oscurità da Emma, divenuta la nuova Signora Oscura, a causa di una ferita mortale che gli viene inferta, Emma si vede costretta a donargli l'immortalità rendendolo un secondo Signore Oscuro legandolo all'altra parte spezzata di Excalibur, come avveniva per il pugnale del primo Signore Oscuro. Tuttavia Uncino non riesce a resistere all'Oscurità e decide di abbracciarla per vendicarsi finalmente di Tremotino e inoltre richiama dall'Aldilà tutti i Signori Oscuri del passato. Si sacrifica per salvare le persone che ama imbrigliando tutta l'Oscurità dentro il suo corpo. In seguito Emma cercherà di dividere il cuore per riportarlo in cita, ma il piano non funziona perché è morto da troppo tempo e perciò vanno alla ricerca dell'ambrosia, ma in realtà si trattava di un subdolo piano di Ade e perciò lui ed Emma sono costretti a dirsi addio. Tornerà in vita in seguito grazie all'intervento di Zeus.
Nella sesta stagione andrà a vivere con Emma, ma la loro tranquillità è minacciata da Hyde, la Regina Cattiva e le continue visioni che preannunciano la fine di Emma. Si riappacificherà con il fratellastro Liam II il quale lo voleva morto perché aveva ucciso il loro padre e perché per colpa sua Nemo aveva rischiato di morire. In seguito chiederà ad Emma di sposarlo, ma la felicità è rovinata dal suo segreto: ha ucciso il padre di David e questo porta ad una rottura del rapporto tra lui e la fidanzata. In seguito verrà esiliato da Gideon e si ritroverà a vivere delle avventure con Barbanera, Aladdin e Jasmine, Ariel e Giglio Tigrato per poi riuscire tornare a Storybrooke, dove si riappacificherà con Emma e David. Dopo aver sposato Emma viene mandato nella Foresta Incantata dalla Fata Nera, ma riuscirà a salvarsi dalla distruzione dopo la morte della donna. Alla fine lo vediamo diventare sceriffo insieme ad Emma.
Nella settima stagione lui ed Emma si recheranno insieme a Regina nella Foresta Incantata dove si trova Henry e lì incontrerà la sua versione appartenente al mondo dei desideri creato da Emma, il quale vuole avere il suo posto, ma quando scoprirà che Emma aspetta un bambino deciderà di farsi da parte perché ha perso una figlia e non vuole togliere al figlio di Emma suo padre. Emma e il vero Uncino torneranno a Storybrooke, mentre la versione del mondo dei desideri aiuterà Henry a trovare Cenerentola e insieme a Regina si uniranno alla Resistenza che combatte contro lady Tremaine.
Ad Hyperion Heights è il poliziotto Rogers, il quale lavora di nascosto al caso di una ragazza scomparsa. In seguito verrà promosso a detective e diventerà partner di Weaver e inoltre stringerà amicizia con Henry e Roni. A Hyperion Heights sembra essere attratto da Sabine. Nei flashback del Reame dei desideri si viene a sapere che lui ha una figlia e che quella figlia è proprio Alice avuta da Gothel la malvagia strega alleata di Genoveffa. Ad Hyperion Heights riesce a salvare la ragazza scomparsa e a far arrestare Victoria per sequestro di persona, lui però non sa che quella persona è n realtà Gothel la madre di Alice. Ad Hyperion Heights continua le sue indagini per capire cosa realmente sia successo alla piccola Lucy su richiesta di Sabine(Tiana) e verrà aiutato da Tilly(Alice).

### Baelfire

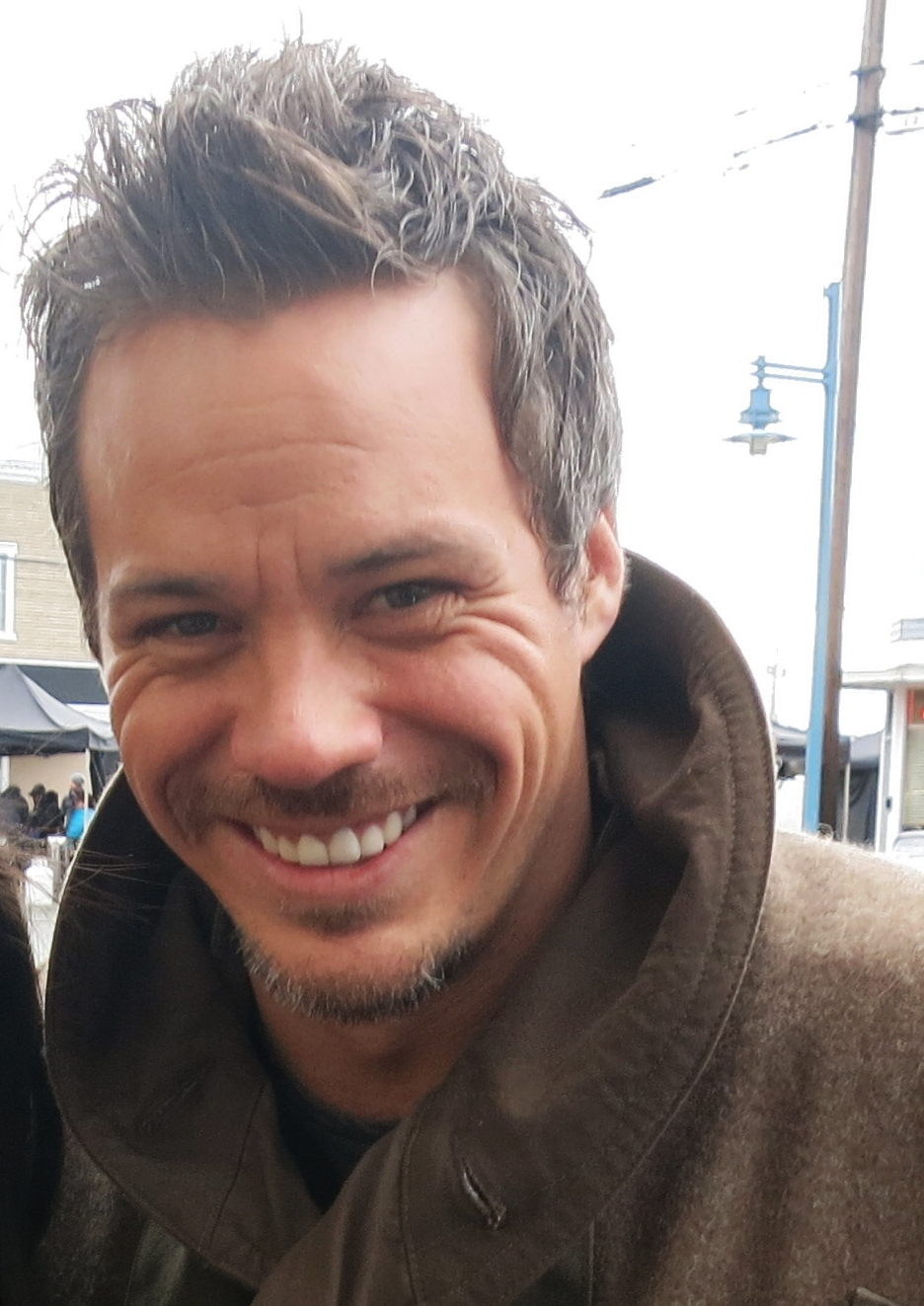
Michael Raymond-James interpreta Neal Cassidy

Baelfire (Michael Raymond-James, Dylan Schmid e Brandon Spink da adolescente, Sebastian Wilkinson e Dean Petriw da bambino) spesso abbreviato "Bae", è il figlio di Tremotino, il fratellastro maggiore paterno di Gedeone e il padre biologico di Henry.
Da bambino Baelfire viveva con il padre dopo che la madre Milah li aveva abbandonati. Al suo quattordicesimo compleanno, Bae avrebbe dovuto essere reclutato per combattere nella guerra degli Orchi, ma Tremotino per impedirlo, divenne il nuovo Signore Oscuro. Anche se suo padre cercava di farlo sentire al sicuro, Bae era spaventato dalla sua malvagità e tentò di convincerlo a rinunciare ai suoi poteri oscuri: riuscì a trovare un fagiolo magico che li avrebbe portati entrambi in un mondo senza magia. Tuttavia, Tremotino aveva troppa paura di perdere i suoi poteri, così lasciò che il figlio attraversasse il portale da solo. Bae si ritrovò nella Londra vittoriana e diventò un ragazzo di strada. Successivamente conobbe Wendy Darling che lo tenne nascosto in casa propria, finché i suoi genitori lo trovarono e decisero di adottarlo. Bae scoprì che una misteriosa ombra voleva rapire i fratelli di Wendy (John e Michael), così per proteggerli si sacrificò e venne preso per essere portato sull'Isola che non c'è. Lungo il tragitto, Bae riuscì a liberarsi e venne salvato da Capitan Uncino; con il quale inizialmente stava sviluppando un rapporto quasi famigliare, ma in seguito, appreso che sua madre Milah aveva lasciato la famiglia perché era innamorata di Uncino, si rivoltò contro il pirata e avrebbe voluto tornare dalla famiglia Darling, ma venne catturato dai Bimbi Sperduti. Dopo una serie di avventure Bae tornò nel mondo reale durante il XX secolo, assumendo l'identità di Neal Cassidy.
Neal Cassidy aveva incontrato Emma Swan a Portland, in Oregon, nel 2001, undici anni prima che la maledizione fosse spezzata. Si erano innamorati e avevano commesso insieme una serie di furti, fino a quando decisero di cambiare vita e di andare a vivere a Tallahassee. Neal però fu avvicinato da August Booth (Pinocchio) che gli rivelò che Emma è la Salvatrice e lo costrinse a lasciarla in modo che lei potesse realizzare il suo destino. Così Neal fuggì, senza sapere che Emma era incinta, e la ragazza fu arrestata per possesso di orologi rubati. Undici anni dopo August inviò a Neal una cartolina per informarlo che il Sortilegio era stato spezzato. Il signor Gold (Tremotino) riesce a rintracciare magicamente suo figlio a Manhattan e va a cercarlo assieme a Emma, che rimane sorpresa quando scopre che si tratta di Neal, e così lo stesso Neal quando scopre di essere padre di Henry. Neal inizialmente si rifiuta di ricongiungersi al padre, ma poi decide di seguirli a Storybrooke per il bene di Henry (e di Emma) invitando tuttavia la fidanzata Tamara in città. Tamara si rivela essere partner di Greg Mendell; la coppia sta lavorando insieme per distruggere Storybrooke. Quando Neal lo scopre Tamara gli spara facendolo cadere attraverso un portale. Neal sopravvive e arriva nella Foresta Incantata dove Mulan, la principessa Aurora e il principe Filippo lo soccorrono. Dopo che Neal scopre che Emma è sull'Isola che non c'è attira l'Ombra per usarla e viaggiare fin lì. In seguito salva Henry, solo per essere catturato da Peter Pan e dai Bimbi Sperduti. Dopo essere stato nascosto nelle Grotte dell'Eco, il gruppo di Emma deve salvarlo rivelando i loro segreti più oscuri. Neal soccorre il padre rinchiuso nello scrigno di Pandora da Pan e, con il restante gruppo degli abitanti dell'isola, riesce a tornare indietro a Storybrooke. Dopo che Peter Pan lancia una nuova maledizione Neal e gli altri ritornano al loro mondo originale.
Nella Foresta Incantata Neal e Belle vanno nel vecchio castello di Tremotino e vengono indirizzati alla Cripta del Signore Oscuro da una candela-uomo di nome Lumière. Neal sblocca la volta, resuscitando Tremotino ma sacrificando così la sua vita. Per non morire però, Tremotino si fonde con il corpo di Neal. Zelena, la Malvagia Strega dell'Ovest, informa Tremotino che sta arrivando una nuova maledizione e Neal, separato temporaneamente dal corpo di suo padre, invia una dose di pozione della memoria a Uncino per aiutare Emma a spezzare la maledizione nella nuova Storybrooke. Tornato a Storybrooke, Emma lo trova intrappolato all'interno di Mr. Gold, cosa che ha fatto impazzire la mente di quest'ultimo. Neal chiede a Emma di liberare Gold per sconfiggere Zelena anche se egli morirà: lei a malincuore accetta. Apparirà ad Emma durante il suo viaggio nell'Oltretomba avvertendola di tenersene alla larga perché è un posto pericoloso.

### Fante di Cuori
Il Fante di Cuori, proveniente dallo spin-off, abitante del Paese delle Meraviglie. Conosceva Killian e Robin Hood in quanto ex membro della Lieta Brigata.

### Robin Hood

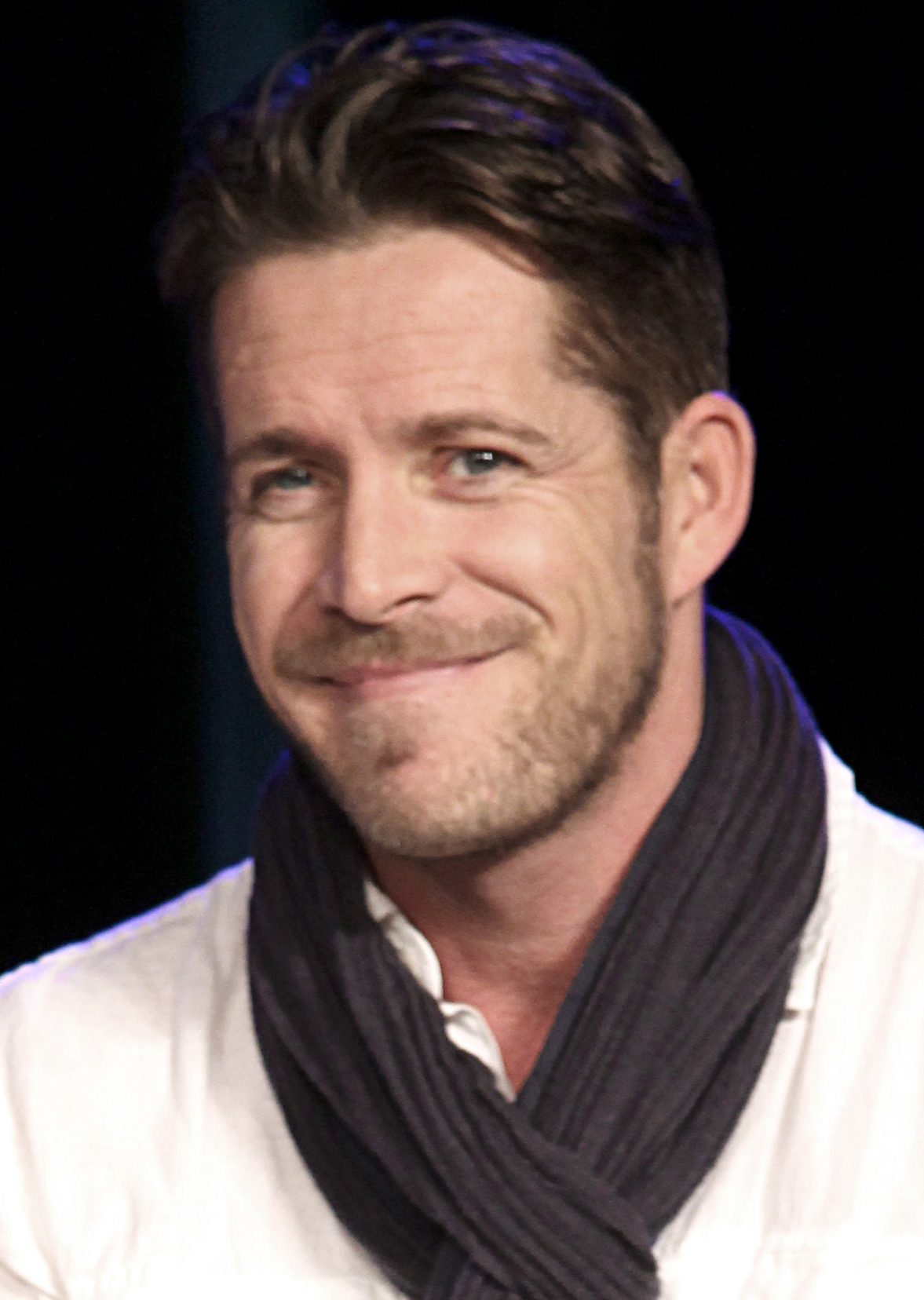
Sean Maguire interpreta Robin Hood

Robin Hood (Tom Ellis, successivamente Sean Maguire) è un ladro e abile arciere che vive con la sua banda, l'Allegra Brigata, nella Foresta di Sherwood. Quando sua moglie Lady Marian si trovò in pericolo di vita, e perlopiù incinta, Robin si introdusse nel castello di Tremotino armato di un arco che magicamente non sbagliava mai, per rubare la bacchetta capace di guarirla. Fu catturato da Tremotino che lo torturò, ma Belle lo liberò impietosita e gli salvò la vita convincendo Tremotino a non ucciderlo mostrandogli il motivo del furto. Tempo dopo Marian morì e Robin crebbe il piccolo Roland da solo.
Dopo che si rompe il sortilegio Robin si trasferisce nel vecchio castello di Tremotino dove un giorno si presentano Neal e Mulan. Neal gli dice di essere Bealfire, figlio di Tremotino, e chiede il suo aiuto per arrivare sull'Isola che non c'è (dove si trovano Henry ed Emma) usando il piccolo Roland come esca per catturare l'ombra di Pan. Il piano riesce e Robin offre a Mulan di entrare nella sua banda. Successivamente, quando tutti tornano nella Foresta Incantata, Robin interviene ad aiutarli salvandoli dall'attacco delle scimmie volanti di Zelena. In seguito Regina salva la vita del piccolo Roland e Robin l'accompagna quando questa si introduce nel suo vecchio castello; la donna ha intenzione di fare un incantesimo del sonno su sé stessa perché soffre la mancanza di Henry. Robin cerca di convincerla a rinunciare, ma alla fine è Zelena a intervenire. In seguito Robin e la sua banda sono coinvolti nel contro-sortilegio scagliato da Biancaneve e si ritrovano nella nuova Storybrooke con un anno di memoria perso. Little John è rapito e trasformato in una scimmia volante dai servi di Zelena. Durante le indagini per scoprire il nuovo nemico, lui e Regina cominciano a sentirsi attratti tra di loro tanto che Regina gli consegna il suo cuore per evitare che finisse in mano di Zelena. Quando però il piccolo Roland viene rapito e usato come ostaggio, è costretto a consegnare il cuore; Regina tuttavia si dimostra comprensiva e i due cominciano una vera relazione amorosa. Molto tempo prima infatti, Regina (allora ancora allieva di Tremotino) venne condotta da uni incantesimo fatto da Trilli ad una taverna dove si trovava l'uomo con cui sarebbe potuta essere felice; Regina però all'ultimo minuto scappò via, ma vide fece in tempo a vedere un tatuaggio a forma di leone sul braccio dell'uomo. Quando Regina a Storybrooke vede quello stesso tatuaggio sul braccio di Robin capisce che è lui l'uomo misterioso e gli racconta l'episodio. Dopo la sconfitta di Zelena però Emma e Uncino sono risucchiati dall'incantesimo del viaggio del tempo e di ritorno Emma porta con sé una donna per salvarla da una condanna di morte, che si rivela essere Lady Marian. Robin è molto felice di rivedere sua moglie, ma ora la sua relazione con Regina è compromessa. Alla fine, nonostante sia ancora innamorato di lei, decide di rimanere con Marian per rispettare i voti matrimoniali. Quando Lady Marian viene congelata dalla Regina delle Nevi, Robin prova a salvarla con il Bacio del Vero Amore, ma questo non funziona perché, come ammette Robin, lui in realtà è innamorato di Regina. Regina strappa il cuore a Marian in modo che lei non muoia congelata, la donna però rimarrà in una sorta di coma finché non troveranno una cura. Robin è confuso perché il suo codice morale lo obbliga a stare con Marian ma il suo cuore non può fare a meno di portarlo tra le braccia di Regina. La donna cerca in tutti i modi di stargli lontano, ma lasciandosi andare passerà la notte con lui. Robin decide di aiutare Regina a trovare l'autore del libro delle fiabe, in modo che possa scrivere per lei un lieto fine. Dopo che l'incantesimo di Ingrid viene spezzato, decide di separarsi da Marian per vivere la sua storia d'amore con Regina. Marian però si sente male poiché ormai la magia del ghiaccio l'ha contagiata, l'unico modo per farla sopravvivere è portarla in un mondo senza magia, per non farla separare da Roland, Regina convince Robin a portarla nel mondo "normale" e a restare con lei. Robin a malincuore accetta.
Quando Regina scopre che in realtà Marian è Zelena trasformata, informa Robin ma si scopre che la donna aspetta un bambino. Tornati a Storybrooke, Regina imprigiona Zelena aspettando che partorisca, vedendosi in seguito la figlia sottratta da Regina e Robin Hood. A Zelena sarà permesso di visitare periodicamente la figlia supervisionata. Segue la compagnia nell'Oltretomba badando alla propria figlia. Muore per salvare Regina, che stava per essere uccisa da Ade con il cristallo dell'Olimpo, facendole scudo con il proprio corpo. In suo onore, Zelena chiamerà la loro bambina come lui.
In seguito comparirà una versione di Robin appartenente ad un mondo differente, la quale si trasferirà momentaneamente a Storybrooke ma poi tornerà nel suo mondo dove inizierà una relazione con la Regina Cattiva alla quale chiederà di sposarlo nel finale di stagione.

### Zelena

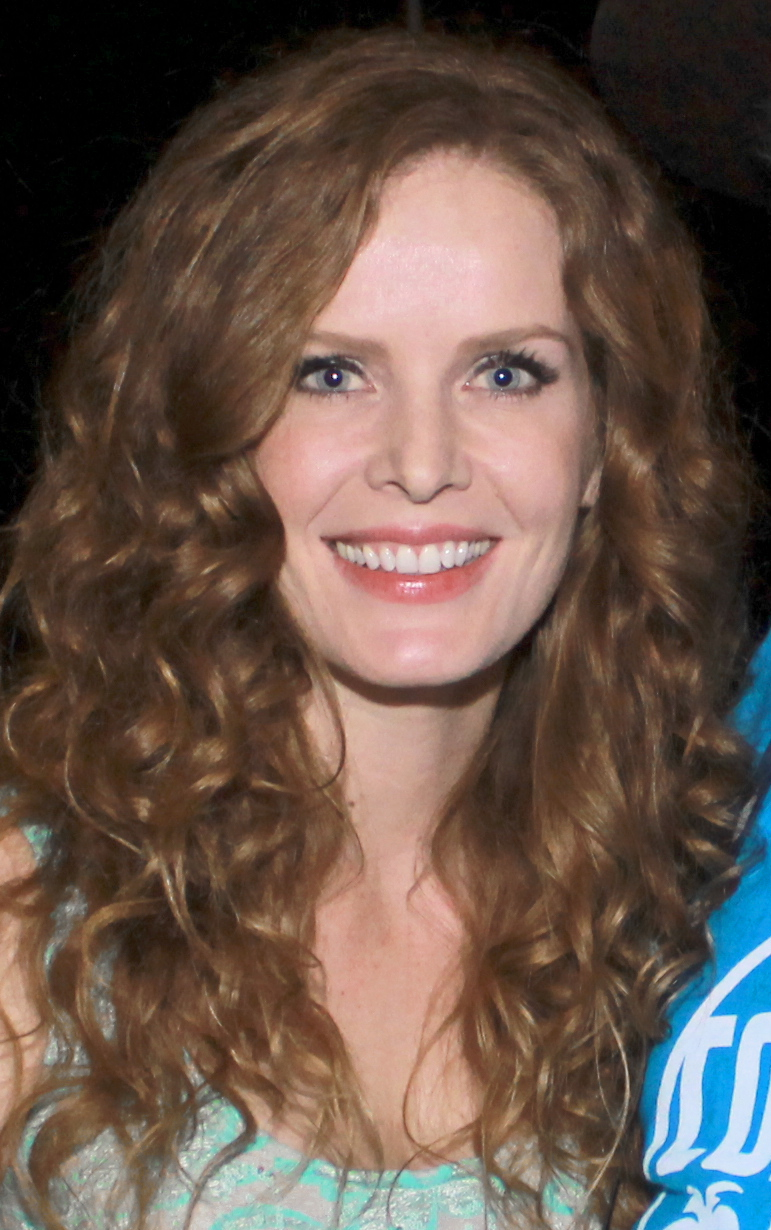
Rebecca Mader interpreta Zelena

Zelena, la perfida Strega dell’Ovest (Rebecca Mader), è la figlia primogenita di Cora nonché, a detta di Tremotino, la strega più potente di tutte e sorellastra di Regina.
Abbandonata in fasce dalla madre, venne trasportata ad Oz da un tornado ed adottata da una coppia. Rifiutata dal padre adottivo che odiava la sua magia, la giovane Zelena venne a conoscenza della sua vera madre e della sua sorellastra Regina dal Mago di Oz. Questi le consegnò delle scarpette magiche che la trasportarono nella Foresta Incantata. Quando Tremotino la incontrò, avvertì il suo enorme potere e le insegnò a controllarlo. Zelena venne a sapere del sortilegio che Tremotino aveva preparato per Regina, quello che avrebbe scagliato su Storybrooke, e chiese al suo maestro l'onore di essere lei a lanciarlo. Tremotino si rifiutò perché il sortilegio aveva un prezzo: sacrificare la persona a cui si teneva di più e lui sapeva di esserlo per lei. Dopo il rifiuto di Tremotino, l'invidia di Zelena per la sua sorellastra Regina diventò così potente da farle diventare la pelle verde; da quel momento in avanti la strega avrebbe cercato di diventare sempre più potente in modo da tornare nel passato e diventare la figlia prediletta di Cora. Dopo aver smascherato il Mago di Oz rivelando che si trattava di un semplice uomo di nome Walsh che possedeva oggetti magici, lo tramutò nella sua prima scimmia volante. Entrò a far parte di un gruppo di quattro streghe di Oz che governavano la forza del coraggio, dell'amore, della mente e dell'innocenza e le venne dato un gioiello in grado di catalizzare i suoi poteri, legandosi indissolubilmente ad esso, ma allo stesso permise la scomparsa della sua carnagione verde. La strega buona del Nord, Glinda, credeva erroneamente che Zelena fosse destinata ad appartenere al gruppo, posto che in realtà si sarebbe scoperto spettare a Dorothy. Zelena, sentendosi tradita da quelle che stavano diventando sue amiche e ritornando verde, inscenò la sua morte per rimandare a casa Dorothy tramite le scarpette. Dopodiché intrappolò Glinda nella Foresta Incantata.
Dopo che gli abitanti di Storybrooke vengono riportati nel mondo delle fiabe in seguito allo scontro con Peter Pan, essi trovano nel vecchio castello di Regina la nuova strega che si dimostra interessata al nascituro di Biancaneve. Manipola inoltre Belle e Neal per far sì che essi riportino in vita Tremotino, fatto che costa la vita a Neal. Per salvare il figlio, Tremotino lo assorbe nel proprio corpo e Zelena ne approfitta per rubargli il pugnale e tenerlo sotto controllo. Dopo che Biancaneve lancia il contro-sortilegio per ritornare nel mondo reale, Zelena aggiunge alla magia una pozione che fa perdere a tutti il ricordo dell'anno trascorso. Quello che vuole nascondere infatti è la scoperta che solo Emma, con la magia nata dal vero amore, può sconfiggerla. A Storybrooke Zelena recita la parte di una simpatica e ingenua levatrice aiutando Mary Margaret con la gravidanza, ma in realtà accelerando la nascita del bambino finché non verrà scoperta la sua identità. Nella sua casa fuori città ella tiene come suo prigioniero e protettore Tremotino. Lo scopo di Zelena è quello di recuperare quattro oggetti che simboleggiano la magia delle quattro streghe: l'elsa della spada del Principe Azzurro (il coraggio), il cuore di Regina (l'amore), il cervello di Tremotino (la mente) ed infine il figlio di Mary Margaret e David, frutto del vero amore (l'innocenza). Con questi progetta di aprire un portale per cambiare il passato. Essa vuole uccidere Eva, la madre di Biancaneve, che tempo prima fu l'intralcio per Cora di sposarsi con Re Leopold quando la portava ancora in grembo. Zelena fa un incantesimo sulle labbra di Uncino così che il pirata baciando Emma le avrebbe tolto i poteri; il piano avrà successo. Zelena rapisce così il piccolo appena nato di Mary Margaret, ma verrà fermata da Regina grazie alla magia bianca appena acquisita e, privata dei poteri, viene messa in cella. All'insaputa di tutti viene uccisa da Tremotino che ne inscena il suicidio, ma la sua magia rimasta attiverà l'incantesimo del viaggio del tempo che risucchierà Uncino ed Emma.
In realtà Zelena si rivela ancora viva e si è sostituita alla moglie di Robin Hood, Marian, uccidendola. Quando viene scoperta, aspetta tuttavia un figlio dall'uomo. Tornati a Storybrooke, Regina la imprigiona aspettando che partorisca. Tuttavia Regina si vede obbligata a portarla con sé a Camelot per sorvegliarla mentre cercano Merlino affinché possa aiutare Emma a liberarsi dell'oscurità, ma Zelena riesce a liberarsi dal braccialetto che le blocca la magia alleandosi con il malvagio Re Artù. Tornati a Storybrooke, scopre che con una magia nera Emma ha velocizzato la sua gravidanza ed è costretta a partorire, vedendosi la figlia anche sottratta da Regina e Robin Hood. Alla fine si rivela il piano di Emma, di trasferire l'oscurità su di lei, evitando di trasmetterla anche al feto innocente, per poi ucciderla. Il piano malvagio è sventato da Uncino ma Zelena, che riacquista i poteri, gli rivela che Emma lo ha reso un nuovo Signore Oscuro. In seguito le sarà permesso di visitare periodicamente la figlia, sotto la supervisione di Regina o Robin Hood. Ha un segreto che la lega al Dio Ade Signore degli Inferi. è il Vero Amore di Ade ma a causa della sua malvagità e insicurezza lo lascia obbligandolo a tornare nell'Oltretomba. Si viene a sapere che Ade e Zelena erano stati brevemente amanti. Si viene a sapere che durante il suo ritorno a Oz lei abbia incontrato Mulan e Ruby le quali con l'aiuto di Dorothy hanno tentato di fermarla e il motivo per cui Ruby ora è prigioniera nell'Oltretomba insieme agli eroi. Si rende conto, grazie a sua sorella Regina, che Ade la sta prendendo in giro e che per lui non esiste altro che il potere. In seguito alla morte di Robin Hood, distruggerà Ade con il cristallo dell'Olimpo. Sceglierà di chiamare sua figlia Robin, in memoria del defunto ex-ladro.
Nella sesta stagione i rapporti con Regina si incrinano perché la sorella la incolpa della morte di Robin. In seguito si alleerà brevemente con la Regina Cattiva e con il Robin Hood della dimensione dei desideri. Riceverà una richiesta di alleanza dalla Fata Nera, ma Zelena rifiuterà e sacrificherà la sua magia per evitare che la donna vinca e questo avvenimento porta ad un riavvicinamento tra lei e sua sorella. Dopo il matrimonio di Emma ed Hook, Zelena viene spedita dalla maledizione ad Oz per poi riunirsi insieme agli altri nella Foresta Incantata. Riuscirà a salvarsi e a tornare a Storybrooke dopo la morte della Fata Nera. Alla fine la vediamo a cena da Granny insieme a tutti gli altri personaggi.
Nella settima stagione recupera la magia e si scopre che anch'ella è stata colpita dalla maledizione nella Foresta Magica in quanto ha cercato di fermare insieme alla sorella Regina e al suo gruppo le malvagie, viene rintracciata da Regina ed Henry a San Francisco con una nuova identità, ossia Kellie una personal trainer. Pur riacquistando i ricordi grazie ad una pozione di Regina e aiutandola a fermare Hansel, Zelena si mostra felice della sua nuova condizione perché sta per sposare un uomo che la ama così com'è e che non da peso al suo oscuro passato e così saluta la sorella e se ne va con il fidanzato.

### Cenerentola (Foresta Magica)

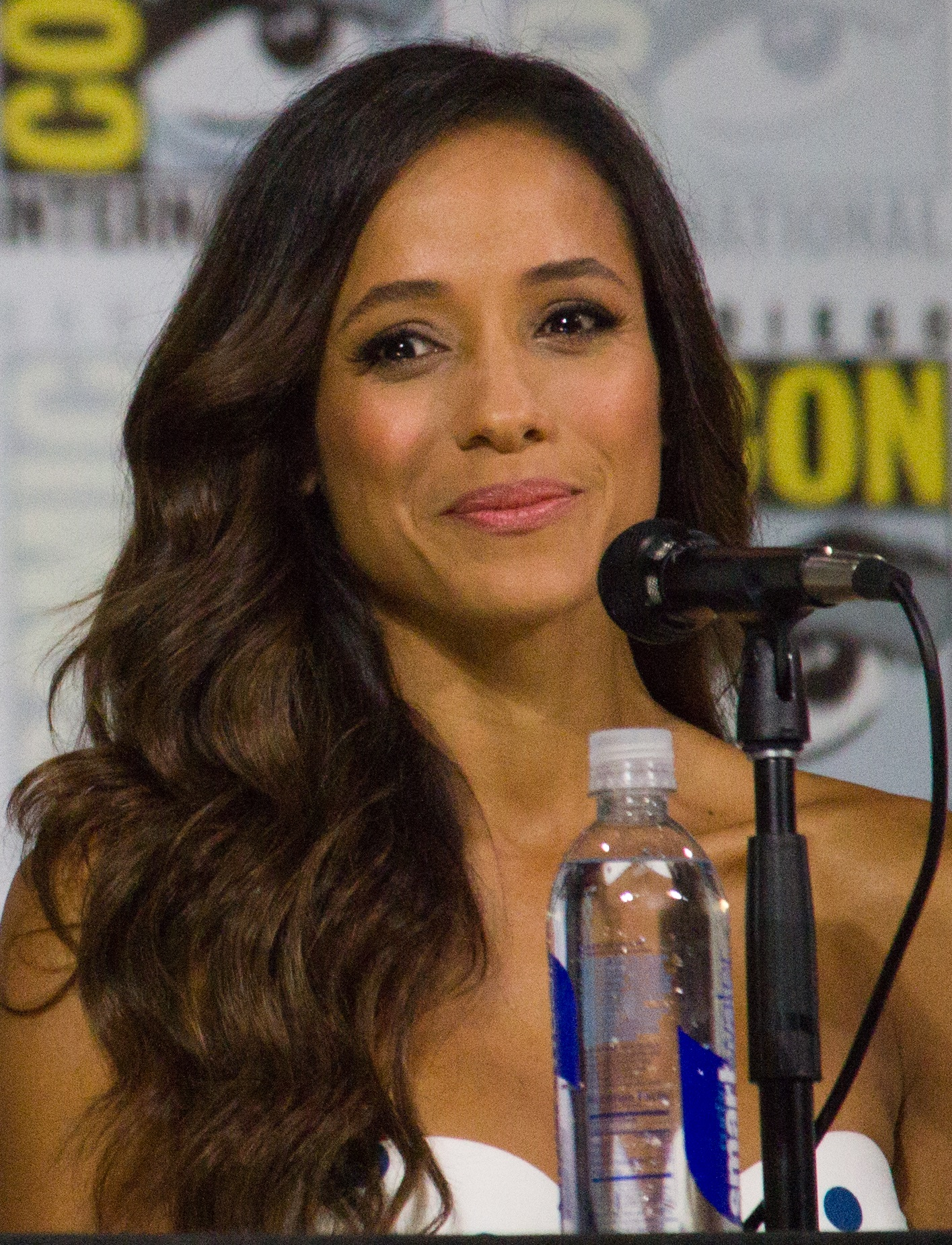
Dania Ramirez interpreta Cinderella

Cenerentola (Dania Ramirez) è la madre di Lucy e Vero Amore di Henry Mills. Si unirà alla resistenza guidata da Tiana per sconfiggere Lady Tremaine, con lei si uniranno anche Henry, Regina e il Capitan Uncino proveniente da quel mondo. Tramite i flashback della Foresta Magica si scopre che è in qualche modo legata al Paese delle Meraviglie. Si viene a sapere tramite un flashback che sua madre Cecilia è stata avvelenata da una giovane Raperonzolo in preda alla rabbia e alla gelosia. Ad Hyperion Heights sembra provare dei sentimenti per Nick Branson e non ricorda nulla della sua vita passata con Henry e Lucy.

### Rapunzel

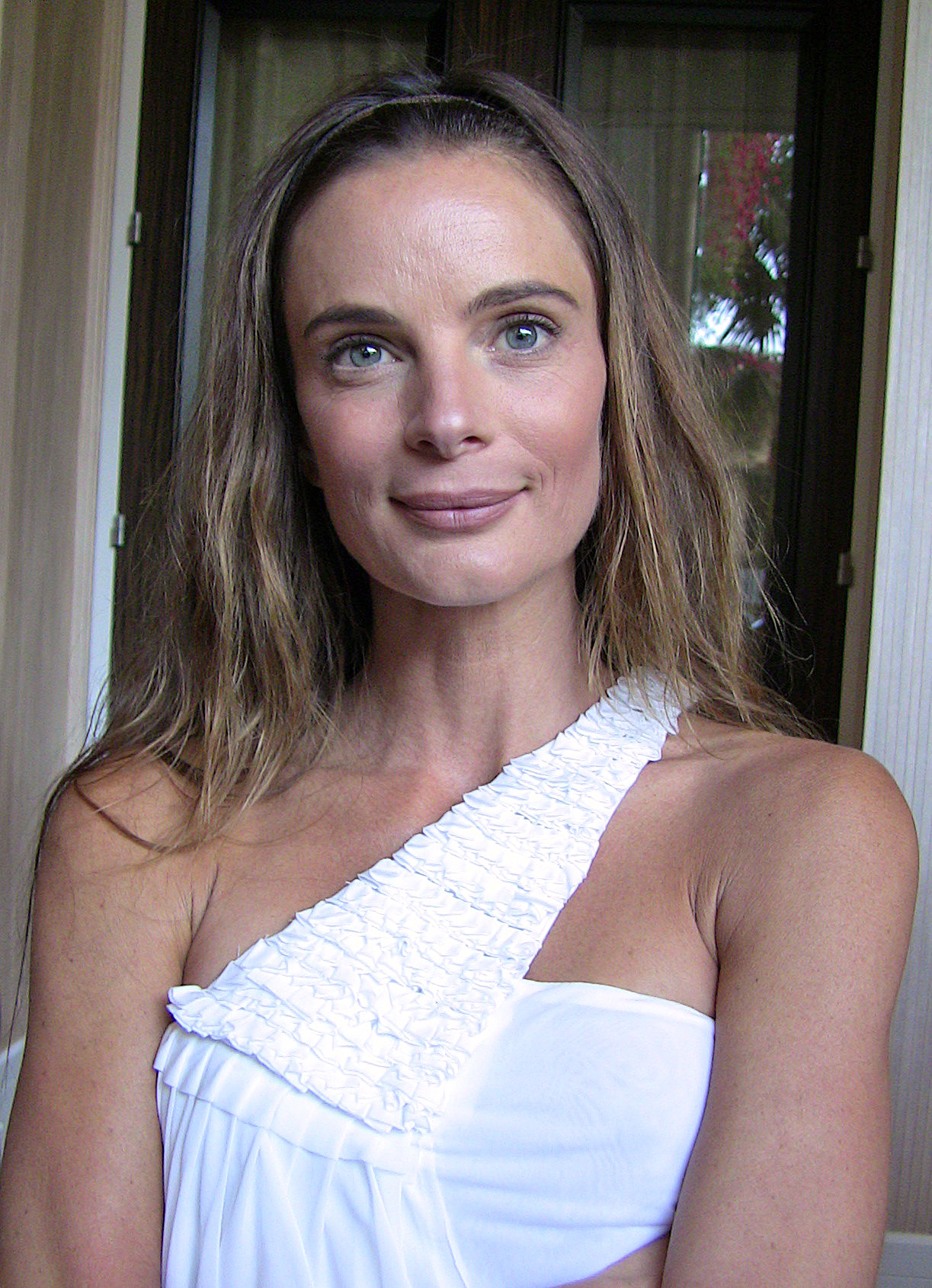
Gabrielle Anwar interpreta Rapunzel/Lady Tremaine

Lady Tremaine/Raperonzolo (Gabrielle Anwar/Megan Warner da giovane) è la crudele Matrigna di Cenerentola. Si viene a sapere che sua figlia Anastasia è morta e che per questo motivo odia Cenerentola dato che la ritiene responsabile dell'accaduto. Ad Hyperion Heights si scopre che lei in realtà è sempre stata sveglia e che collabora con la Strega Gothel per riportare in vita sua figlia Anastasia, ma è inconsapevole del fatto che sia stata Genoveffa a lanciare la Maledizione Oscura. Durante i flashback viene mostrato che in realtà Lady Tremaine era la stessa Rapunzel e che nella Foresta Magica ha avuto un passato in comune sia con Uncino che con Gothel. Rapunzel era una giovane madre che tentava di salvare il marito Marcus, gravemente malato, e che, ingannata dalla potente strega Gothel, venne intrappolata in una torre in cambio della salvezza della sua famiglia. In seguito riuscì a fuggire dalla torre e a rinchiudervi a sua volta Gothel. Dopo aver perso l'amata figlia Anastasia e l'amore di suo marito, decide di chiudersi in se stessa e nella sua disperata intenzione di riportare in vita la figlia perduta facendo così un patto con Gothel. Nella Foresta Magica si viene a sapere che è stata lei ad avvelenare il cuore di Cecilia, madre di Cenerentola e seconda moglie di Marcus, e che ha imprigionato Gothel nella sua stessa Torre per evitare che la figlia Anastasia potesse subire il suo stesso destino. Sacrificherà la sua vita per salvare quella di Lucy dopo averla fatta addormentare per risvegliare Anastasia.

### Lucy
Lucy (Alison Fernadez) è la figlia di Henry, raggiunge il padre per avvisarlo che la sua famiglia è in pericolo, nella settima stagione si viene a sapere che sua madre è Cenerentola. Ad Hyperion Heights cerca di aiutare Henry e tutti gli altri personaggi delle fiabe ancora residenti nel quartiere a ricordare chi siano veramente, vuole spezzare la maledizione di sua zia Genoveffa in modo da poter riavere indietro la sua famiglia. Dopo avere scoperto che le storie del suo libro sono reali, viene ingannata da Victoria affinché ella perda il suo credo, ma in questo modo cade in uno stato di coma facendo risvegliare Anastasia. Verrà risvegliata da Gothel grazie al sacrificio di sua nonna Victoria.

### Tiana
Tiana (Mekia Cox) è un'amica di Cenerentola, colpita ugualmente dalla Maledizione di Lady Tremaine. Si viene a sapere inoltre che è a capo della Resistenza per ostacolare i piani di Lady Tremaine. Ad Hyperion Heights la donna dopo essere diventata Sabine sembra essere in qualche modo attratta dal Capitan Uncino del desiderio. Durante i flashback della Foresta Magica si viene a sapere che Tiana ha liberato accidentalmente il perfido Dottor Facilier dalla sua prigionia. Nella Foresta Magica incontrerà il principe Naveen con il quale instaurerà un rapporto di amicizia, ma il ragazzo dopo la lotta contro l'alligatore viene catturato da Facilier.

## Personaggi secondari

### Introdotti nella prima stagione

#### Sette Nani
I Sette Nani sono minatori della Foresta Incantata che aiutarono Biancaneve ospitandola.

##### Brontolo

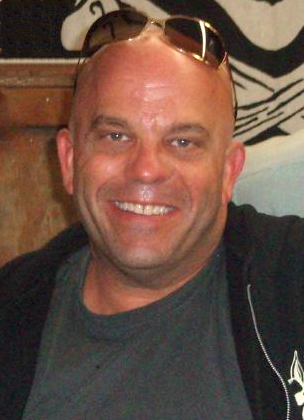
Lee Arenberg interpreta Leroy

Brontolo (Lee Arenberg) era uno di otto fratelli nani. Come tutti i nani fu immediatamente mandato a lavorare in miniera e gli fu dato un piccone, il quale lo nominò Sognolo. Si innamorò dell'apprendista fata Nova e i due pianificarono di prendere una barca e visitare il mondo. Ma la Fata Turchina, insegnante di Nova, gli disse che se fossero fuggiti insieme lei avrebbe dovuto perdere le ali e non sarebbe mai stata veramente felice. Per evitarle questo, Sognolo pose fine alla loro relazione. Tornò così in miniera dove ruppe, per il dolore, il suo piccone; quando gliene fu dato un altro lo rinominò Brontolo. Più tardi fu catturato e tenuto prigioniero nelle segrete del re George, in una cella a fianco di quella di Biancaneve. Fu liberato da Svicolo, uno dei suoi fratelli e lui liberò Biancaneve. Durante la fuga furono scoperti dal re George, le cui guardie uccisero Svicolo. Per salvare Brontolo Biancaneve rimase prigioniera del Re. Brontolo si ricongiunse così ai rimanenti sei fratelli, e il gruppo rincontrò Biancaneve fuori dal castello, dopo che questa aveva detto addio (obbligata dal Re) al Principe James; i sette nani la invitarono così a vivere con loro. Brontolo aiutò, insieme ai suoi fratelli, Biancaneve a salvare il suo principe fino al loro matrimonio. Fece anche da guardia sulle mura del castello di Biancaneve e di James e fu lui ad avvistare il Sortilegio in avvicinamento.
A Storybrooke è Leroy, inserviente dell'ospedale e "ubriacone del villaggio". Incontra Sorella Astrid (Nova) e decide di aiutare Mary Margaret (Biancaneve) a vendere candele per conto del convento, il cui ricavato è devoluto al convento stesso per pagare l'affitto; così facendo riesce a stare vicino ad Astrid. Una volta recuperato i ricordi torna ad aiutare Biancaneve e David e con i suoi fratelli cominciano a lavorare per creare la Polvere Fatata. Dà il benvenuto all'ex-gigante Anton tra i nani e darà a Tremotino la pozione preparata dalla Madre Superiora per ridare la memoria a Belle perché nel passato la ragazza lo aiutò a capire i suoi sentimenti per Nova.

##### Altri
- Eolo / Tom Clark è il nuovo Sceriffo della città in seguito al viaggio a Camelot degli eroi.
- Dotto
- Pisolo / Walter
- Mammolo
- Gongolo
- Cucciolo, a causa della terza maledizione oscura, è stato trasformato in un albero ma si ristabilisce.

#### Granny
La Vedova Lucas (Beverley Elliott), più semplicemente Granny ("nonna"), viveva con la nipote Cappuccetto Rosso. Era molto protettiva con lei, obbligandola sempre a indossare il suo mantello rosso e non facendola mai uscire dopo il tramonto. Disapprovava anche la relazione della nipote con il giovane maniscalco Peter. Quando un lupo uccise un gruppo di cacciatori, la Nonna avvertì i concittadini che il lupo era un mostro; quando era una ragazzina, un lupo aveva sterminato la sua famiglia e lasciatole un profondo morso su un braccio, prima di fuggire. Cappuccetto Rosso e Biancaneve credevano che Peter fosse in realtà il lupo, e ingannarono così la Nonna cosicché la ragazza potesse passare la notte con Peter, dopo averlo incatenato ad un albero. La Nonna, però, lo scoprì, e rivelò a Biancaneve che Cappuccetto Rosso aveva ereditato la maledizione di famiglia, e che quindi era lei il lupo. Il mantello rosso le fu dato da uno stregone, che lo incantò per prevenire ogni trasformazione. Anche la Nonna soffrì delle stesse trasformazioni, dopo che il defunto marito la marchiò con un morso. Mentre la maggior parte degli effetti della maledizione la abbandonarono con l'avanzare dell'età, mantenne i suoi sensi accentuati. La Nonna e Biancaneve raggiunsero Cappuccetto Rosso troppo tardi: era già trasformata in lupo e aveva già ucciso Peter. La coprirono così con il mantello e la Nonna incoraggiò le ragazze a fuggire prima dell'arrivo dei cacciatori, richiamati dall'ululato del lupo. Sia la Nonna che la nipote aiutarono Biancaneve a salvare il Principe James dalle segrete del castello del re George, e aiutarono a trovare la soluzione migliore per eludere la Regina Cattiva e la sua maledizione.
A Storybrooke è proprietaria del Bed & Breakfast "Granny's Inn" e della tavola calda "Granny's Café", ed è nonna di Ruby (Cappuccetto Rosso). Dallo stato del suo Bed & Breakfast e dalla felicità nell'avere come ospite Emma Swan, si nota come in realtà nessuno abbia mai alloggiato per vacanza nella cittadina. È però costretta a cacciare Emma quando questa si mette nei guai con la legge, in quanto esiste una legge cittadina per cui da lei non possono soggiornare dei pregiudicati. I suoi problemi di salute hanno impedito alla nipote di lasciare la cittadina, e per questo la loro relazione è molto tesa; inoltre disapprova gli abbigliamenti e gli atteggiamenti sessualmente provocanti della nipote. Ruby decide di lasciare il lavoro da cameriera, vista la mole di lavoro che sua nonna continuava a delegarle; presto però si scusa con lei, la quale le rivela che la stava facendo lavorare così sodo e le stava dando tante responsabilità perché, quando andrà in pensione, erediterà lei la gestione del locale. Recupera i ricordi nello stesso momento di Ruby, dopo che Emma ha spezzato il Sortilegio.

#### Fata Turchina

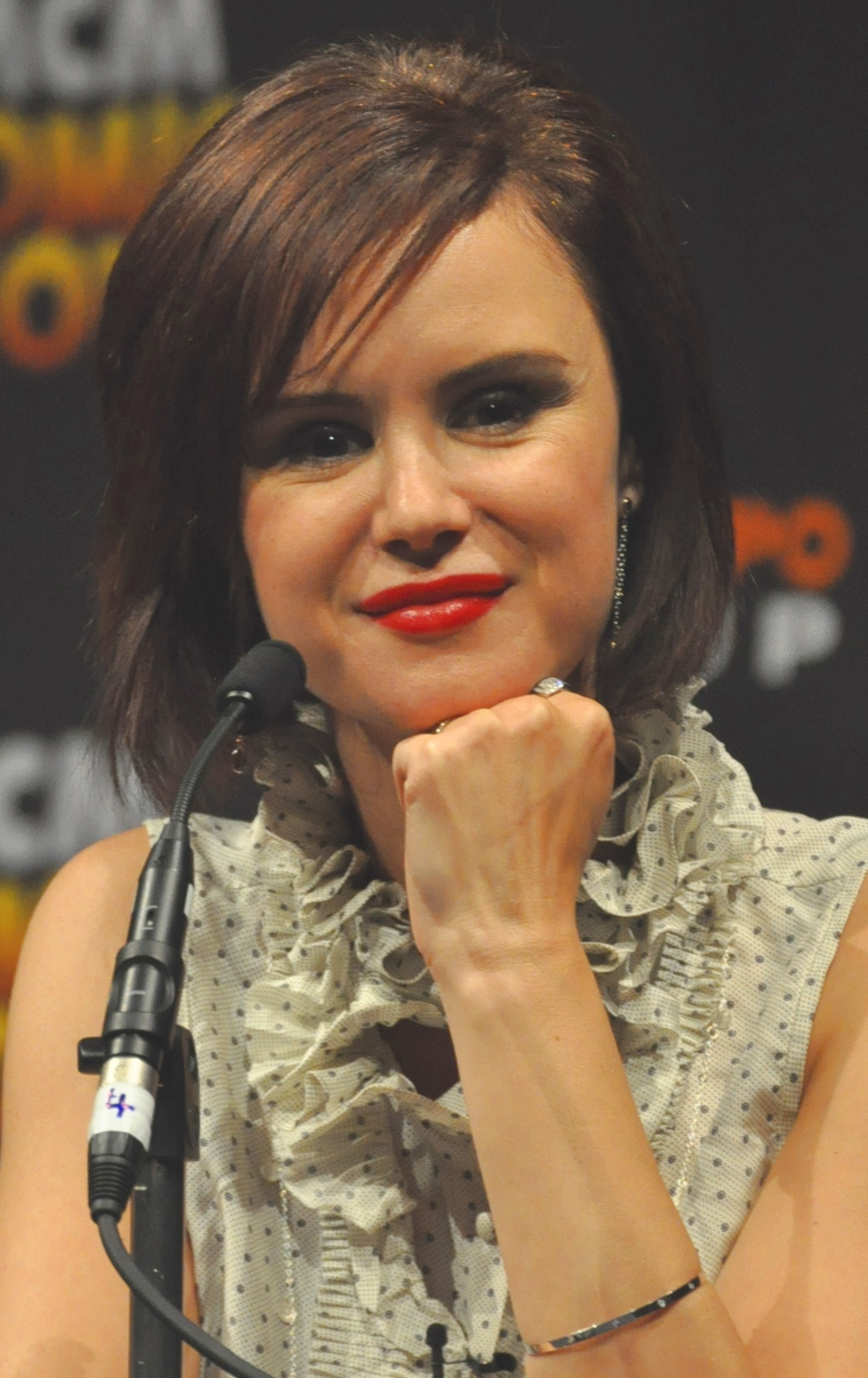
Keegan Connor Tracy interpreta la Madre Superiora

La Fata Turchina (Keegan Connor Tracy), o "Stella Blu", era una potente fata madrina che aiutava le persone buone con la sua magia. Nonostante il suo enorme potere, non era in grado di contrastare la magia di Tremotino; per riparare un problema causato dalla magia del Signore Oscuro, trasformò il giovane Jiminy in Grillo Parlante e lo incoraggiò ad aiutare il piccolo Geppetto. Creò inoltre una piuma in grado di congelare temporaneamente Tremotino quando questi la utilizzò per firmare un accordo con Cenerentola, portando quindi alla sua cattura. Il Signore Oscuro era molto ostile verso di lei in quanto la incolpava per la scomparsa di suo figlio Baelfire: la Fata, infatti, aiutò il ragazzo a trovare un modo per liberare il padre dai suoi poteri, dandogli un fagiolo magico che avrebbe dovuto trasportare entrambi in un mondo senza magia, ma Baelfire attraversò il portale da solo. La Fata Turchina pose fine alla relazione tra l'Apprendista Fata Nova e il nano Sognolo, dicendo a quest'ultimo che il loro amore avrebbe portato Nova a perdere le ali. Sorte che toccò a Trilli quando, disubbidendole, rubò la polvere magica perché voleva far trovare un nuovo amore a Regina (a quell'epoca ancora apprendista di Tremotino) che la Fata Turchina riteneva non degna di aiuto. Fu lei a proporre l'idea di ricavare una teca magica per salvare Biancaneve e il Principe James dalla maledizione della Regina Cattiva.
A Storybrooke, è la Madre Superiora del convento locale; alcune delle sorelle erano fate prima di giungere a Storybrooke. Quando Henry viene ricoverato in coma in ospedale, la Madre Superiora è presente. Spezzata la maledizione e riacquistati i suoi ricordi, avverte Regina dicendole di nascondersi. Tuttavia essa ammette di essere impotente senza la polvere magica che i nani cominciano a fabbricare in miniera e non potrà essere di aiuto contro Cora. Quando August/Pinocchio verrà ucciso da Tamara lo salverà facendolo diventare di nuovo un bambino anche se senza i ricordi della sua vita nel mondo senza magia. Grazie ai capelli di Pinocchio preparerà una pozione per ridare la memoria a Eolo e Belle che l'avevano persa dopo aver attraversato il confine. Nella terza stagione verrà aggredita dall'ombra di Peter Pan che le strapperà la propria uccidendola. Ma quando Trilli distruggerà l'ombra la Madre Superiora tornerà in vita; essa riconoscerà il valore di Trilli restituendole le ali. Sorveglia Neal e la figlia di Robin mentre gli eroi sono nell'Oltretomba a combattere contro Ade.

#### Dottor Whale

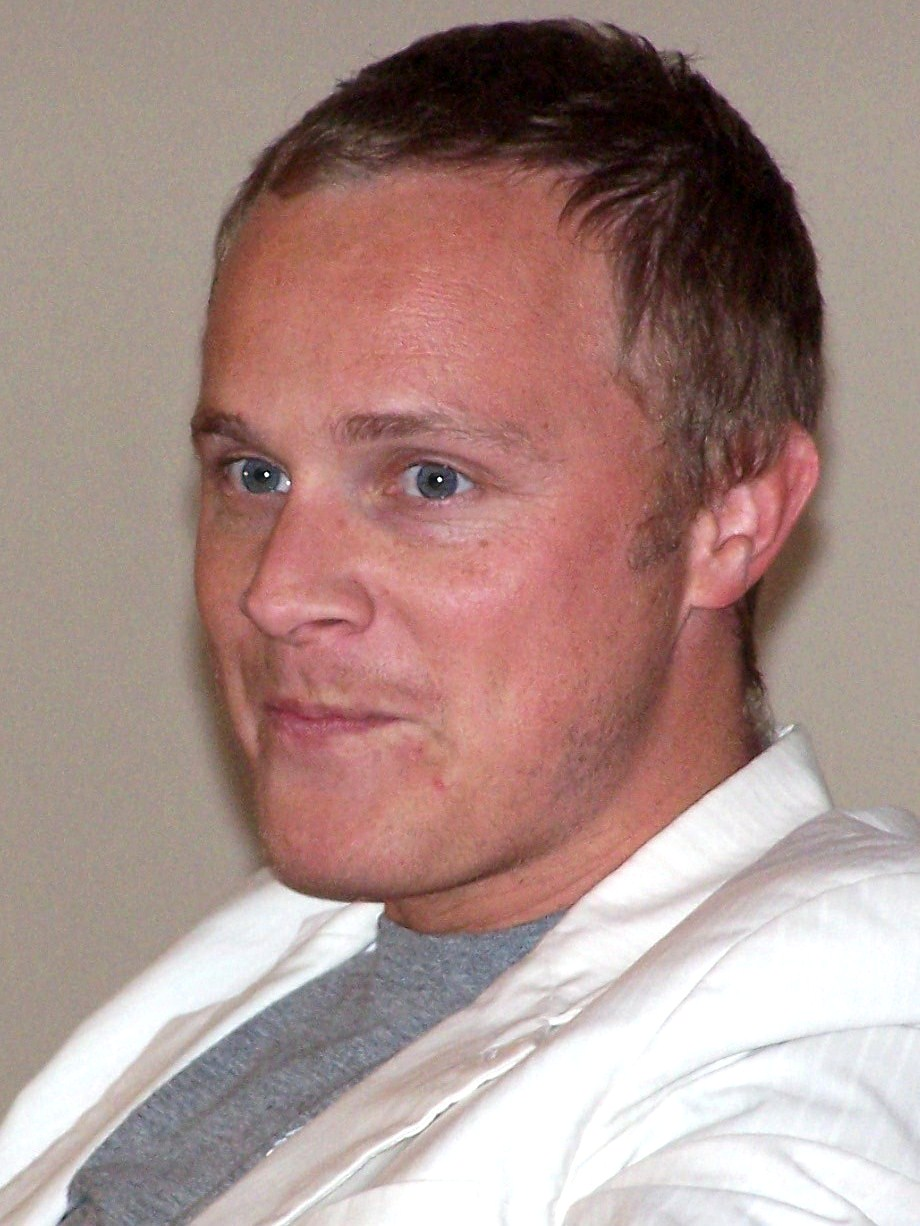
David Anders interpreta il dottor Whale

Il dottor Whale (David Anders) lavora all'ospedale di Storybrooke, e inizialmente appare principalmente mentre cura David Nolan. È fortemente assoggettato a Regina Mills, facendo tutto quello che il sindaco gli chiede senza esitazione. Cerca di iniziare una relazione sentimentale con Mary Margaret Blanchard quando questa cerca di dimenticarsi di David; le manda dei fiori, le offre da bere ed hanno un paio di appuntamenti. Al primo di questi, però, Whale non riesce a togliere gli occhi di dosso da Ruby. Una volta recuperata la memoria è tra i primi a volere linciare Regina rivelando di non venire dalla Foresta Incantata. Sperando che Regina trovasse un modo per farlo tornare a casa, riporta in vita Daniel che però si comporta come un mostro e gli strappa un braccio costringendolo a chiedere l'aiuto di Gold ammettendo in cambio la superiorità della magia sulla scienza.
Nel quinto episodio della seconda stagione è stato rivelato che nella Foresta Incantata il dottor Whale è il dottor Victor Frankenstein, anche se in realtà quello non è il suo vero mondo, ma è giunto in esso tramite il cappello magico di Jefferson. Egli infatti viene da un mondo in bianco e nero. Suo fratello maggiore, molto amato da suo padre, rimase accidentalmente ucciso e Victor usò i suoi studi per riportarlo in vita. Strinse un patto con Tremotino, incuriosito dalla "magia" di quel mondo, per avere in cambio un cuore forte (che otterrà ingannando Regina che voleva resuscitare Daniel), necessario per l'esperimento. Ci riuscì, ma il fratello rinacque come un mostro e finì per uccidere loro padre costringendo Victor a rinchiuderlo.

#### Geppetto

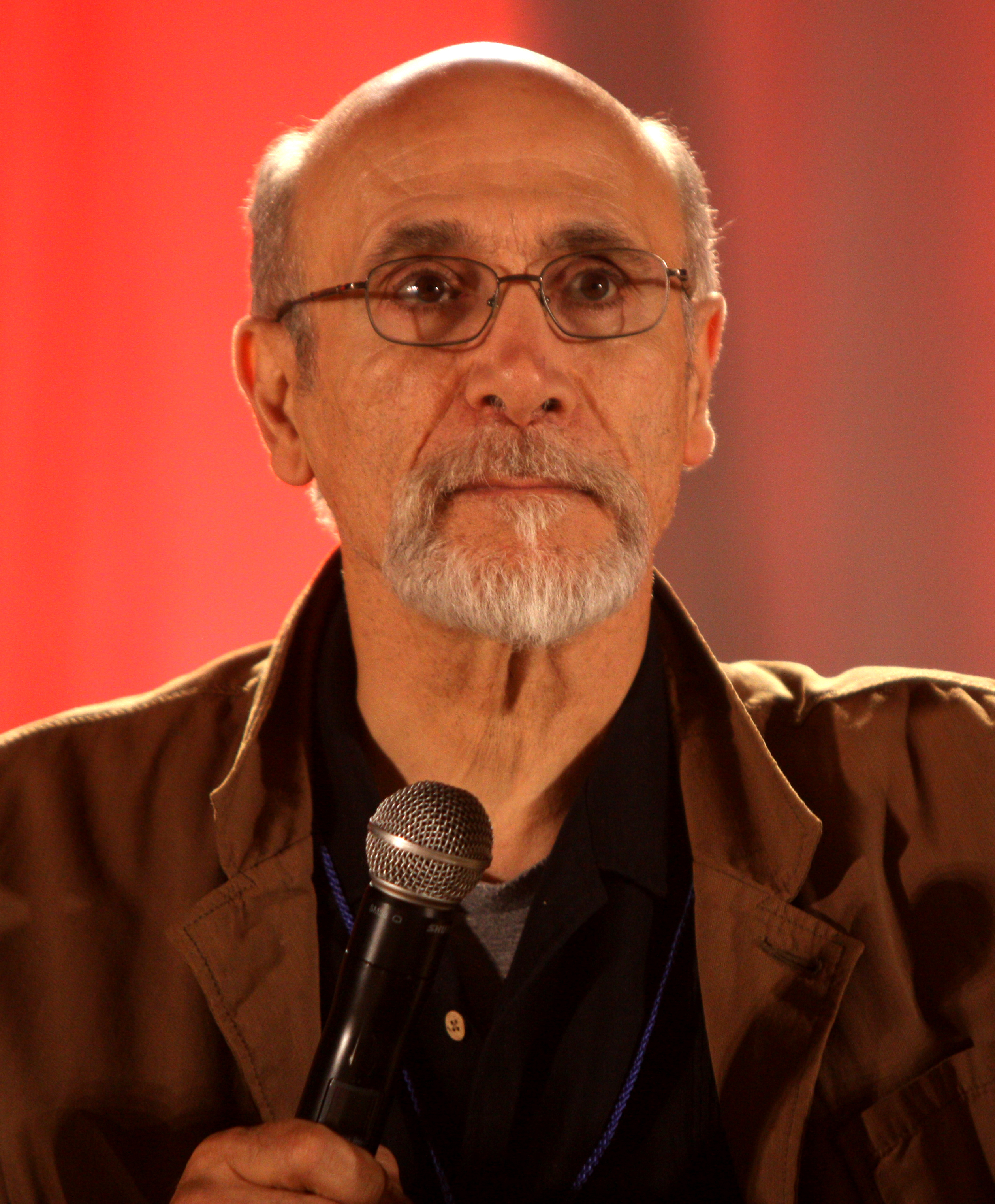
Tony Amendola interpreta Geppetto

Geppetto (Tony Amendola, Michael Strusievici da piccolo) era un anziano falegname; rimase orfano quando il Grillo Parlante trasformò accidentalmente i suoi genitori in marionette. Per fare ammenda, il Grillo rimase con lui per consigliarlo. Geppetto, una volta divenuto anziano, fabbricò una marionetta dal legno di un albero magico, e la chiamò Pinocchio, considerandola come un figlio. Quando era una giovane marionetta, Pinocchio si sacrificò per salvare Geppetto durante una tempesta. Come ricompensa, la Fata Turchina lo trasformò in un bambino vero. Successivamente, la Fata chiese a Geppetto di ricavare da un altro albero magico una teca in grado di salvare due persone dal Sortilegio della Regina Cattiva, Biancaneve (incinta) e il Principe James. Dato che però la maledizione avrebbe mandato tutti gli altri abitanti della Foresta Incantata in un mondo senza magia, Pinocchio sarebbe tornato ad essere una marionetta. Geppetto si accordò con la Fata per riservare al figlio uno dei due posti nella teca, e questa mentì a Biancaneve e a James, dicendo che la teca poteva salvare solo una persona. Quando però Emma nacque prima del tempo prestabilito, invece di cedere il posto di Pinocchio a Biancaneve, Geppetto incaricò il figlio di proteggere la bambina e di farle credere nel suo passato, dopo che questa avrebbe compiuto ventotto anni.
A Storybrooke è Marco, falegname della cittadina e caro amico di Archie (Grillo Parlante). Marco afferma che lui e sua moglie non hanno mai avuto un figlio. August Booth, Pinocchio da adulto, dice a Marco che ha deluso suo padre e, nonostante abbia provato a mantenere la promessa fattagli, era comunque troppo tardi. Marco gli risponde che a lui sarebbe bastato solo avere un figlio. August si offre così di lavorare come suo assistente anche senza essere pagato, e Marco lo accetta come tale. Dopo lo scioglimento del sortilegio, Marco si mette subito alla ricerca di suo figlio Pinocchio. Henry gli rivela che si trova al Bed & Breakfast di Granny, ma tutto quello che il vecchio trova è il cappellino del suo bambino. Mary troverà August, completamente di legno, che non vorrà farsi vedere dal padre; la donna cercherà di riunirlo con il padre venendo a sapere con rabbia del gesto egoista che fece Geppetto. Quando August verrà ucciso da Tamara, la Madre Superiora lo ritrasformerà in un bambino e Marco avrà così di nuovo il suo Pinocchio.

#### Principe Henry
Il principe Henry (Tony Perez) l'amorevole, ma debole, padre della Regina Cattiva, che la serviva come valletto personale nella Foresta Incantata. Henry non fu mai in grado di proteggerla dalle perfide macchinazioni della moglie Cora, perciò Regina sviluppò un carattere crudele e malvagio. Quando la figlia fu chiusa a chiave nelle sue stanze del palazzo, Henry consegnò al Genio uno scrigno contenente delle vipere per liberarla. Poco tempo dopo, la Regina di Cuori lo rapì per ricattare Regina, e lo tenne prigioniero nel Paese delle Meraviglie. Con l'aiuto del Cappellaio Matto, Regina riuscì a liberarlo. Fu lui a consigliare alla figlia di riprendersi il Sortilegio Oscuro, facendo visita a Malefica. Quando Regina non riuscì ad attivare il Sortilegio, Tremotino le disse che il prezzo era bruciare il cuore della "cosa che ama di più". Regina capì che si trattava di suo padre. Henry cercò di convincerla a lasciar perdere la magia oscura e ad iniziare una nuova vita insieme, ma la sete di vendetta di Regina era troppo grande: con le lacrime agli occhi, gli strappò il cuore dal petto ed attivò il Sortilegio che spedì tutti gli abitanti del reame a Storybrooke, senza magia, senza più memoria di se stessi, e senza i rispettivi lieti fine.
Lo seppellì in un grande mausoleo, e gli fece visita ogni mercoledì. Al di sotto Regina creò una cripta segreta in cui conservare oggetti magici provenienti dal vecchio mondo ed i cuori che aveva collezionato come Regina Cattiva. Chiamò il figlio adottivo Henry Daniel Mills, in ricordo dei suoi Veri Amori: il padre e l'uomo che avrebbe voluto sposare.
In seguito Regina, che si era recata nell'Oltretomba per cercare Uncino, rincontra il padre, che era bloccato lì a causa di una questione in sospeso, e gli chiede perdono per ciò che gli aveva fatto nella Foresta Incantata. Cora, per obbligare Regina a lasciare l'Oltretomba, minaccia di spedire il marito nel "posto peggiore" (una delle possibili destinazioni per chi lascia l'Oltretomba), e allora Regina trova il coraggio di affrontare la madre: poiché la questione in sospeso del Principe Henry era proprio quella di non aver saputo aiutare la figlia a liberarsi dal dominio della madre, quando vede Regina ribellarsi a Cora, è finalmente libero di passare oltre. Così, salutati amorevolmente figlia e nipote, segue la luce per andare in un posto migliore.

#### Genio

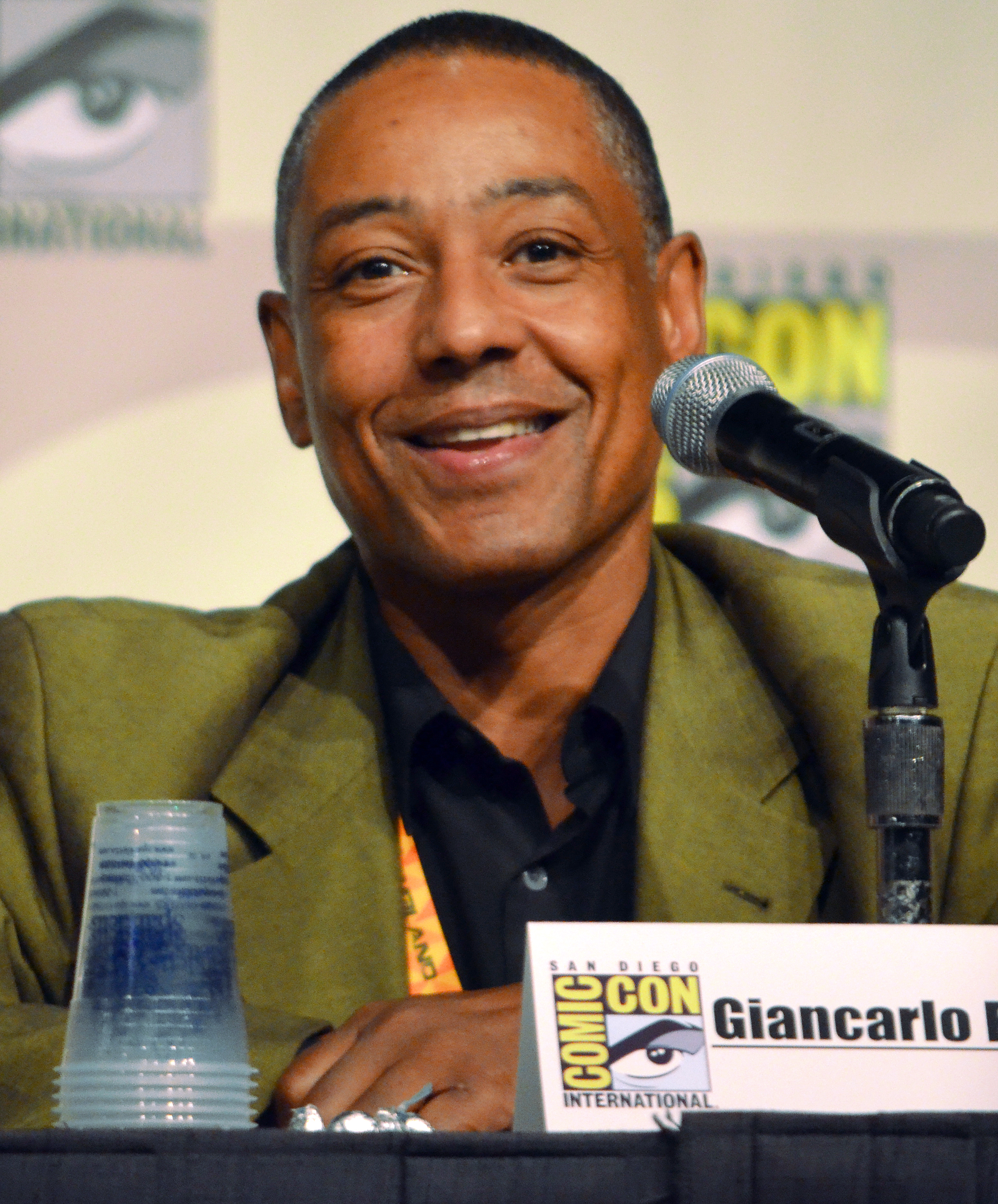
Giancarlo Esposito interpreta Sydney Glass

Il Genio (Giancarlo Esposito) e la sua Lampada furono ritrovati dal re Leopold, a cui furono quindi concessi tre desideri. Ma il re aveva già tutto quello che desiderava e usò i primi due desideri per liberare il Genio e per cedere a lui il terzo desiderio. Egli ammise che aveva sempre desiderato trovare il vero amore; così il re lo portò al suo castello. Il Genio si innamorò però di Regina, seconda moglie del re Leopold e le regalò uno specchio. Il re scoprì dal diario della moglie che questa si era innamorata dell'uomo che le aveva donato lo specchio e chiese al Genio di individuarlo. La regina fu rinchiusa nelle sue stanze e, per liberarla, suo padre Henry chiese al Genio di portarle uno scrigno chiuso, che conteneva due vipere provenienti dalla terra di Agrabah. Il Genio le usò per uccidere il Re e poter così fuggire con la sua amata. Dopo l'omicidio la regina gli disse che le guardie avrebbero scoperto che l'assassino era lui consigliandogli di fuggire. Il Genio capì che la Regina non l'aveva mai amato, ma l'aveva semplicemente usato per uccidere il re. Il suo amore per lei era talmente forte che utilizzò il terzo desiderio per rimanere sempre con lei e potere sempre vedere il suo volto. Questo lo intrappolò nello stesso specchio che le aveva regalato facendolo diventare il suo personale Specchio Magico. Come spirito dello specchio ottenne la capacità di muoversi in tutti gli specchi della Foresta Incantata, e vedere così tutto quello che vi succedeva; per questo divenne molto utile come spia per Regina.
A Storybrooke è Sidney Glass, direttore del giornale locale "The Daily Mirror". Su richiesta di Regina scava nel passato di Emma per aiutare il sindaco a farla andar via da Storybrooke. Dopo la morte di Graham, Regina cerca di nominarlo nuovo sceriffo, ma il regolamento cittadino prevede un'elezione che Sidney perde in favore di Emma. Regina lo rimuove così dalla posizione di direttore del giornale e Sidney chiede aiuto a Emma affermando di voler far vedere alla cittadinanza quanto la vecchia alleata fosse una persona corrotta. Il suo tentativo porta però a mettere in buona luce Regina nei confronti della cittadinanza; infatti l'uomo in realtà lavora ancora per Regina di cui è innamorato. Emma capisce tutto quando scopre che Sidney ha messo una cimice nel vaso di fiori presente alla stazione di polizia: tramite questa, Regina riesce a far sparire una prova cruciale che avrebbe dimostrato l'innocenza di Mary Margaret nel caso di omicidio di Kathryn Nolan. Quando Kathryn viene ritrovata viva, Sidney concede una falsa confessione: ammette di aver rapito Kathryn, incastrando Mary Margaret, così che poi potesse "ritrovarla" e diventare un eroe. Viene così rinchiuso nel reparto psichiatrico dell'ospedale di Storybrooke. Nella quarta stagione, Regina lo libera e lo ritrasforma in Specchio Magico per scoprire come ha conosciuto Marian in passato. Sidney si mostra ancora innamorato di Regina, nonostante tutto, ed è convinto, erroneamente, di avere ancora una possibilità con lei. In seguito si allea con la Regina delle Nevi, che lo libera dallo specchio.

#### Re George

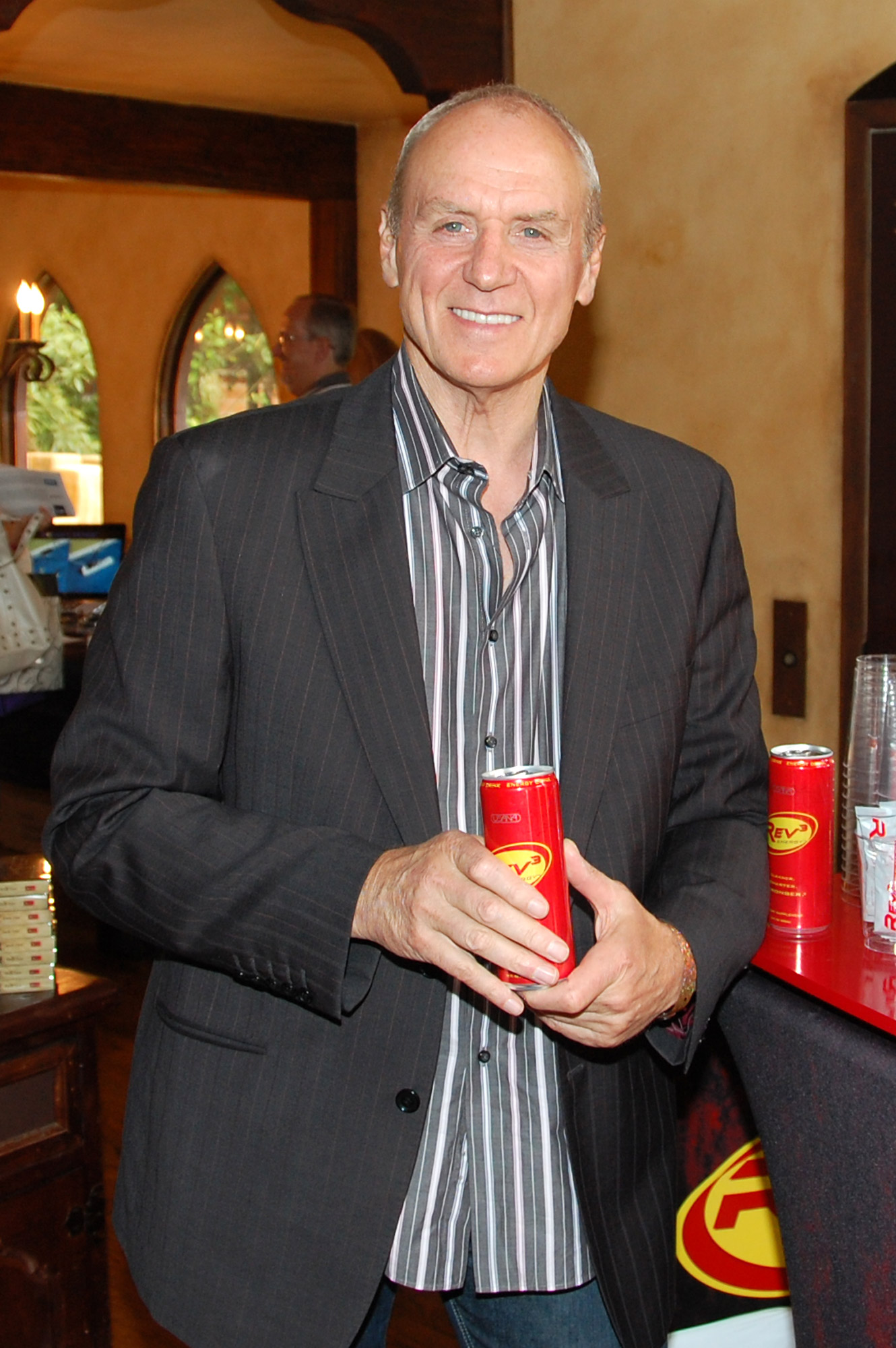
Alan Dale interpreta Albert Spencer

Il re George (Alan Dale) era il padre adottivo del Principe James. George e sua moglie non erano in grado di concepire un figlio, così strinse un accordo con Tremotino. Anni dopo il regno cadde in una crisi finanziaria, e James si offrì di uccidere il drago che affliggeva il Regno del re Mida in cambio di oro; ilprincipe fu però ucciso poco dopo mentre cercava di mostrare le sue capacità. Per sostituirlo e ottenere comunque l'oro, George diede a Tremotino le indicazioni per trovare una Fata Madrina, in modo da riavere suo figlio. Tremotino non poteva però resuscitare il Principe morto, ma disse al Re che questo aveva un fratello gemello, che viveva come pastore. George informò il nuovo Principe James che sarebbe potuto tornare a casa dopo aver ucciso il drago. L'impresa fu completata, ma Re Mida ritenne James degno di sposare sua figlia Abigail e unificare così i due regni. George venne meno alla sua promessa e obbligò James a sposarla: lo minacciò infatti di uccidere sua madre e bruciare la sua casa. Più tardi, il Re scoprì che James si era innamorato di Biancaneve. Obbligò così la Principessa a spezzare il cuore del "figlio" per permettergli di sposare la figlia di Mida, minacciandola di uccidere James, facendo passare la sua morte come un incidente e rendendolo martire, e in questo modo forse i due regni si sarebbero comunque uniti, in virtù della pietà provata da Mida per George. James ruppe comunque il fidanzamento, così George e i suoi cavalieri lo inseguirono per tutto il Regno cercando di ucciderlo. Una volta catturatolo, George ordinò che James venisse decapitato, ma la Regina Cattiva lo chiese come suo prigioniero, in modo da attirare così Biancaneve in trappola.
A Storybrooke è il freddo Procuratore Distrettuale Albert Spencer, che guida l'accusa nei confronti di Mary Margaret Blanchard nel caso dell'omicidio di Kathryn Nolan. Una volta recuperati i ricordi, decide di vendicarsi di David minando la sua nuova autorità di sceriffo (in sostituzione di Emma). Incastra Ruby per un omicidio approfittando delle trasformazioni in lupo della ragazza e le aizza contro la cittadinanza. David riesce a scoprire la verità e risolvere la situazione, ma nel frattempo Spencer ruba il cappello magico del cappellaio e lo distrugge (togliendo di mezzo quella che sembrava l'unica speranza per riportare indietro Emma e Mary Margaret). David riesce al fermarsi dall'ucciderlo e lo mette in prigione.

#### Principessa Abigail

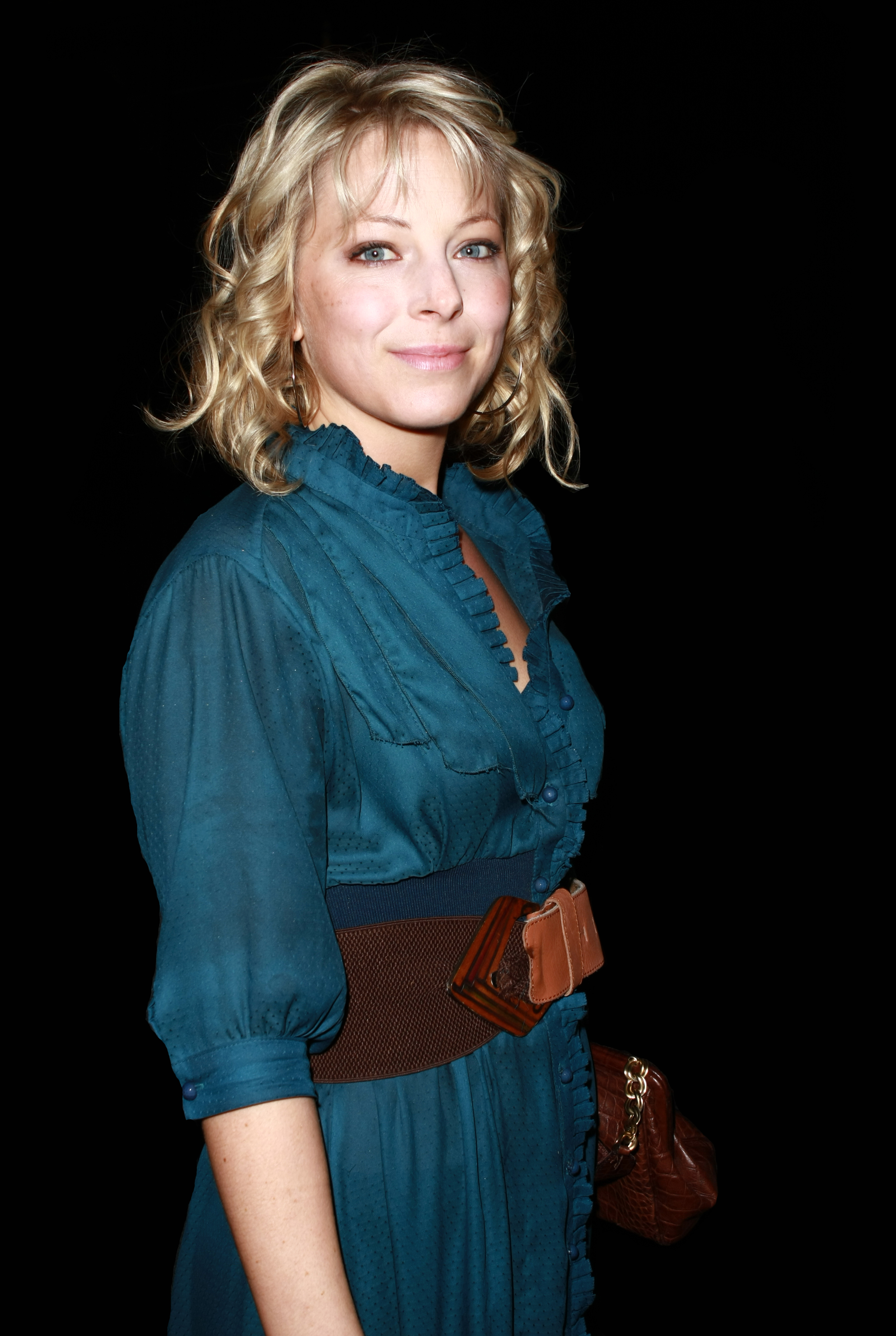
Anastasia Griffith interpreta Kathryn Nolan

La principessa Abigail (Anastasia Griffith) era l'altezzosa figlia del re Mida. Quando il Principe James uccise il drago che affliggeva il suo Regno, il Re lo ritenne degno di sposarla; la Principessa accettò riluttante. James si innamorò però di Biancaneve e cercò di annullare segretamente il matrimonio. Abigail lo trovò prima delle guardie del re George, e gli rivelò di essere a conoscenza del suo amore per Biancaneve. Gli raccontò di aver perso tempo fa Frederick, il cavaliere che amava e che avrebbe dovuto sposare, prima che questi fosse tramutato in oro nel tentativo di proteggere Re Mida. James recuperò così l'acqua magica in grado di restituire a Frederick il suo aspetto umano e permise così ad Abigail di riunirsi con il suo amato.
A Storybrooke è Kathryn Nolan, moglie di David Nolan (James). Nei falsi ricordi creati da Regina la coppia è rimasta separata per anni perché David l'aveva lasciata dopo un litigio e, senza che lei lo sapesse, era finito in coma. Quando si risveglia, Regina Mills fa ricongiungere i due. David tuttavia non ha alcun ricordo del proprio passato e di Kathryn, e si innamora di Mary Margaret Blanchard (Biancaneve), con cui inizia una relazione segreta. Kathryn viene informata da Regina della loro relazione e decide così di andare a Boston da sola, dove era stata accettata in una scuola di legge. L'auto di Kathryn viene ritrovata abbandonata e la donna sembra scomparsa. Il caso della sua scomparsa diventa un caso di omicidio quando viene ritrovato un cuore umano con il suo DNA in uno scrigno appartenente a Mary Margaret, che viene così arrestata per omicidio. Ruby trova però una Kathryn malconcia, ma viva, nel vicolo dietro alla tavola calda di sua nonna. La donna non ricorda nulla della sua scomparsa. Viene poi rivelato che Regina aveva stretto un accordo con il Signor Gold per far sparire Kathryn e far ricadere la colpa su Mary Margaret. Regina si aspettava però che Gold avrebbe ucciso la donna, mentre invece questi l'ha liberata dopo averla tenuta rinchiusa.

#### Cappellaio Matto

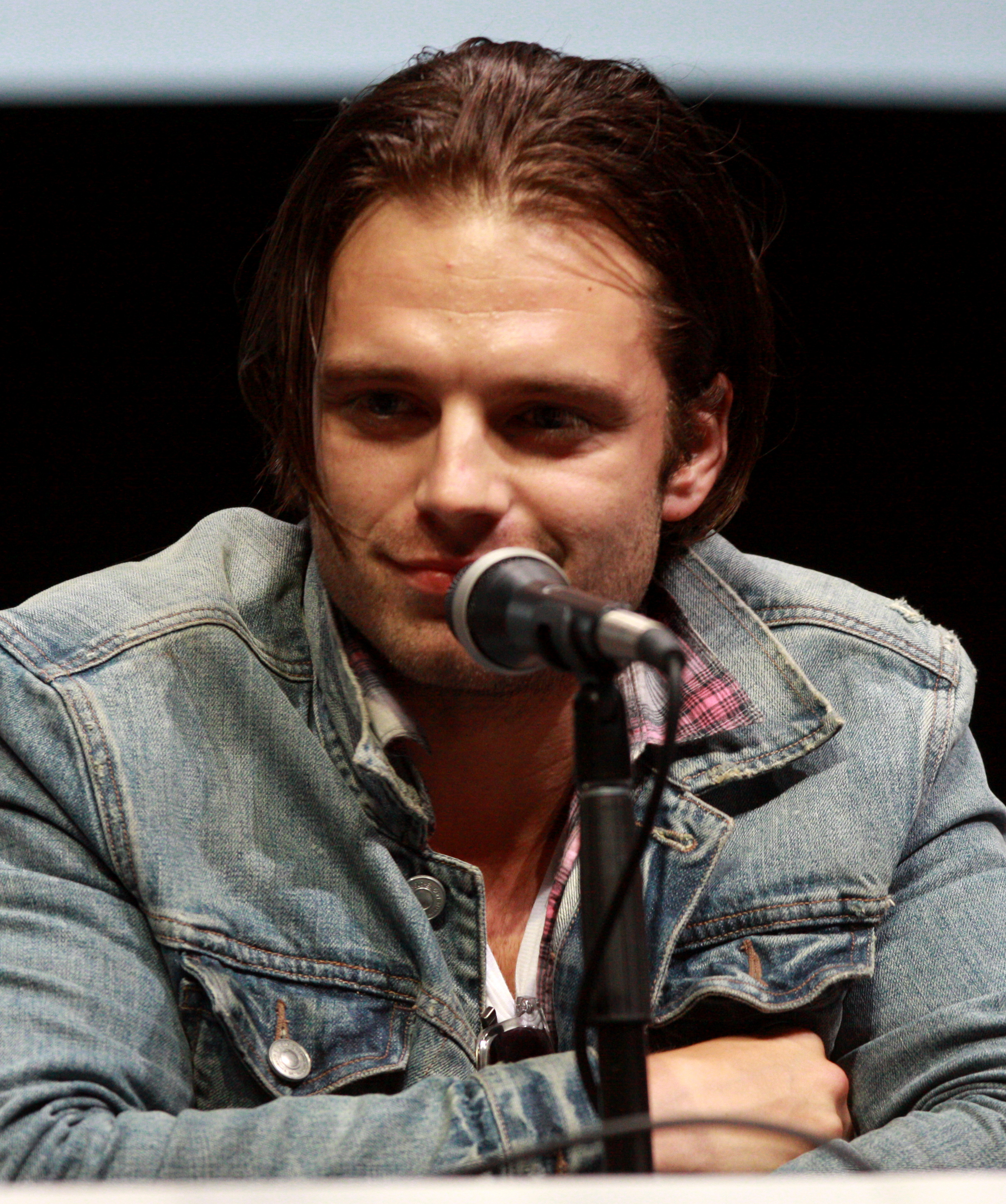
Sebastian Stan interpreta Jefferson

Jefferson (Sebastian Stan) era il Cappellaio Matto e possedeva un cappello magico che gli permetteva di viaggiare attraverso vari mondi. Ha lavorato sia per Tremotino che per la Regina Cattiva recuperando per loro degli oggetti da altri mondi.
La prima volta che incontra Regina, Tremotino aveva chiesto a Jefferson di portare il dottor Frankenstein alla Foresta Incantata per fingere di non riuscire a far rivivere il suo vero amore Daniel, al fine di farla diventare cattiva. Nella sua vita successiva, vive con la figlia Grace raccogliendo e vendendo funghi per sopravvivere. Inizialmente rifiuta di aiutare Regina quando lei chiede il suo aiuto, ma poi cambia idea. Porta Regina nel Paese delle Meraviglie, dove quest'ultima salva il padre Henry e abbandona Jefferson che viene decapitato dai cavalieri della Regina di Cuori. La sua testa viene poi riattaccata e gli viene ordinato di fare un altro cappello se vuole essere lasciato libero di tornare a casa. Tuttavia, nonostante numerosissimi tentativi, non riesce più a ricreare il cappello magico e ciò lo conduce alla follia facendogli guadagnare il soprannome di Cappellaio Matto. Rimane così intrappolato nel Paese delle meraviglie e non può più tornare dalla figlioletta, come le aveva promesso prima di partire.
A Storybrooke egli ricorda la sua vita pre-maledizione e vive in una grande casa dove utilizza dei telescopi per spiare l'ufficio dello sceriffo Emma Swan e la propria figlia. Cattura Mary Margaret e rapisce anche Emma ordinandole di fare un cappello che lo porterà a casa. Emma lo mette KO e, quando si sveglia e tenta di uccidere Emma, Mary Margaret lo spinge fuori dalla finestra. Lui scompare lasciando solo il suo cappello. Jefferson ritorna su richiesta di Regina, per sbarazzarsi di Emma, promettendogli una nuova vita con sua figlia. Egli recupera la mela avvelenata, che aveva portato Biancaneve in un sonno simile alla morte, dalla Foresta Incantata. Tuttavia dopo che Henry Mills la mangia accidentalmente, Regina rifiuta di premiare Jefferson che in seguito per vendetta libera Belle e le dice di trovare il Signor Gold e di dirgli che la Regina la teneva prigioniera. Dopo che il sortilegio viene spezzato, David Nolan chiede informazioni sul suo cappello al fine di trovare un modo per far tornare Emma e Mary Margaret, che sono cadute in un portale attraverso il cappello. Inizialmente evita Grace (che a Storybrooke si chiama Paige), sentendosi in colpa per averla involontariamente abbandonata, ma alla fine si riuniscono grazie ad Henry e David.

#### Cora Mills

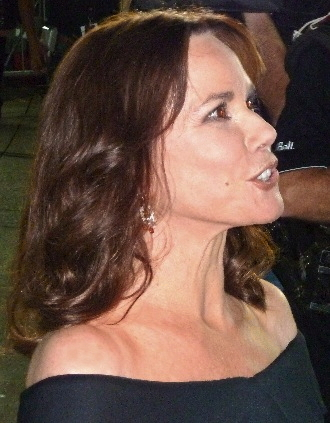
Barbara Hershey interpreta Cora Mills

Cora Mills (Barbara Hershey, Rose McGowan da giovane) è la madre di Zelena e Regina, moglie del principe Henry, conosciuto ad un ballo in maschera. È una donna crudele e spietata, che usa doppi-giochi e inganni per poter ottenere ciò che vuole, ed è un'abile strega, protettiva nei confronti della figlia. Figlia di un mugnaio, ha vissuto la giovinezza in povertà. Da ragazza venne messa incinta da un uomo spacciatosi per un principe; poco dopo conobbe il principe Leopoldo e i due si innamorarono, ma la scoperta (da parte della principessa Eva) del bambino che portava in grembo mandò tutto a monte. Cora abbandonò così la neonata Zelena, conscia che avrebbe avuto solo una vita di povertà se l'avesse tenuta con sé. L'incontro con Tremotino avvenne a causa di una scommessa fatta con il re, ovvero che la ragazza avrebbe trasformato la paglia in oro in cambio della mano del principe Henry: Tremotino le insegnò come fare, così Cora poté sposare il principe. Tremotino continuò poi a darle lezioni di magia, e i due ebbero una relazione; per un momento Cora decise persino di fuggire con lui, ma poi cambiò idea e con la magia si strappò il cuore dal petto nascondendolo in un posto segreto, in modo da non essere più vulnerabile sentimentalmente, e lasciò Tremotino. Per far diventare sua figlia la regina avvelenò Eva, la mamma di Biancaneve, e tentò di condurre la piccola Biancaneve dal lato oscuro: con le sembianze della Fata Turchina, consegnò alla ragazzina una candela magica dicendole che con quella avrebbe potuto salvare la vita di sua madre, ma sacrificando quella di un'altra persona. Tuttavia Biancaneve si rifiutò di farlo e Eva morì. Successivamente fece imbizzarrire il cavallo della piccola e fece in modo che Regina la salvasse, così re Leopold, grato a Regina per aver salvato la vita della figlia, le chiese di sposarlo. Regina però amava Daniel, uno stalliere, e Cora venne a saperlo proprio da Biancaneve, che si confidò ingenuamente con lei: per evitare che i due fuggissero assieme e che il matrimonio con il re saltasse Cora uccise Daniel. Regina, per vendicarsi, chiese aiuto a Tremotino e mandò la madre nel Paese delle Meraviglie grazie a un portale fornitole dall'Oscuro Signore sotto forma di specchio.

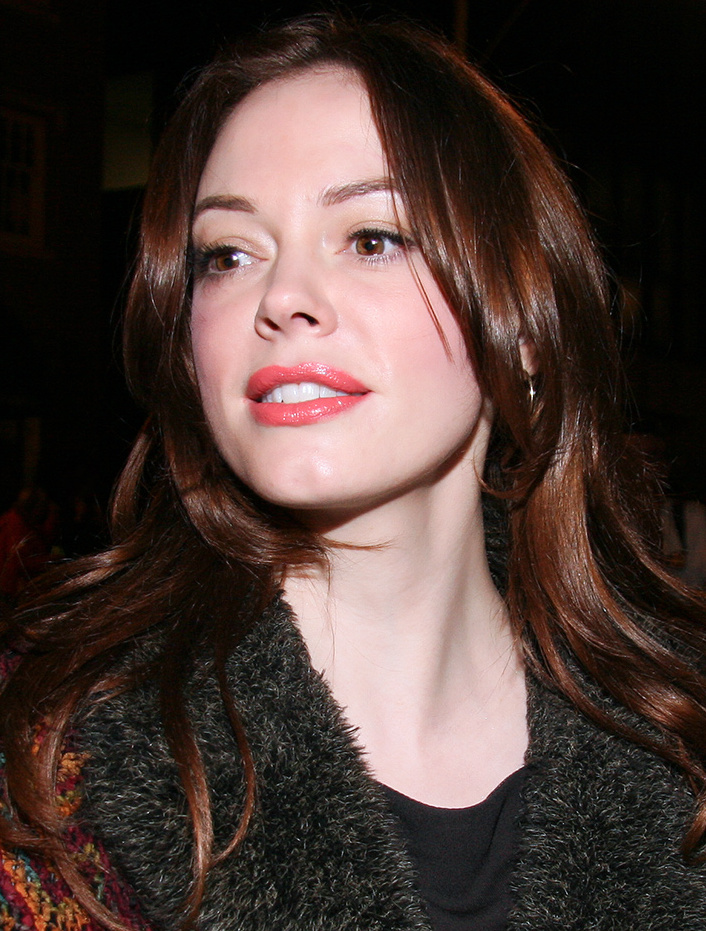
Rose McGowan interpreta Cora Mills da giovane

Nel Paese delle Meraviglie Cora divenne la Regina di Cuori e catturò il padre di Regina per intimidirla. Tenne prigioniero anche Jefferson (dopo che Regina lo tradì per riprendersi il padre), insegnò ad Anastasia, la futura Regina Rossa, la magia e fu la causa della rottura tra lei e Will Scarlet, a quest'ultimo prese, per sua stessa richiesta, il cuore e lo trasformò in uno dei suoi Fanti. Tempo dopo strinse un accordo con Uncino (mandato da Regina per uccidere definitivamente la madre prima di scagliare il Sortilegio) per ritornare nella Foresta Incantata fingendosi morta. Quando Regina lanciò il sortilegio, Cora fece in modo di preservare da esso una parte della Foresta, e ne assunse il controllo prendendo l'aspetto di Lancillotto una volta spezzata la maledizione.
Dopo l'arrivo di Mary Margaret ed Emma cerca di impadronirsi della teca con cui Emma era giunta nel Mondo reale, allo scopo di usarla come portale per raggiungere Regina a Storybrooke: Emma riuscirà però a impedirglielo bruciando la teca. A quel punto l'unico modo di arrivare a Storybrooke è quello di usare le ceneri della teca assieme ad una bussola magica. Cora si allea così con Uncino per rubare la bussola a Emma e Mary Margaret: grazie al pirata riesce ad avere il cuore di Aurora con cui manovra le azioni del gruppo, ma viene infine sconfitta dalla magia pura di Emma, che assieme a Mary Margaret riesce a usare la bussola per ritornare a Storybrooke. Tuttavia con l'aiuto di Uncino e un fagiolo magico Cora riesce comunque a raggiungere Storybrooke. Qui prima simulerà l'omicidio del dottor Hopper prendendo le sembianze di Regina, poi si alleerà con lei (convincendola che solo con il potere potrà avere Henry) ed Uncino per potere controllare Gold. Mentre Emma e Gold sono lontani da Storybrooke, riuscirà a trovare il pugnale che controlla l'Oscuro Signore dopo esserlo fatto consegnare da Mary Margaret usando la sua vecchia balia come ostaggio (che poi ucciderà lo stesso con un gesto di crudeltà). Nella battaglia che segue il ritorno di Gold in città Cora perderà la vita: la sua vita verrà data infatti in cambio di quella di Gold, che stava per morire a causa del veleno iniettatogli da Uncino, e sarà proprio Mary Margaret a decretarne la morte utilizzando la candela magica sul suo cuore, facendolo poi reinserire nel corpo della donna da un'ignara Regina, desiderosa che la madre l'amasse davvero. Nella terza stagione, Regina invoca il suo spirito per scoprire perché ha abbandonato la sua sorellastra Zelena.
Si scopre che, una volta morta, è diventata il nuovo sindaco di Storybrooke nell'Oltretomba. Tuttavia era in combutta con Ade affinché Regina e gli altri non salvassero anime; dopo avere fallito viene trasformata in una mugnaia come lo era da giovane da Ade. Viene liberata da Uncino, il quale la porta la da Regina. Quest'ultima le chiede aiuto affinché possa fermare Zelena, impedendole di fare un grave errore fidandosi di Ade. Cora tenta inizialmente di far dimenticare a Zelena dell'esistenza di Ade ma invano. Allora rivela alle due ragazze che in realtà si sono già incontrate in passato poiché Cora aveva bisogno della magia di Zelena per curare Regina. Quindi un tempo le due giovani ragazze si volevano bene, ma Cora fece dimenticare loro tutto. Le figlie sono ormai riappacificate, e Cora capisce che la sua questione in sospeso non era Regina, ma bensì sua figlia Zelena, essendo dispiaciuta di averla abbandonata. Infine, nonostante tutte le sue azioni malvagie in vita, le è concesso il perdono e l'occasione di passare oltre.

#### Hansel e Gretel
Hansel e Gretel a Storybrooke sono due ragazzi orfani ladruncoli. Emma scopre grazie a Henry che nel mondo delle fiabe sono Hansel e Gretel e che il loro padre, il Taglialegna, nel mondo reale è un meccanico. Essi si riuniscono a lui.

#### Cenerentola (Foresta Incantata)

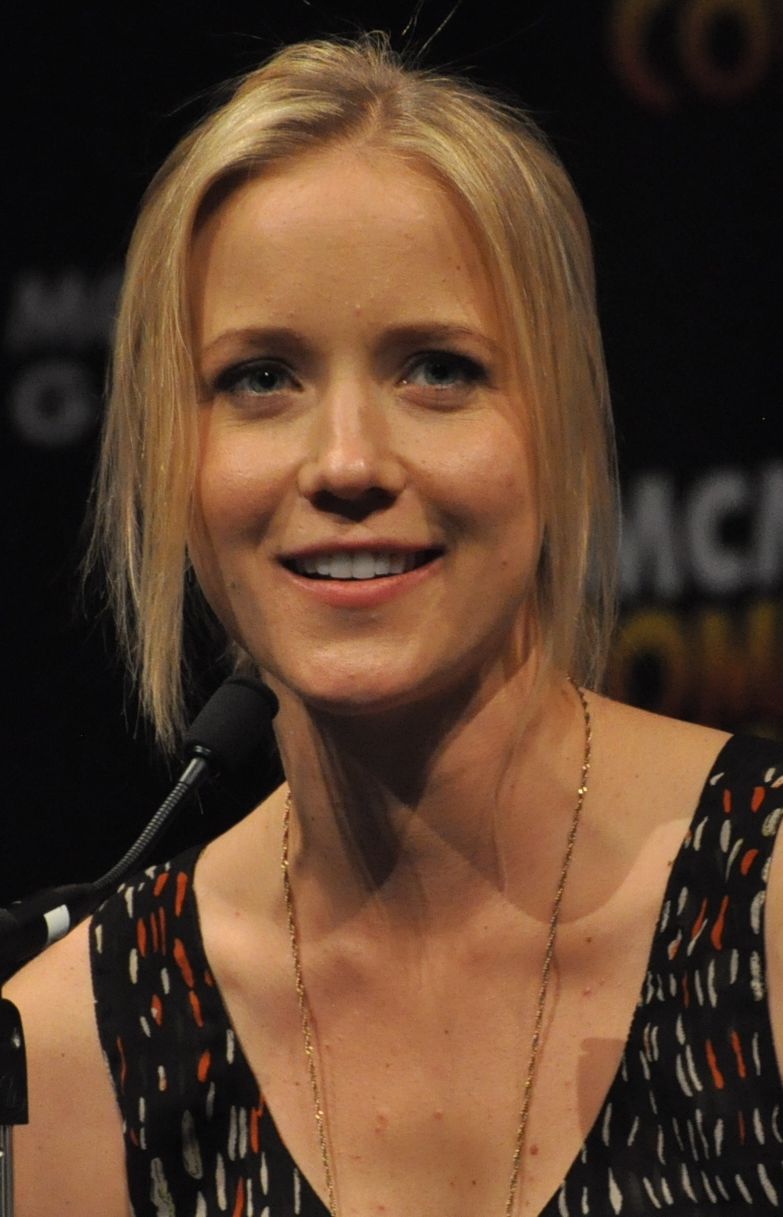
Jessy Schram interpreta Ashley Boyd

Cenerentola (Jessy Schram), soprannominata Ella, era in origine una ragazza orfana costretta a fare da serva alla matrigna e alle sorellastre. Una sera, dopo che le tre donne si erano recate al ballo di corte lasciandola da sola, ricevette la visita della sua fata madrina, che però venne uccisa da Tremotino. Il mago le offrì il suo aiuto in cambio di qualcosa che avrebbe avuto in futuro. La ragazza firmò il contratto senza leggerlo e andò al ballo dove incontrò il principe Thomas; i due si innamorarono e si sposarono. Tuttavia in seguito Tremotino ricordò a Ella il contratto e la informò di volere il suo primogenito. Quando scoprì di essere incinta, Ella decise di scappare, ma il principe Thomas, saputo dell'accordo, escogitò un piano assieme al Principe Azzurro per catturare Tremotino. Il piano riuscì, ma Thomas scomparve, e Tremotino giurò che Ella non avrebbe rivisto Thomas fino a che non avesse rispettato il contratto.
A Storybrooke è Ashley Boyd, una cameriera di 19 anni single incinta. Il padre del bambino, Sean Herman (Principe Thomas), è costretto a stare lontano da Ashley da suo padre; quest'ultimo fa in modo che il signor Gold offra una grossa somma a Ashley in cambio del bambino. Lei all'inizio accetta lo scambio, ma poi decide di tenere il bambino. Così tenta di fuggire da Storybrooke, ma entra in travaglio al confine della città. Emma Swan la porta in ospedale, dove dà alla luce una figlia che chiamerà Alexandra e si riunisce con Sean. Emma accetta di essere in debito con il signor Gold se permette ad Ashley di tenere il bambino. Successivamente Ashley e Sean si fidanzano.
Nella sesta stagione si scoprono altri dettagli sulla storia di Cenerentola: la sua misera vita a servizio della Matrigna, il rapporto con le sorellastre, il fatto che avesse la chiave per il Regno delle Storie Mai Raccontate e le vicende del tanto agognato ballo. Inoltre la sua sorellastra Clorinda si rivela una brava persona innamorata di un semplice valletto del principe, ma che a causa di Cenerentola le sarà impedito il suo lieto fine, tanto da indurre la ragazza a cercare di rimediare al suo errore.

#### Fata Madrina di Cenerentola (Foresta Incantata)
Fata Madrina è la fata madrina di Cenerentola; viene uccisa da Tremotino, che entra in possesso della sua bacchetta magica molto potente.

#### Lady Tremaine (Foresta Incantata)
Matrigna (Lisa Banes) di Cenerentola, impedisce il lieto fine della ragazza nonché della figlia naturale Clorinda deportandola nella Terra delle Storie Mai Raccontate.

#### Principe Thomas
Il Principe Thomas (Tim Phillipps) era marito di Cenerentola e amico del Principe James. Incontrò la moglie dopo che questa aveva stretto un accordo con Tremotino: per poter abbandonare il suo stato di vita misero, avrebbe dovuto dare al Signore Oscuro qualcosa di estremamente prezioso. Quando Cenerentola capì che la "cosa preziosa" era il suo primogenito, decise di fuggire, ma Thomas la convinse a rimanere e i due chiesero aiuto a James. Con un inganno, riuscirono a congelare Tremotino, utilizzando una penna incantata dalla Fata Turchina. Per far capire a Cenerentola che nessuno poteva rompere un patto con lui, Tremotino fece scomparire Thomas.
A Storybrooke, è Sean Herman, un ragazzo che è stato costretto dal padre a lasciare la fidanzata Ashley sola ed incinta, ma grazie ai discorsi di Emma sulle responsabilità, il ragazzo torna dalla fidanzata e dalla figlia appena nata Alexandra. Un paio di mesi dopo, il giorno di San Valentino, chiede ad Ashley di sposarlo e i due si fidanzano.

#### Gas Gas
Gas Gas (Jarod Joseph), nella Foresta Incantata, è il topolino che vive a casa di Cenerentola, di cui diventa amico. Nel mondo reale è Bill, un meccanico che aiuta Ruby con la macchina nella seconda stagione e che viene successivamente ucciso da Albert Spencer (Re George) per far ricadere la colpa su Ruby trasformatasi in lupo.

#### Nova
Nova è una fata che rinuncia alle ali per l'amore che nutre per Sognolo, nonostante viene bandita per questo.

#### Principe James
Il principe James (Josh Dallas) è il fratello gemello di David, legittimo erede al trono. Malvagio di natura, sebbene nutrisse sentimenti per la giovane Jack, la abbandona per impadronirsi dei fagioli magici che possono far viaggiare tra le dimensioni. Muore ucciso da un troll e David è chiamato a fingere di essere lui per il bene della popolazione.
Nell'Oltretomba è il nuovo sceriffo e ha una relazione sentimentale con Crudelia de Mon. Suo fratello David cerca di redimerlo, ma James ritiene che David abbia solo rubato la vita che sarebbe dovuta essere sua e che la sua questione in sospeso sia quella di ucciderlo. Tuttavia, durante lo scontro con il fratello al molo, viene accidentalmente gettato nel fiume delle anime perdute.

#### Ruth
Ruth è la madre dei gemelli David e James. È costretta a scegliere quale figlio mandare al re e quale crescere lei stessa. Ferita mortalmente, rinuncia alla guarigione consegnando l'acqua del lago di Nostos a Biancaneve per permetterle di concepire un figlio. Muore durante il matrimonio tra Biancaneve e David.

#### Re Mida

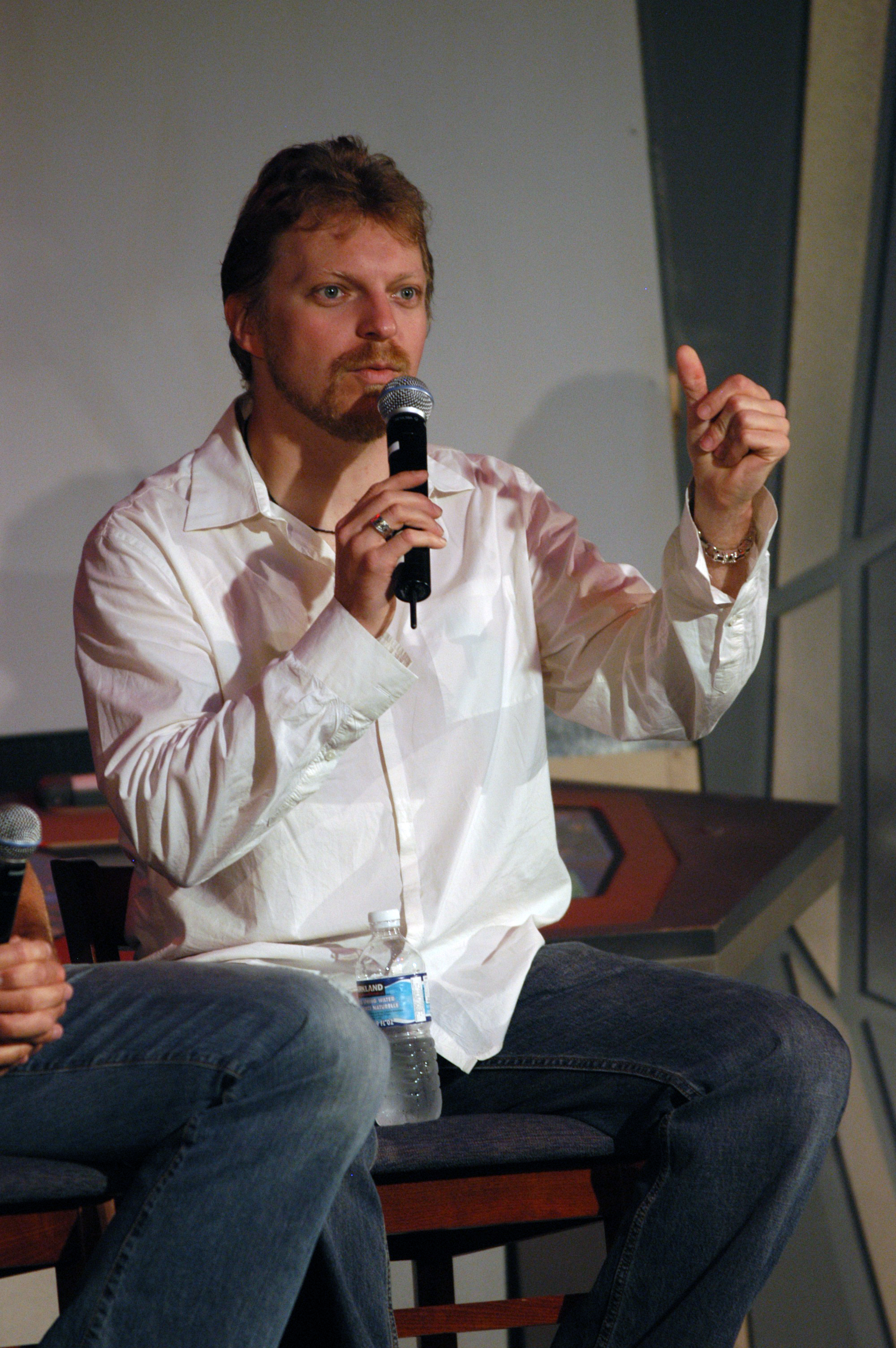
Alex Zahara interpreta il re Mida

Il re Mida (Alex Zahara) era un ricco re dotato del potere di tramutare in oro ogni cosa che toccava, abilità tenuta sotto controllo solo indossando dei guanti. Nonostante la sua ricchezza, era un Re gentile e caritatevole, i cui unici desideri erano l'annientamento del drago che affliggeva il suo Regno e la felicità della figlia Abigail. Così promise al re George dell'oro in cambio della testa del drago; il figlio di George, James, fu incaricato di uccidere la bestia. Senza che Mida lo sapesse, il Principe fu ucciso e il suo fratello gemello prese il suo posto per completare la missione. Mida, inconsapevole del fatto che sia il vero James che il suo sostituto erano stati adottati, e quindi nessuno dei due era di sangue reale, offrì a Re George l'opportunità di unificare i loro regni tramite il matrimonio dei loro figli.

#### Zoso
Zoso è il Signore Oscuro precedente a Tremotino. Viene ucciso da quest'ultimo dopo essersi travestito da mendicante.

#### Re Leopold

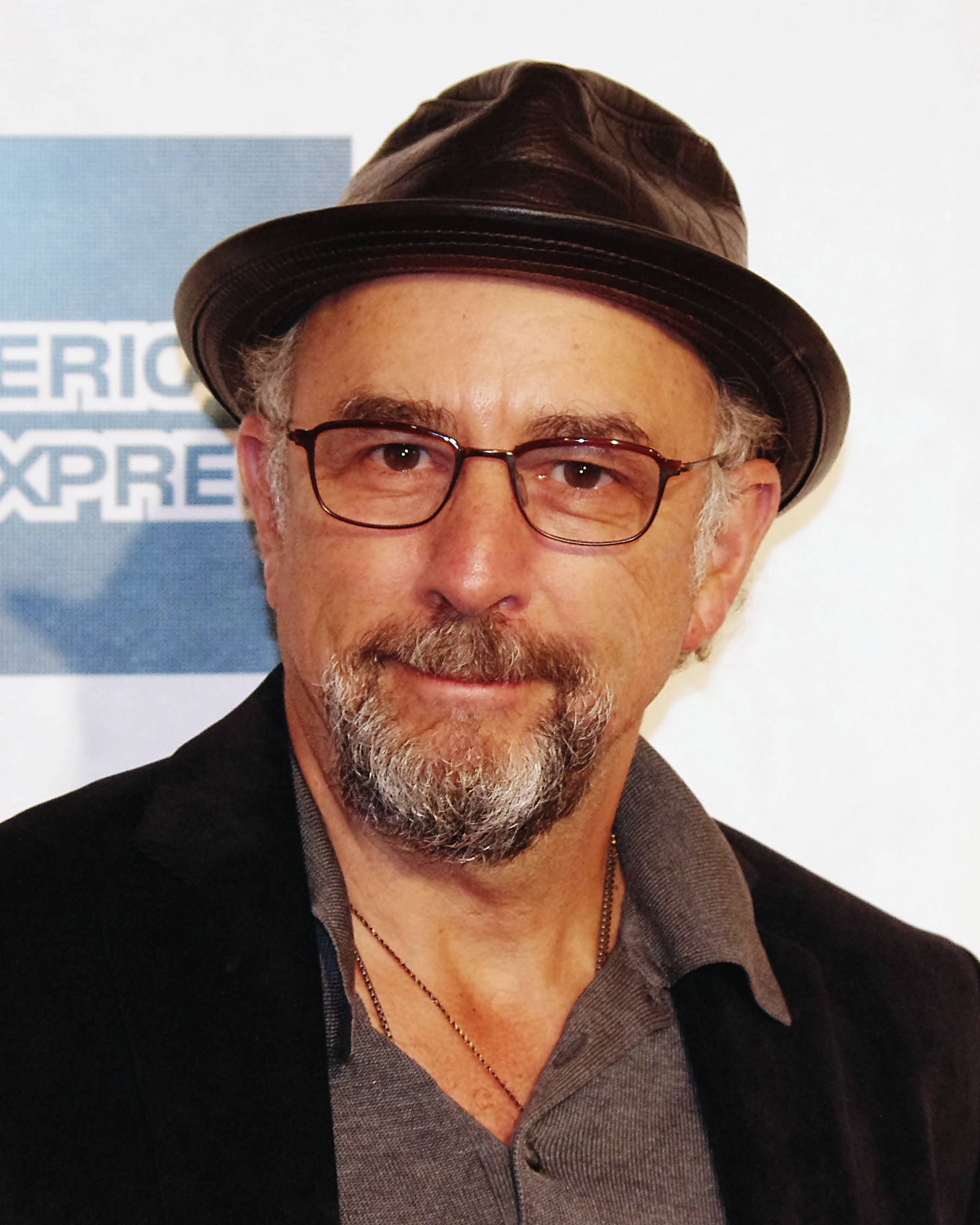
Richard Schiff interpreta il re Leopold

Il re Leopold (Richard Schiff) era il padre di Biancaneve, figlia della prima moglie, la regina Eva, che fece saltare il primo matrimonio con Cora (il suo primo amore) nonché madre della Regina Cattiva, seconda moglie del re. Dopo che la giovane Regina aveva salvato Biancaneve da un cavallo imbizzarrito, Re Leopold la sposò per ridare alla figlia la figura materna che le mancava. Nonostante la morte della prima moglie, la regina Eva, rimase allegro e sempre grato per avere una figlia. Governava il suo Regno con benevolenza e il suo unico desiderio era la felicità dei sudditi. Così, quando trovò la lampada del Genio, utilizzò il primo desiderio per liberarlo dalla lampada, e il secondo per cedere allo stesso Genio il terzo desiderio. Questi desideri si rivelarono però un errore, in quanto il Genio si innamorò di Regina e complottò la sua uccisione, per liberare la donna da quel legame senza amore. Il Genio infilò due vipere velenose nel letto del Re: nel momento in cui questi venne morso a morte, il Genio si scusò con lui, e Leopold gli rivelò che non avrebbe mai dovuto esprimere quei due desideri, per poi morire.

#### Infermiera Ratched
L'infermiera Ratched lavora al reparto psichiatrico di Storybrooke. Costretta a controllare prima Belle e poi Zelena su ordine di Regina il sindaco della città.

#### Maurice
Maurice (Eric Keenleyside) è il padre di Belle. Dà la figlia in moglie a Gaston, ma poi la vede costretta a servire Tremotino. A Storybrooke. paradossalmente, vende rose. La moglie Colette è morta durante la Guerra degli orchi e Maurice cancella la memoria di Belle per proteggerla dal dolore.

#### Gaston
Gaston ricco e affascinante cacciatore di un regno confinante con quello di Maurice. All'apparenza nobile, si scopre il suo odio per gli orchi. In vista di una guerra decide di collaborare con Maurice solo se può avere in sposa sua figlia. In seguito, richiesto l'aiuto di Tremotino per la guerra, quest'ultimo richiede Belle come schiava. Gaston, nel tentativo di salvarla, viene ucciso e trasformato in una rosa.
Nell'Oltretomba lavora agli ordini di Ade, poiché la sua situazione in sospeso sta nell'uccidere Tremotino. Belle tenta comunque di aiutarlo, ma durante uno scontro tra lui e Tremotino, per proteggere il marito, spinge Gaston che finisce nel fiume delle Anime Perdute.

#### Daniel Colter

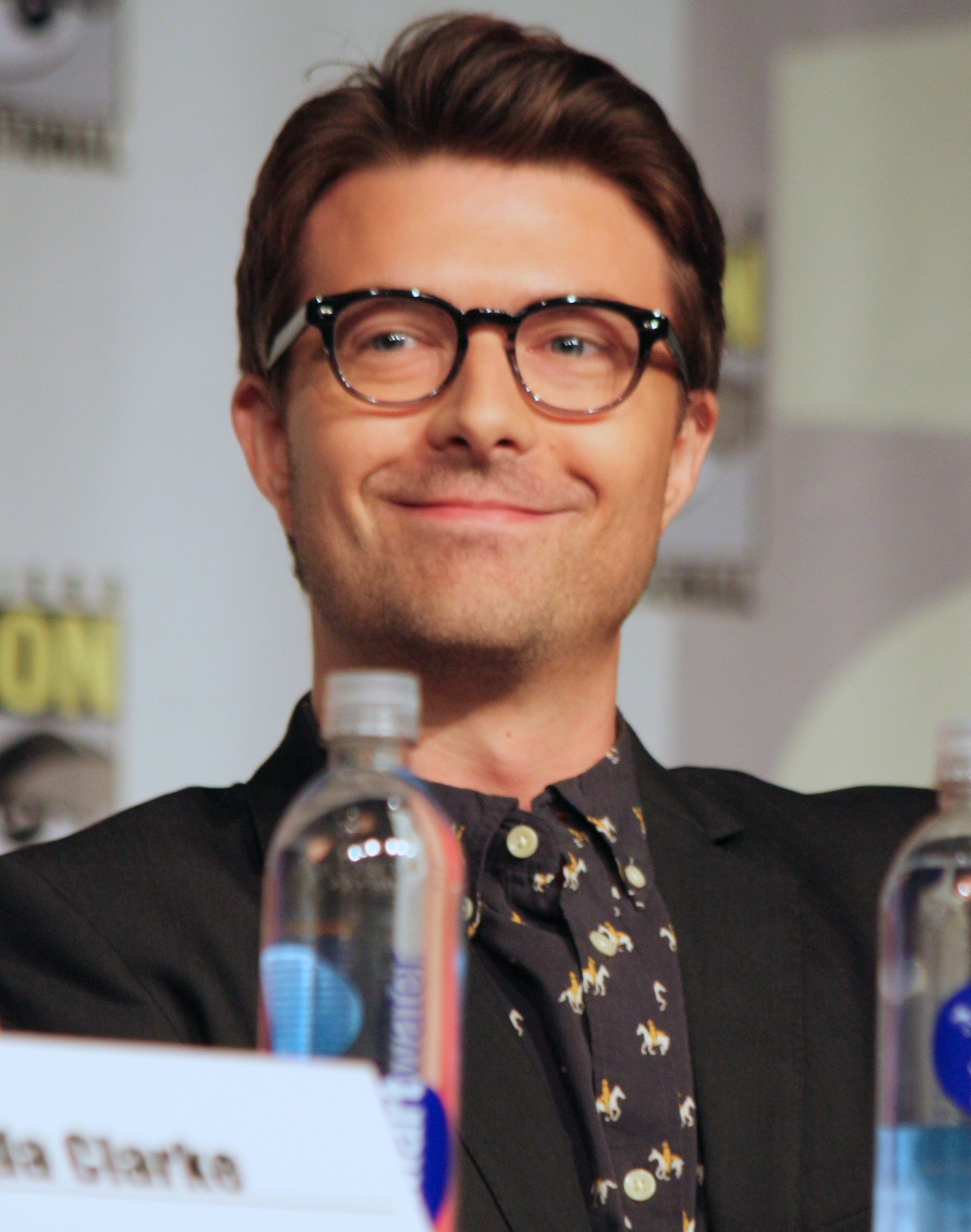
Noah Bean interpreta Daniel

Daniel è un onesto stalliere, vero Amore di Regina, ucciso dalla madre di lei, Cora. Il dottor Frankenstein tenta di rianimarlo, trasformandolo invece in un mostro, e Regina è costretta a malincuore a ucciderlo con i suoi poteri per permettergli di riposare in pace. Daniel non è presente nell'Oltretomba perché non aveva questioni in sospeso e Regina, pur essendo dispiaciuta di non avere potuto rincontrare il suo primo amore, ne è sollevata.

### Introdotti nella seconda stagione

#### Principessa Aurora

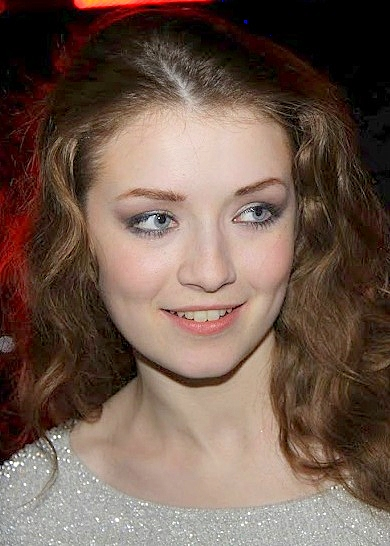
Sarah Bolger interpreta la principessa Aurora

La Principessa Aurora (Sarah Bolger) è stata addormentata da Malefica con l'incantesimo del sonno. Grazie ad un incantesimo di protezione lanciato da Cora, intenzionata a difendersi dal Sortilegio Oscuro di Regina, Aurora riesce a salvarsi e resta nella Foresta Incantata. Viene svegliata dal principe Filippo con il Bacio del Vero Amore. In seguito tuttavia, Filippo si scontra con uno spettro che gli strappa l'anima lasciando il suo corpo vuoto ed esanime. Così Aurora insieme a Mulan si accampa in un luogo sicuro, dove si sono rifugiati i sopravvissuti al Sortilegio. Su richiesta di Lancillotto, Mulan accompagna Mary Margaret ed Emma a cercare la teca magica che le avrebbe riportate a Storybrooke e Aurora le segue di nascosto. Convinta che le due abbiano portato lo spettro nella Foresta Incantata e siano quindi responsabili di ciò che è accaduto a Filippo, aggredisce Biancaneve, ma lei riesce a bloccarla e a convincerla che non è colpa loro. Mary Margaret ed Emma riescono poi a trovare la teca magica, ma a quel punto arriva Lancillotto che si rivela essere in realtà Cora, che aveva assunto le sue sembianze dopo averlo ucciso, così Emma è costretta a distruggere la teca per non consegnarla a Cora. Quando le quattro ragazze ritornano nell'accampamento, scoprono che tutti i sopravvissuti sono stati uccisi da Cora. Qui incontrano Capitan Uncino (alleatosi con Cora), che inizialmente finge di essere l'unico sopravvissuto alla strage, ma Emma capisce che sta mentendo e lo costringe a confessare chi è in realtà; per salvarsi, Uncino rivela loro che esiste una bussola magica che può riportare Mary Margaret ed Emma a Storybrooke, e che lui le può aiutare a trovarla. Aurora e le altre insieme ad Uncino partono quindi in cerca della bussola. Per trovarla Emma e Uncino si recano nel regno dei giganti tramite un fagiolo magico, dove Emma si impossessa della bussola e abbandona Uncino. Mentre Aurora dorme la sua anima si reca nella Stanza Di Fuoco dove incontra Henry, con cui potrà comunicare le vicende del loro Mondo. Aurora viene poi rapita da Cora, che cerca di convincerla ad aiutarla e le rivela che c'è un modo per far tornare l'anima di Filippo nel suo corpo, ma lei si rifiuta di collaborare. Mentre è svenuta Uncino le strappa il cuore e poi la sveglia e la libera fingendo di volerla aiutare, ma in realtà è solo un modo per far sì che possa essere controllata da Cora per scoprire gli spostamenti di Mulan, Mary Margaret e Emma. Riavrà il cuore in seguito grazie a Mulan, una volta che Mary Margaret, Emma, Uncino e Cora saranno partiti per giungere al Mondo reale. Basandosi su quello che le aveva rivelato Cora, insieme a Mulan riesce a far ritornare l'anima di Filippo nel suo corpo. I due si sposeranno, e nella terza stagione si scoprirà incinta di Filippo, darà successivamente alla luce un figlio che chiamerà come il padre. Successivamente Aurora e Filippo verranno minacciati da Zelena perché non rivelino niente di lei quando tutti ritorneranno nel mondo delle fiabe; Aurora però cercherà di avvertire Biancaneve e Azzurro. Per questo Zelena trasformerà lei e Filippo in scimmie volanti al suo servizio; una volta sconfitta Zelena riottengono il loro aspetto.

#### Principe Filippo

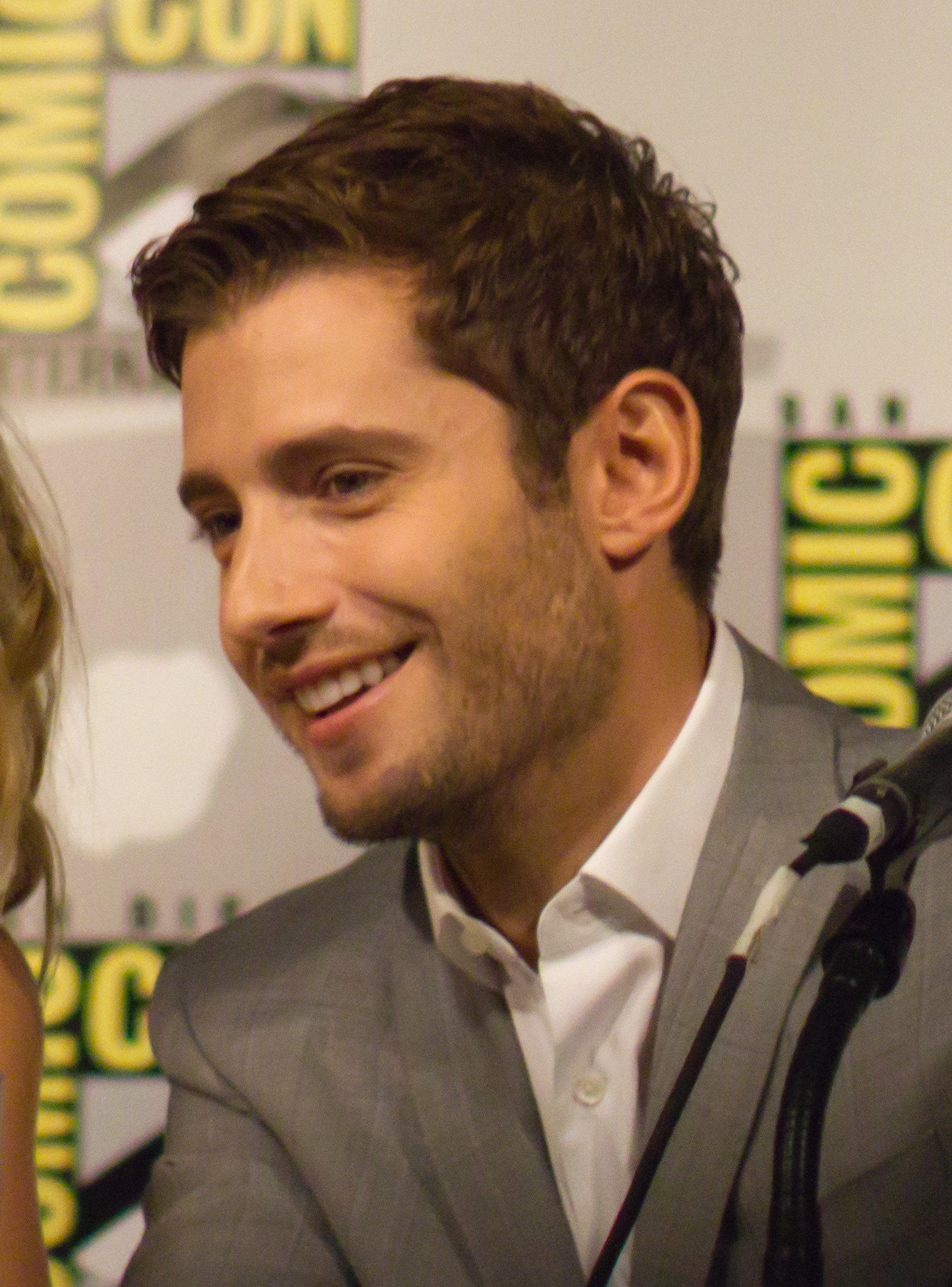
Julian Morris interpreta il principe Filippo

Il principe Filippo (Julian Morris) è il vero amore della principessa Aurora (la Bella Addormentata). Oltre ad avere colpito Aurora con l'incantesimo del sonno la malvagia Strega Malefica aveva trasformato Filippo in un mostro chiamato Yaoguai. Filippo viene aiutato da Belle, che usando la polvere di fata riesce a fargli riavere la sua forma umana. Il principe si unisce poi a Mulan per ritrovare Aurora. Quando viene scagliato il sortilegio coloro che vengono risparmiati rimangono congelati nel tempo per 28 anni. Dopo che il sortilegio viene spezzato il tempo riparte e Filippo riesce finalmente a liberare Aurora dall'incantesimo del sonno con il Bacio del Vero Amore. Tuttavia, poco dopo uno spettro marchia il principe e gli strappa l'anima. In seguito, Cora rivela ad Aurora che l'anima di Filippo era stata soltanto trasportata in un altro mondo e poteva essere riportata indietro. Aurora e Mulan riescono così a salvare Filippo restituendogli l'anima e Aurora e Filippo finalmente possono sposarsi. Successivamente Aurora, Filippo e Mulan trovano Neal Cassidy (Baelfire) ferito, e lo aiutano a trovare Emma e Henry. In seguito Filippo e Aurora hanno un figlio.
Aurora e Filippo accolgono poi gli abitanti di Storybrooke nella Foresta Incantata al loro arrivo, dopo che la maledizione di Peter Pan li porta di nuovo nel loro mondo. Prima che venisse spezzato il sortilegio, essi erano sotto la protezione di Zelena, la malvagia Strega dell'Ovest, ma quando loro avvertono Biancaneve e il Principe Azzurro che la strega aveva intenzione di rapire il loro figlio, lei li trasforma in scimmie volanti. Dopo la sconfitta di Zelena, i due riprendono la loro forma umana e iniziano a vivere a Storybrooke.

#### Mulan

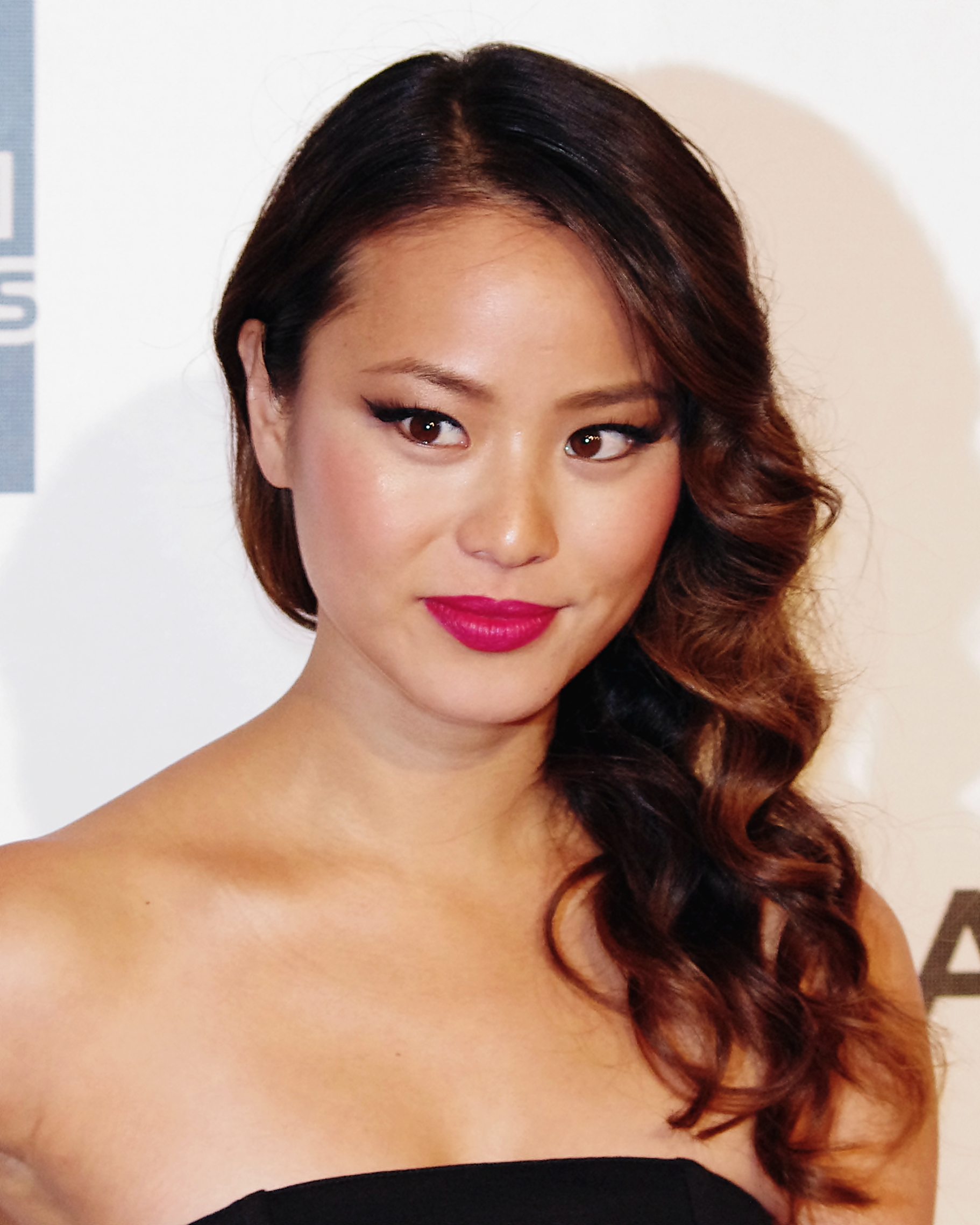
Jamie Chung interpreta Mulan

Mulan (Jamie Chung) è una giovane guerriera proveniente da un lontano regno orientale del Mondo delle Fiabe. Di spirito nobile, focoso, è audace, leale, saggia (conosce molto bene i mostri e le creature che infestano i vari regni), conosce il combattimento e le tecniche di sopravvivenza. Impegnata nella ricerca di una creatura bestiale di fuoco che terrorizzava il suo villaggio, incontra Belle impegnata, alla ricerca di una sua personale avventura, nella caccia dello stesso mostro. Grazie a lei, riesce a catturare il mostro, ma sempre grazie a Belle scopre che la bestia non era altro che un uomo trasformato da un sortilegio in tale creatura: il principe Filippo. Dopo questa avventura, si lega fedelmente al principe. Si attiva nel campo di rifugiati della terra sopravvissuta al sortilegio finché con il principe non riesce a salvare la principessa Aurora, la Bella addormentata, dall'incantesimo del sonno lanciatole da Malefica (la stessa che aveva trasformato in mostro il principe). In seguito Filippo viene attaccato da uno spettro evocato all'arrivo di Emma e Mary Margaret nel Mondo delle Fiabe, che gli strappa l'anima lasciando solo il suo corpo esanime. Mulan si dimostra leale e protettiva nei confronti della principessa e fredda nei confronti delle due donne. Dopo averle ricondotte all'accampamento le aiuterà a raggiungere il loro Mondo, mantenendo però come priorità la salvaguardia di Aurora: più volte si scontrerà con loro per l'incolumità della principessa (come quando la vede ferita per i viaggi della sua anima nel Mondo di fuoco, o quando viene rapita da Cora). Alla fine, dopo la partenza di Emma e Mary Margaret, aiuta Aurora a riavere il suo cuore (sottrattole da Cora ed Uncino per controllare le mosse del gruppo), e insieme a lei, basandosi su una rivelazione fatta da Cora, riuscirà a salvare Filippo restituendogli l'anima. Riappare con Aurora e Filippo in soccorso di Neal, finito nel loro mondo. Lo aiuterà, insieme a Robin Hood, all'inizio della terza stagione ad arrivare sull'Isola che non c'è dalla sua famiglia. Nella stessa stagione si scopre che Mulan ha sviluppato dei sentimenti d'amore per Filippo,ma, dopo avere saputo che la Aurora è incinta di Filippo, terrà nascosti i suoi sentimenti e si unirà al gruppo di Robin Hood. Si viene a sapere che lei è stata la mentore di Merida ed è riuscita a farla diventare una perfetta guerriera. È amica di Ruby e insieme cercano di fermare Artù e Zelena scoprendo anche insieme alle sue due amiche che Artù ha ucciso il padre della sua allieva. Ricompare con Ruby nel mondo di Oz per aiutare Dorothy a uccidere Zelena una volta per tutte.

#### Spugna
Spugna (Chris Gauthier) il cui vero nome è William Smee, è un membro della ciurma del pirata Uncino, nonché primo nostromo. Prima di entrare a far parte della ciurma, cercava di impossessarsi di gioielli rubandoli. Un giorno incontrò per puro caso ad una caverna Tremotino dove gli propose di aiutarlo a rubare oro da un pirata (che era Uncino). Il Signore Oscuro decise di aiutarlo. Dopo l'incontro tra Uncino e Tremotino, Spugna venne scoperto a bordo della Jolly Roger e Uncino gli propose di unirsi a lui oppure di morire. Spugna decise di unirsi a Capitan Uncino. A bordo della Jolly Roger navigarono fino a raggiungere anche l'Isola che non c'è.
Spugna viene poi inviato a Storybrooke a causa del sortilegio di Regina e riacquista la memoria dopo che Emma lo spezza. Viene ingaggiato dal padre di Belle per far oltrepassare a sua figlia il confine della città e farle perdere la memoria su Tremotino. Quando Uncino raggiunge Storybrooke insieme a Cora, lo aiuta prendendo la sciarpa di Baelfire, ma viene scoperto dal Signore Oscuro che lo trasforma in un topolino. Quando Peter Pan lancia il sortilegio facendo ritornare tutti nella Foresta Incantata, Spugna ritorna umano. Insieme a Uncino ricrea la ciurma e cominciano a saccheggiare carrozze. In seguito, aiuta il suo capitano a riprendere la Jolly Roger dal pirata Barbanera. Quando Biancaneve lancia il sortilegio, ritorna a Storybrooke insieme a tutti gli abitanti della Foresta Incantata non ricordandosi dell'anno mancante.

#### Owen Flynn

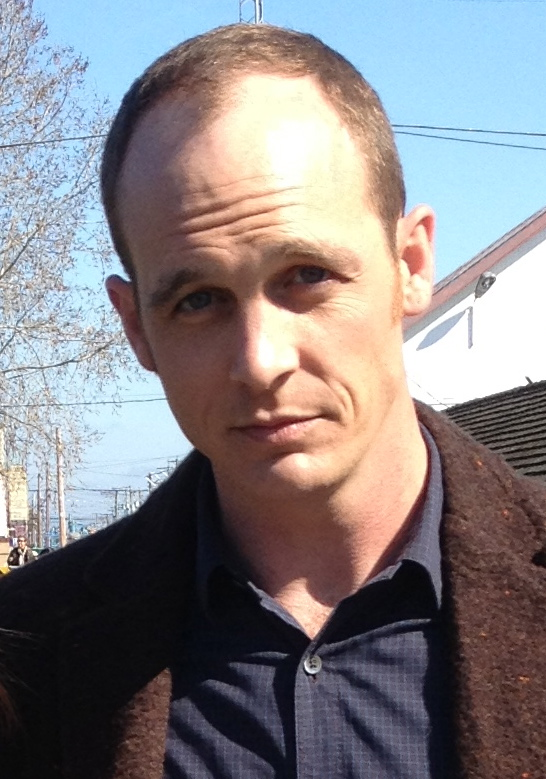
Ethan Embry interpreta Greg Mendell

Owen Flynn (Ethan Embry, Benjamin James Stockham da giovane) era un giovane ragazzo che, con il padre Kurt, si trovava accampato nei boschi del Maine nel 1983, la notte in cui venne scagliato il sortilegio. Quando al mattino i due si svegliarono, si ritrovarono a Storybrooke, dove conobbero Regina che si affezionò molto a loro. Quando però seppe che stavano per andarsene, la donna cercò di costringerli con la forza a rimanere a Storybrooke. Owen scappò dopo che Kurt venne falsamente arrestato dallo sceriffo Graham controllato da Regina e giurò di ritrovare suo padre.
Trent'anni dopo un uomo ha un incidente con la sua macchina a Storybrooke; il suo nome è Greg Mendell ma in realtà si tratta di Owen. Il suo nome è un riferimento allo scienziato genetista, Gregor Mendel. Ignari di tutto, quando Greg viene portato in ospedale, gli abitanti discutono se sia il caso di salvargli la sua vita con il rischio che la verità su Storybrooke sia rivelata al mondo esterno. Egli viene infine salvato e rimane in città per indagare sugli strani avvenimenti di Storybrooke. Regina alla fine viene a sapere dell'identità di Greg dicendogli di lasciare la città. Greg la ignora e si rivela avere un'alleata in Tamara, la fidanzata di Neal Cassidy; i due fanno parte di un gruppo che vuole distruggere la magia. I due rapiscono Regina e Greg la tortura per conoscere la sorte di suo padre; lei alla fine gli dice che l'ha ucciso. Greg cerca di uccidere Regina, ma scappa quando David Nolan (il Principe Azzurro) lo rintraccia. Greg e Tamara poi innescano un dispositivo capace di distruggere Storybrooke, ma il loro piano viene sventato. I due però rapiscono Henry Mills e, tramite un fagiolo magico, scappano sull'Isola che non c'è, anche se al momento dell'arrivo si rendono conto di essere stati ingannati e manipolati da Peter Pan. Quando si confronta con i Bimbi Sperduti, la coppia si rifiuta di consegnare loro Henry e l'Ombra strappa l'ombra di Greg dal suo corpo uccidendolo all'istante.

#### Tamara

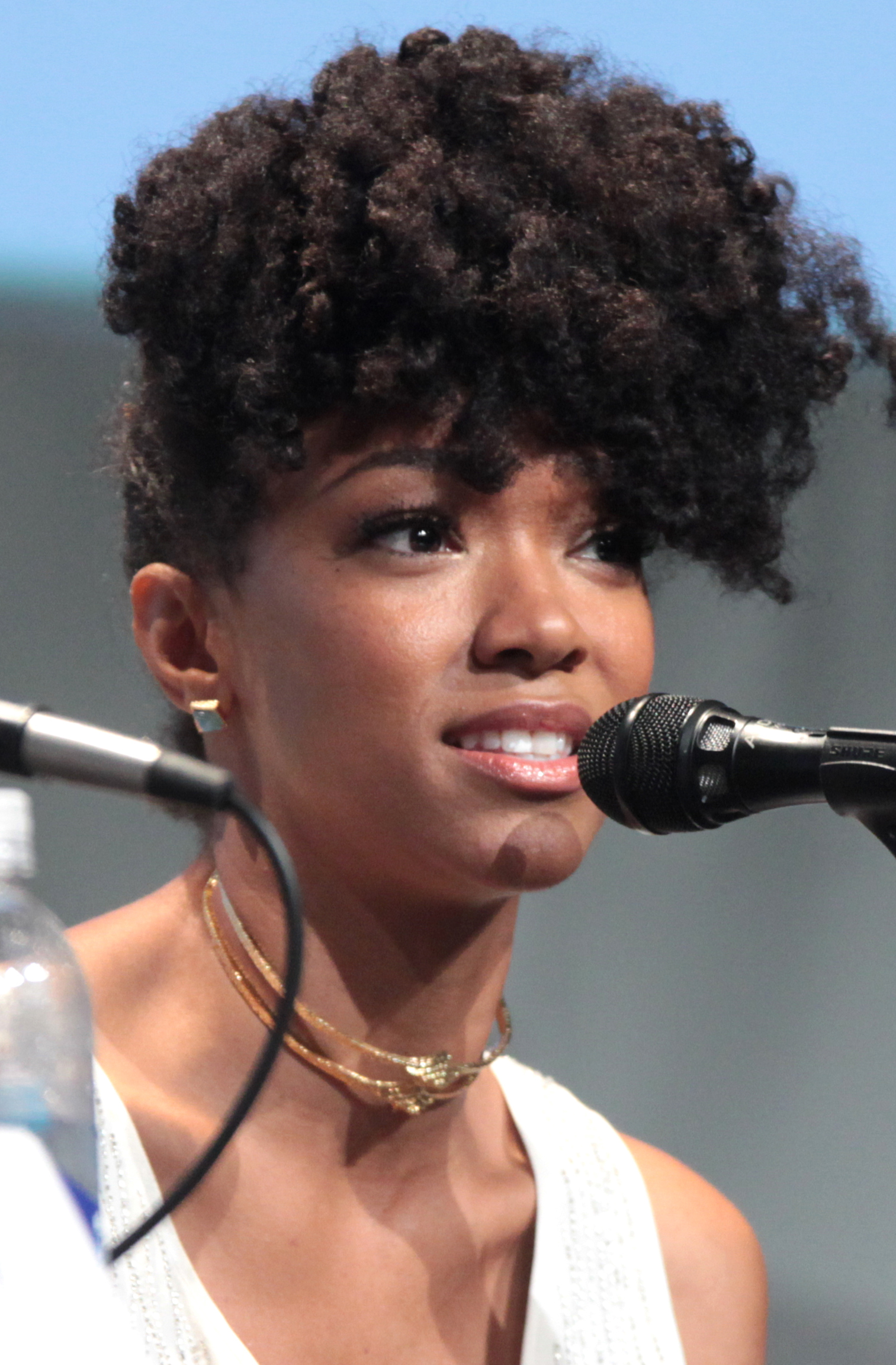
Sonequa Martin-Green interpreta Tamara

Tamara (Sonequa Martin-Green) è una giovane donna, fidanzata di Neal, determinata a eliminare dal mondo la magia, vista come empia. Conosce August quando questo comincia a ritrasformarsi in burattino in seguito all'indebolimento del Sortilegio: anche lei si era recata ad Hong Kong in visita al guaritore cinese (chiamato Dragone). August le ruba dei soldi per pagarsi una pozione che possa bloccarne il processo di ritrasformazione, ma Tamara lo trova subito dopo, inseguendolo e appropriandosi della pozione. Ritorna poi dal guaritore e lo uccide. Poi, tempo dopo, scopre August parlare con Neal a New York, e diventa così la fidanzata di quest'ultimo. Quando Neal torna con Emma, il figlio Henry e il signor Gold, su invito del fidanzato, arriva anche lei a Storybrooke. Finge di non credere alla verità che Neal le aveva raccontato su Storybrooke e ritrova August completamente di legno. Lo spinge ad allontanarsi dalla città, in quanto ammette di essere profondamente interessata alla magia, ma quando questi scopre, durante la fuga, che è stata lei ad uccidere il Dragone l'anno prima, e temendo per Emma, lei lo attacca, ferendolo ed uccidendolo. Quando August viene trasformato di nuovo in bambino dalla Fata Turchina, Tamara comunque non viene scoperta, in quanto August aveva perso i suoi ricordi dopo la trasformazione; la donna può così visitare Owen, il suo vero amante. I due infatti fanno parte di un gruppo che vuole distruggere la magia; con l'aiuto di Uncino, scoprono il piano di Regina di distruggere la città, la rapiscono e decidono di sfruttarla a loro vantaggio tentando di distruggere tutto. Scoperti, Tamara e Greg scappano e rapiscono Henry dopo che Tamara ricorda che la loro organizzazione cercava da tempo un bambino con il suo volto. Tamara e Greg scappano sull'Isola che non c'è dove scoprono che in realtà erano sempre stati pedine di Peter Pan; Tamara assiste alla morte di Greg ucciso dall'ombra di Pan mentre lei viene ferita da una freccia avvelenata. Sarà Tremotino poco dopo a darle il colpo di grazia, strappandole il cuore, per vendicare Neal.

#### Milah
Milah, ex-moglie di Tremotino, madre di Bealfire e amante di Capitan Uncino/Killian Jones. Odiava essere sposata con Tremotino a causa della sua reputazione di codardo e dopo aver incontrato Uncino, decise di fuggire con lui per vivere una vita piena di avventure. Verrà uccisa molti anni dopo da Tremotino, divenuto il Signore Oscuro. I due si rincontreranno nell'Ade e lui le presenta Emma come ex-fidanzata di Bealfire e le dice che l'hanno resa nonna di Henry. Milah aiuta i due a ritrovare Killian, ma Ade costringe il Signore Oscuro a scegliere tra Milah e il figlio che Belle aspetta da lui. Tremotino cede al ricatto di Ade e con la sua magia manda Milah nel fiume delle Anime Perdute dove resterà per sempre.

#### Anton
Anton (Jorge Garcia) era un gigante che viveva con la sua famiglia in un castello sopra le nuvole dove coltivavano i fagioli magici, capaci di aprire portali nei vari mondi. Soprannominato "Scricciolo" perché il più piccolo della famiglia, viene schernito dai fratelli per il suo interesse verso gli umani da cui il padre Arlo lo mette in guardia. Anton tuttavia discese dalla pianta ad osservare gli umani ed incontrò il principe James (fratello gemello di David) e la sua amante Jaqueline detta Jack. James si guadagnò la sua fiducia e gli raccontò dei debiti del regno, ma in realtà egli puntava ad impossessarsi dei fagioli magici e appena Anton risalì sulla pianta ne approfittò per mandare il suo esercito. Sotto ordine del padre, Anton distrusse la piantagioni per evitare cadessero nelle loro mani e vide morire il padre avvelenato dalla spada di Jack, uccisa a sua volta dal gigante mentre James scappò. Anton rimase solo.

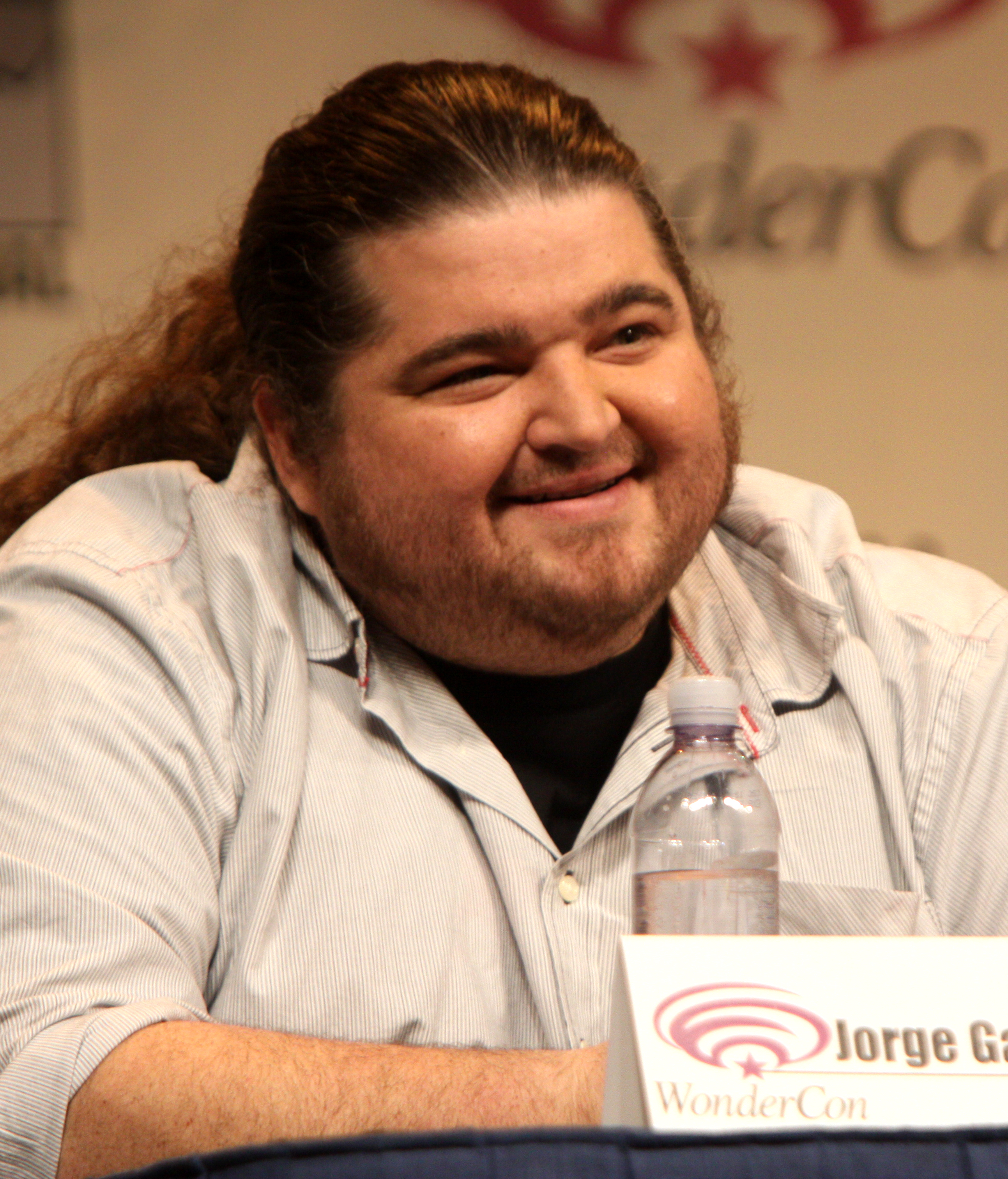
Jorge Garcia interpreta Anton

Nel presente Emma e Uncino scalano la pianta per recuperare una bussola magica, necessaria per il viaggio tra i mondi. Addormentano Anton che però si sveglia e li attacca. Emma lo fa cadere in una trappola, ma gli risparmia la vita dimostrandogli che gli umani che non sono tutti uguali. Liberatosi, Anton accetta di lasciarla andare e trattenere Uncino per un po' sotto richiesta della donna. Il gigante verrà poi trasformato in un umano da Cora e portato nel mondo senza magia dentro la nave da Uncino. Scoperto da Mary Margaret e David attaccherà quest'ultimo scambiandolo per il fratello gemello James. Grazie a un fungo datogli da Regina riacquisterà le sembianze di gigante attaccando i cittadini di Storybrooke non credendo alla storia dei gemelli. Quando però l'effetto del fungo svanirà e lui stesso rischierà la vita, David lo salverà dimostrandogli che è diverso dal fratello. Anton diventerà loro amico mostrando un germoglio con il quale coltivare i fagioli magici per tornare a casa; verrà accolto dai sette nani come uno di loro con il piccone che gli darà il nome di Scricciolo.

#### Jack
Jacqueline, chiamata Jack, è un'avvenente ragazza, amante del malvagio principe James. Scopre l'utilizzo dei fagioli magici per viaggiare in diversi mondi.

#### Eva

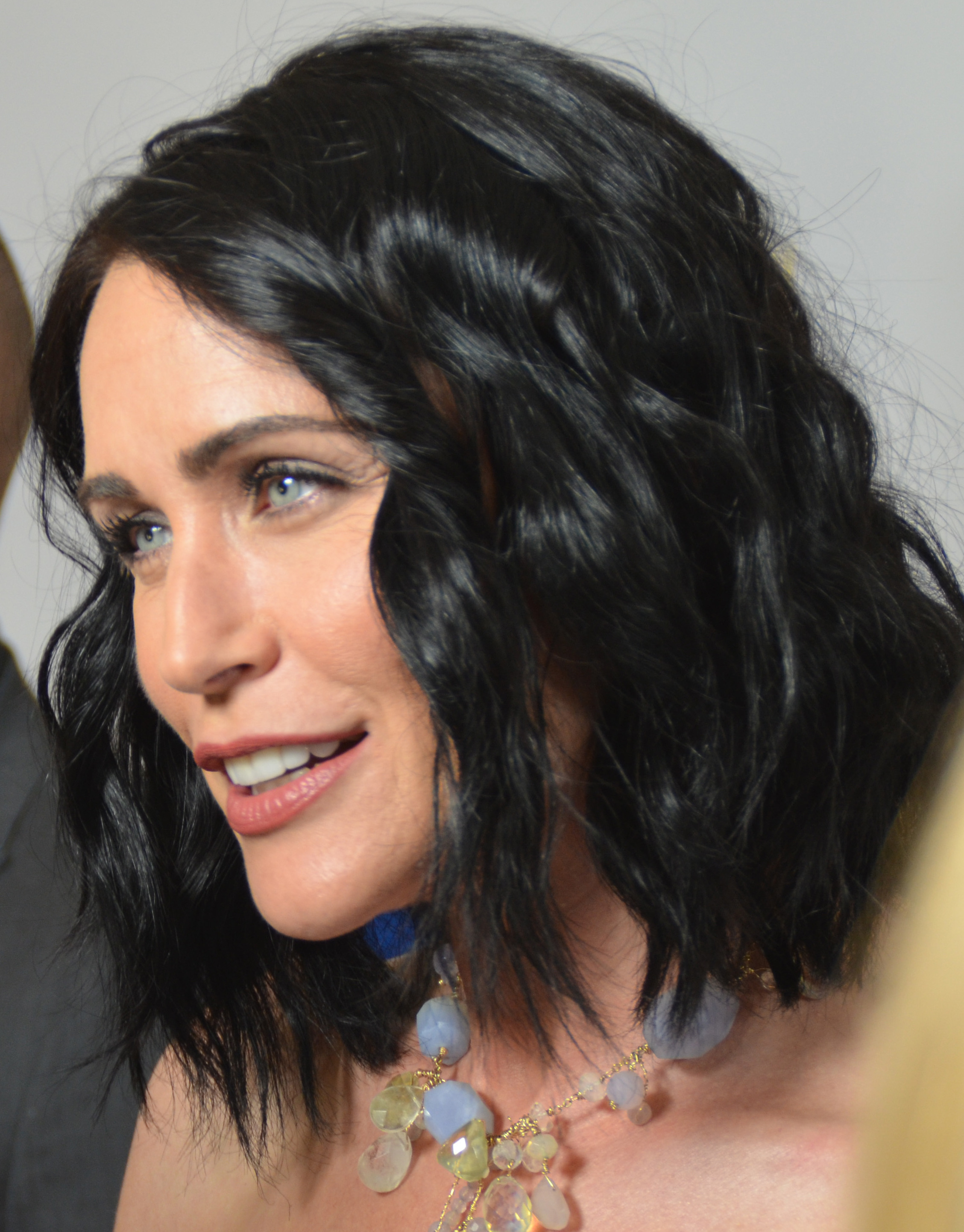
Rena Sofer interpreta la regina Eva

Eva è la madre di Biancaneve e moglie del Re Leopold, con la quale aveva un matrimonio combinato da giovane. Quando Cora rimane incinta di Zelena, Eva lo scopre e ne informa il re, che era innamorato di lei e che dopo aver saputo della gravidanza la rifiuta. Per vendicarsi, Cora ucciderà la regina Eva.

#### Xavier
Xavier è il padre del principe Henry e nonno di Regina. Acconsente a far sposare Henry con Cora dopo averla vista trasformare la paglia in oro.

#### Anita Lucas
Anita è la madre lupo mannaro di Cappuccetto Rosso, che tenta invano di reclutare la figlia nel suo branco di assassini e la incinta a uccidere Biancaneve.

#### Grace/Paige
Grace è la figlia del Cappellaio Matto, riacquista i ricordi come tutti gli altri personaggi di fiabe subito dopo che il Sortilegio di Regina viene spezzato e si riavvicina al padre grazie all'aiuto di Henry e David.

#### Kurt Flynn
Kurt Flynn è il padre di Owen Flynn, uomo terrestre che finisce per caso a Storybrooke. Fatto che sarà la sua condanna.

#### Dragone
Il Dragone è il curatore nel mondo reale, sfidato da Tamara. Ha aiutato August Boot. Esercita la magia anche nel mondo reale. Ha la capacità di trasformarsi in un drago come Malefica e sua figlia Lili.

#### Sceriffo di Nottingham
Lo Sceriffo di Nottingham insegue Robin Hood.

#### Famiglia Darling
È una famiglia inglese della Londra edoardiana che vive nel quartiere di Bloomsbury, composta da Agenore e Mary insieme ai figli Wendy, John e Michael.

##### Wendy

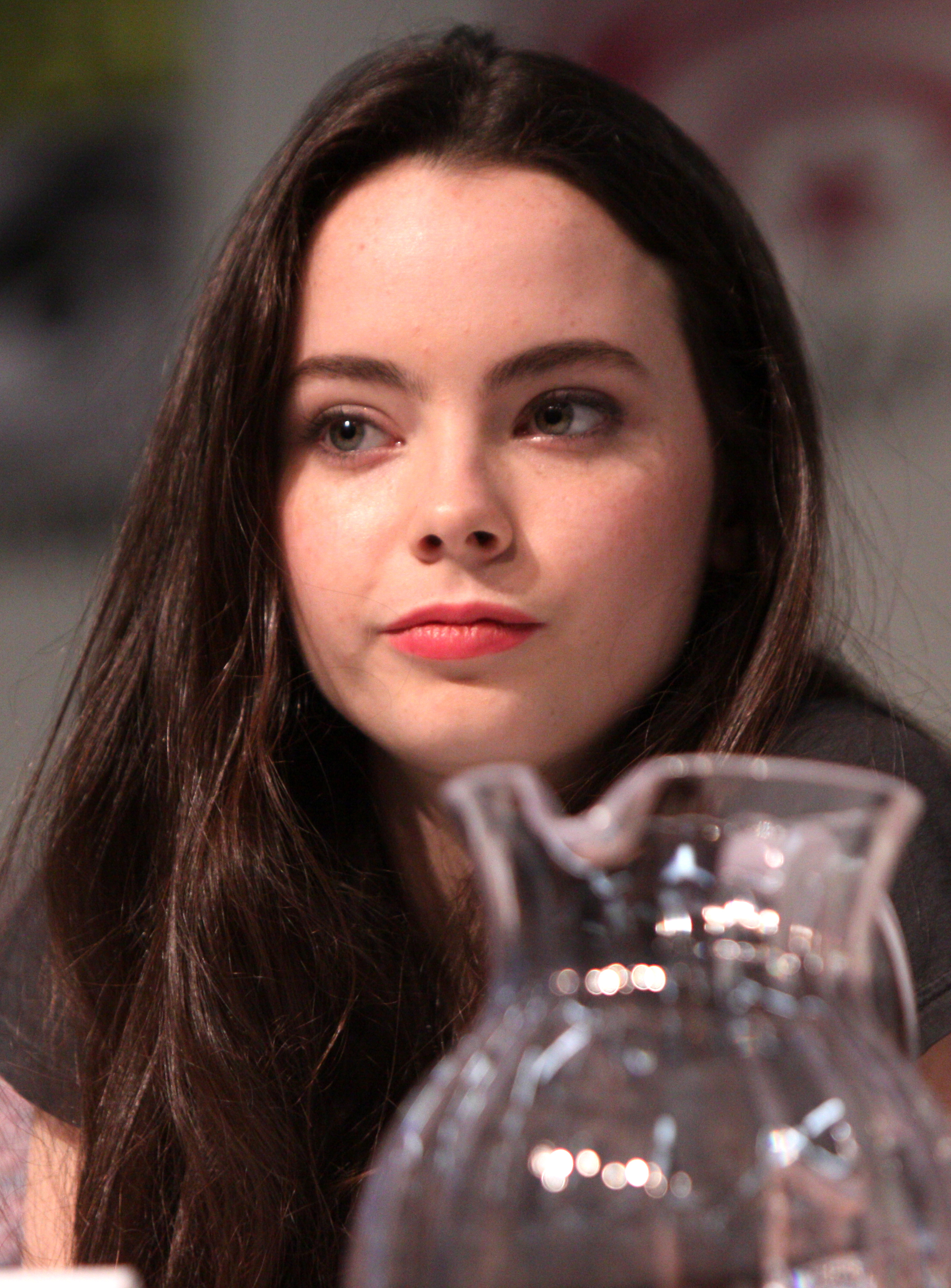
Freya Tingley interpreta Wendy

Wendy Darling protegge i fratelli John e Michael dalla grinfie dell'ombra di Peter Pan.

##### John
John Darling, fratello di Wendy Darling.

##### Michael
Michael Darling, fratello di Wendy Darling.

### Introdotti nella terza stagione

#### Ragazzi perduti
I Ragazzi perduti sono gli abitanti dell'Isola che non c'è.

##### Felix
Felix (guest stagione 2) è il braccio destro di Peter Pan. Viene sacrificato da Peter Pan stesso.

#### Peter Pan

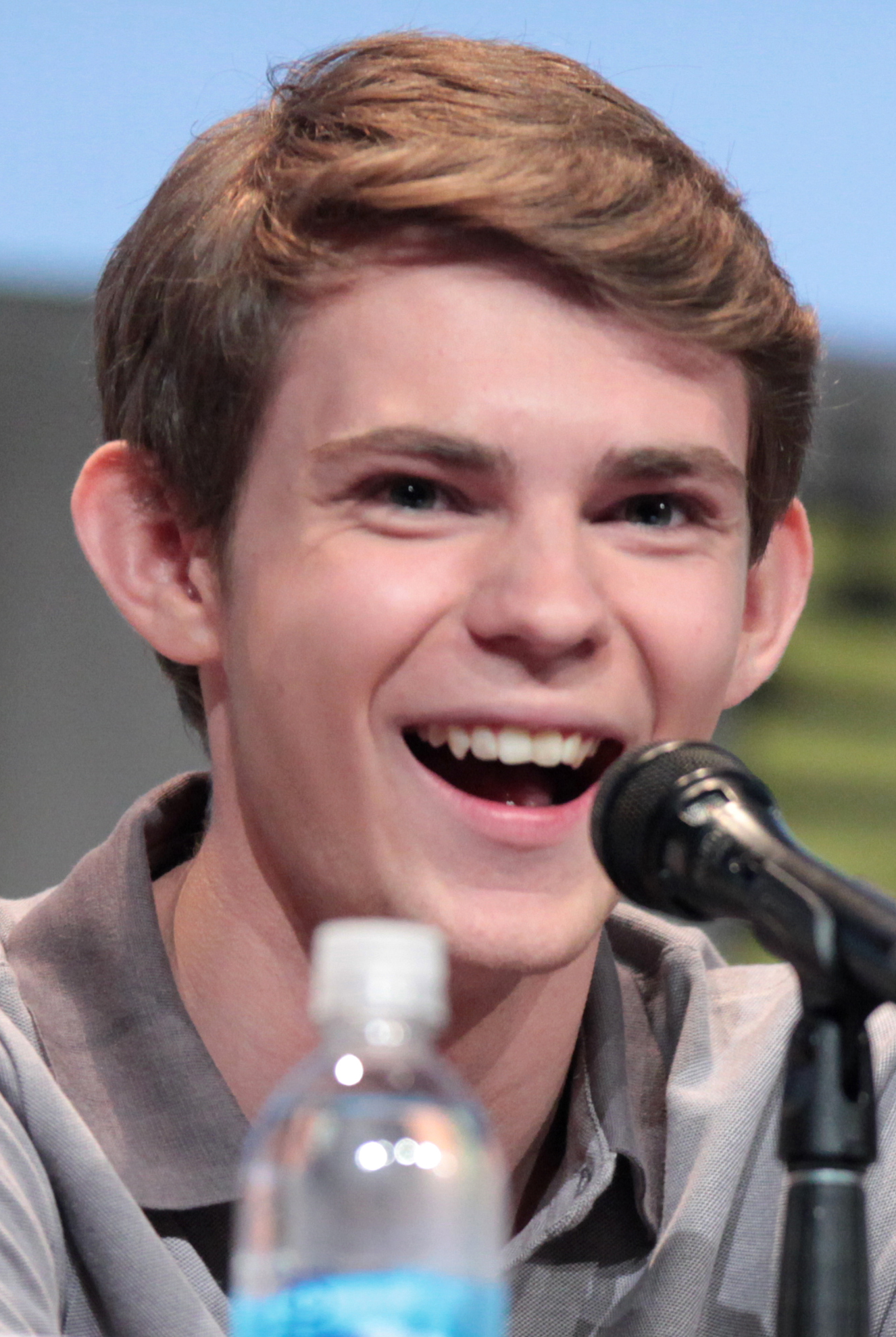
Robbie Kay interpreta Peter Pan

Peter Pan (Robbie Kay, Stephen Lord da adulto) era in origine Malcolm, padre di Tremotino. Lo ha sempre considerato il responsabile della perdita della sua amata moglie, per questo ha dato un nome insolito e crudele al figlio. Per fuggire dalla propria vita dissoluta aprì un portale con un fagiolo magico (regalato a Tremotino dalle filatrici a cui era stato affidato) e vi entrò con il figlio. Il portale li trasportò sull'Isola che non c'è, una terra visitata dai bambini durante i loro sogni dove l'immaginazione può far realizzare qualsiasi cosa e dove si può volare. L'unico abitante dell'isola, chiamato solamente "l'Ombra" rivelò a Malcolm che l'isola poteva essere abitata soltanto da bambini e, per ritornare ad esserlo, doveva rinunciare all'unica cosa che un bambino non può avere: un figlio. Malcolm scelse l'Isola abbandonando definitivamente Tremotino (che venne riportato nella Foresta Incantata) e trasformandosi in Peter Pan (il nome che il figlio dava alla bambolina regalata dal padre). Tempo dopo, come Pifferaio Magico, attirò diversi ragazzi, tramite uno strumento musicale magico, che si sentivano poco amati dai genitori (tra di essi c'era anche Baelfire che però fu riportato a casa da suo padre) e li portò sull'Isola che non c'è facendo di loro i Bimbi Sperduti.
Nel presente Peter Pan scopre che il potere dell'isola si sta esaurendo e l'unico modo per rinnovare la sua vita eterna è sacrificare il cuore del vero credente, colui che crede ancora alla magia e al mondo delle fiabe. Il vero credente è Henry e tramite Tamara e Greg (suoi complici ignari della vera natura della missione) riesce a prenderlo in ostaggio. Quando Emma e gli altri vanno sull'isola per salvare Henry, Pan comincia a giocare con loro costringendo Emma ad ammettere di sentirsi un'orfana e manipolando Tremotino tramite la sua ombra che prende la forma di Belle e che cerca di convincerlo a tornare a casa. Egli inoltre fa credere a Henry di essere stato abbandonato e per convincerlo a passare dalla sua parte gli fa incontrare Wendy dicendogli che sta morendo perché la magia dell'isola si è indebolita. Henry viene così imbrogliato e Pan lo convince a consegnargli il suo cuore riguadagnando potere. Quando però intrappola Emma, Mary Margaret e Regina nell'albero dei rimorsi sottovaluta quest'ultima che si libera, non avendo rimorso per le sue azioni, e gli strappa il cuore di Henry. Alla fine sembra che Pan sia stato sconfitto intrappolato nel vaso di Pandora da Gold ma, tornati a Storybrooke, si scopre che l'anima di Pan vive dentro il corpo di Henry mentre è Henry ad essere intrappolato nel vaso (a causa di uno scambio di corpi effettuato da Pan prima di farsi intrappolare). Pan utilizza la sua nuova forma per farsi condurre da Regina alla sua cripta dove ruba la pergamena del sortilegio e si reca al pozzo di Storybrooke dove, sacrificando il suo più leale servitore Felix, lancia nuovamente la maledizione sulla città, che questa volta la distruggerà insieme ai suoi abitanti e non potrà essere spezzata. Quando l'accaduto si svela, Emma riesce a riconoscere suo figlio nel corpo di Pan e Tremotino scambia nuovamente i due corpi riportando tutto alla normalità. Ma Pan riesce a fuggire dal figlio e attacca il resto del gruppo. Tremotino allora si sacrifica pugnalando sé stesso e il padre con il pugnale del Signore Oscuro, uccidendo così entrambi.
Nell'Oltretomba è il proprietario del negozio che è di Tremotino a Stroybrooke. Egli tenta invano di stringere un patto con il figlio affinché lo riporti in vita.

#### Trilli

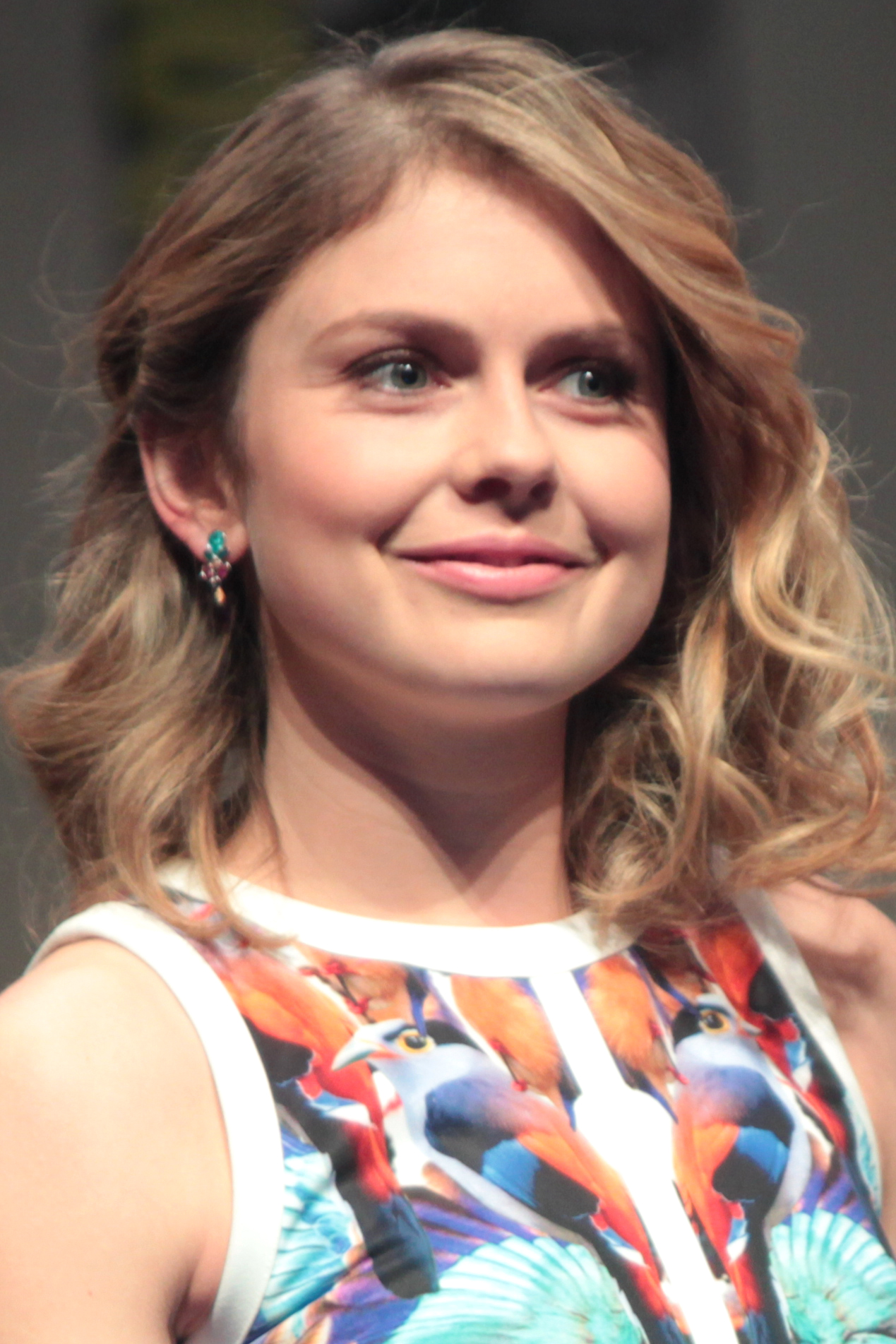
Rose McIver interpreta Trilli

Trilli (Rose McIver), chiamata anche "Verdolina" o "Campanellino", incontrò Regina (quando questa era ancora allieva di Tremotino) salvandole la vita mentre cadeva dal suo palazzo. Dopo che Regina le ebbe raccontato i suoi problemi, Trilli si offrì di aiutarla a trovare un nuovo amore che la rendesse felice usando la polvere magica. Venne però redarguita dalla Fata Turchina, che le ordinò di non aiutare Regina poiché indegna di ricevere aiuto, ma Trilli disobbedì rubando la polvere magica e portando Regina ad una taverna dove le mostrò un uomo, di spalle, con il tatuaggio di un leone sul braccio. Regina però non volle incontrarlo mentendo a Trilli e mandandola via; la fatina venne punita dalla Fata Turchina che le tolse le ali rendendola come gli umani.
Trilli ricompare sull'Isola che non c'è, che è diventata la sua nuova casa nel corso del tempo, dove spia il gruppo di Emma e rapisce Regina per vendicarsi di lei. Regina ammette che quella volta ebbe paura di perdere la sua rabbia e diventare debole, e si strappa il suo stesso cuore mostrandole come diventerebbe il suo se la uccidesse. Regina chiede quindi il suo aiuto per salvare Henry dato che Peter Pan si fida di lei, dicendole che così potrebbe dimostrare di essere ancora una buona fata, ma Trilli è riluttante; sarà poi Mary Margaret a convincerla, invitandola a unirsi a loro e andare a vivere a Storybrooke (capendo come si sentiva avendo vissuto anche lei da sola). Trilli accetta, ma chiede prima al gruppo di trovare un modo per fuggire dall'isola (cosa a cui penserà Baelfire, sua vecchia conoscenza). Una volta a Storybrooke, dopo l'apparente sconfitta di Peter Pan, Trilli si riappacificherà con la Madre Superiora (la Fata Turchina) che però le dirà che dovrà credere di più in sé stessa. Quando questa verrà uccisa dall'ombra di Pan, Trilli riuscirà a distruggere l'ombra utilizzando la polvere magica che le aveva regalato Wendy per volare, facendo così tornare in vita la Fata Turchina che le ridarà le ali visto che ha dimostrato il suo valore. Nella terza stagione scopre che l'uomo con il tatuaggio a forma di leone è Robin Hood e spinge Regina a legare con lui.

#### Allegra Brigata
L'Allegra Brigata è un gruppo di ladri di buon cuore guidato da Robin Hood.

##### Little John
Little John è il fido compagno di Robin Hood.

##### Fra' Tuck
Fra Tuck è un prete compagno di Robin Hood.

##### Roland
Roland è il piccolo figlio di Robin Hood e Lady Marian. Si affeziona a Regina e dopo la morte del padre, torna nella Foresta di Sherwood, dove sarà cresciuto da Little John.

#### Liam Jones
Il capitano Liam Jones è il fratello deceduto di Killian, con cui aveva affrontato Peter Pan. Ha stretto un patto con Ade molto tempo fa per salvare la sua vita e quella di suo fratello in cambio della morte dell'equipaggio del Capitano Long John Silver e di un posto assicurato nella Marina Inglese. Killian scopre il suo segreto nell'Oltretomba e, riuscendo a perdonare suo fratello, Liam riesce a redimere la sua anima. Tuttavia aveva già strappato delle pagine che nascondevano il segreto di Ade.

#### Ariel

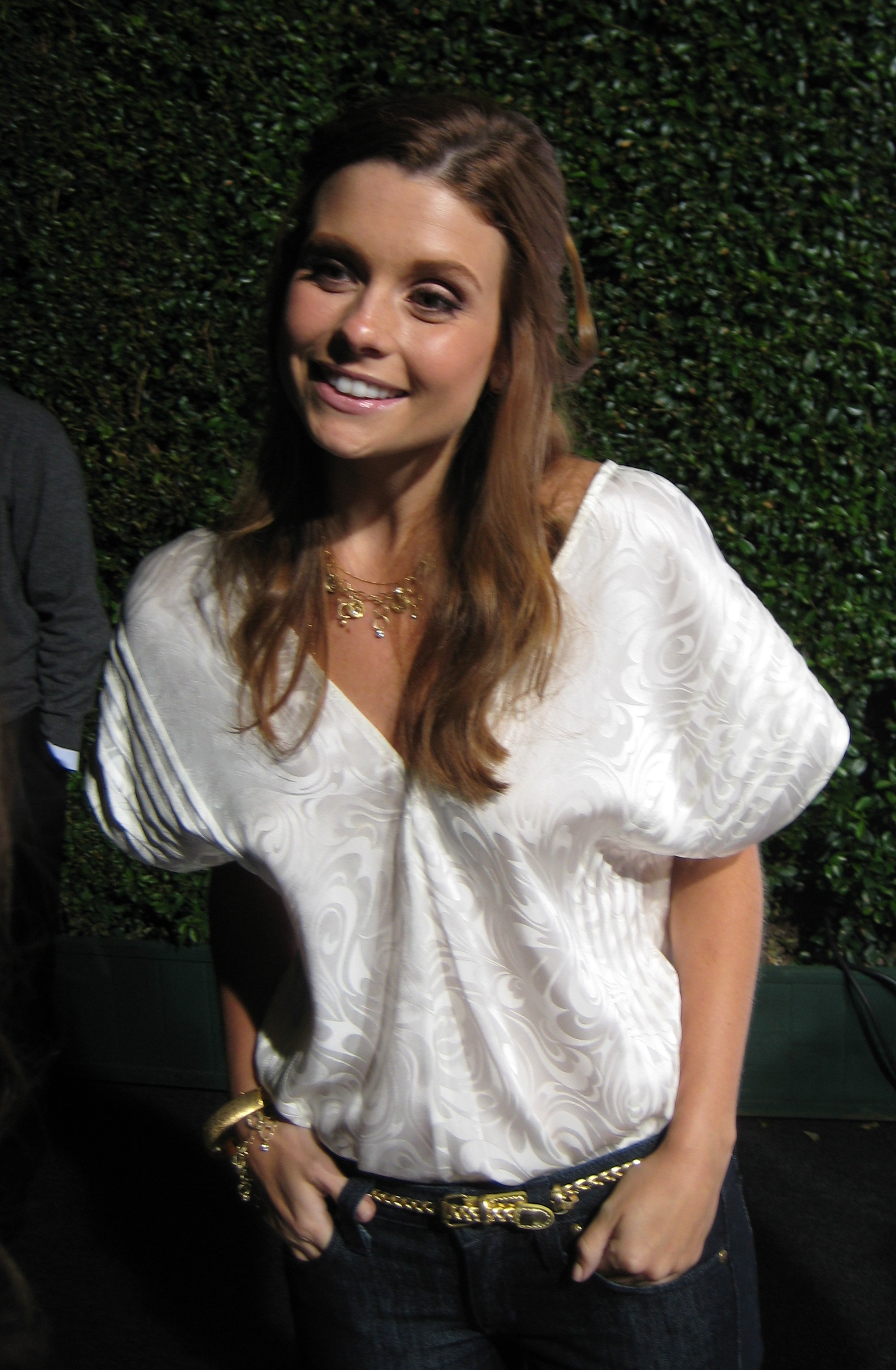
Joanna García interpreta Ariel

Ariel (Joanna García) incontrò Biancaneve nella Foresta Incantata quando la salvò dagli uomini della Regina Cattiva. Ariel le raccontò di come si fosse innamorata di un umano, il principe Eric, che aveva salvato da un naufragio e di come avesse intenzione di partecipare al ballo in suo onore approfittando del fatto che le sirene possono avere le gambe in un determinato periodo di 12 ore, regalo dovuto dall'antica dea del mare Ursula. Al ballo, accompagnata da Biancaneve, incontrò il principe, che le disse di stare per iniziare un viaggio in giro per il mondo e la invitò ad andare con lui, chiedendole di raggiungerlo il giorno della partenza. Non sapendo che fare Ariel invoca l'aiuto di Ursula; si presentò così Regina (travestita da Ursula) che le regalò un bracciale da far mettere a Biancaneve scambiando la sua coda con le gambe di lei. Ciò si rivelò essere un piano di Regina per impedire la fuga di Biancaneve ed Ariel si sacrificò per salvare l'amica; Regina si vendicò della ragazza togliendole la voce quando questa stava per presentarsi ad Eric nella sua forma di sirena.
In seguito Ariel riuscì per un breve periodo a rimediare una collana magica che le restituì la voce. Ariel viaggiò nel lontano regno di Agrabah in cerca di Eric e li si alleò con la principessa Jasmine per trovarlo e fermare il perfido stregone Jafar. Dopo avere apparentemente trovato il principe le due scoprirono che Eric aveva già abbandonato il regno e Jafar le aveva ingannate. Lo stregone rispedì Ariel nel mare e successivamente la sirena perse la collana che le permetteva di parlare.
Sull'Isola che non c'è Regina e Tremotino hanno bisogno di qualcuno che vada a Storybrooke a prendere un oggetto utile a sconfiggere Peter Pan. Dato che le sirene possono attraversare le dimensioni, Regina invoca l'aiuto di Ariel. Restituisce la voce alla sirena regalandole il bracciale che stavolta funzionerà a piacimento della ragazza e le spiega che nella città probabilmente c'è anche Eric. Ariel arriva così a Storybrooke dove dà a Belle un messaggio di Tremotino su dove recuperare l'oggetto (lo scrigno di Pandora). Questo viene però rubato da John e Michael che lavorano al servizio di Peter Pan che tiene in ostaggio la loro sorella Wendy. Le due ragazze riescono a fermarli e convincerli ad aiutarle; Ariel riporta l'oggetto a Tremotino e ritorna a Storybrooke dove Belle le fa incontrare Eric. Nella terza stagione, tornati nella Foresta Incantata, Eric viene rapito da un pirata. Ariel aggredisce Uncino pensando sia lui il colpevole, ma in realtà è Barbanera che ha nascosto il principe su un'isola. Uncino sconfigge Barbanera che però vuole barattare l'ubicazione di Eric con la Jolly Roger; Uncino però rifiuta ed Ariel, sconvolta, lo schiaffeggia dicendo che lo troverà da sola. Ci riuscirà (ignara del fatto che nel frattempo Zelena la impersonerà nella nuova Storybrooke nel mezzo di un piano per ingannare Uncino sfruttando i suoi sensi di colpa) e i due saranno riuniti sull’Isola dell’Impiccato.
Nella quarta stagione Ariel si ritrova nuovamente a Storybrooke dopo essere stata risucchiata da un portale aperto dalla strega Ursula che ha portato lì lei e la Jolly Roger, rimpicciolita dalla regina Elsa di Arendelle per punire Barbanera, che si era riappropriato della nave. Ariel rincontra Uncino e dopo averlo perdonato per i loro trascorsi lo aiuta a restituire il lieto fine a Ursula portando a Storybrooke Poseidone, il padre della strega. Dopo avere salutato Uncino Ariel ritorna da Eric sull’isola.
Nella sesta stagione Ariel vive felice con Eric sull’Isola dell’Impiccato e colleziona una serie di oggetti esotici nella sua capanna. Un giorno riceve la visita di Jasmine, Aladdin e Uncino, che pensano che sull’isola si trovi anche Jafar. Il gruppo scopre così che in un’ampolla custodita nella capanna di Ariel si trova Jafar, trasformato in un genio. Jasmine sfrega l’ampolla liberando il genio e riesce a sconfiggere lo stregone utilizzando una polvere magica. Jasmine ritrova Agrabah, precedentemente trasportata da Jafar nell’anello di lei. Ariel saluta l’amica e dona ad Uncino una conchiglia che gli permette di comunicare con Emma, dalla quale è stato separato. Dopodiché Ariel ritorna ancora una volta da Eric.

#### Eric
Il principe Eric è lo sposo di Ariel.

#### Medusa
Medusa è una gorgone sfidata da Biancaneve e il Principe Azzurro.

#### Mago di Oz
Il Mago di Oz (Christopher Gorham), un uomo di nome Walsh proveniente dal Kansas, spia di Zelena, trasformato da questa in una scimmia volante. Ha svelato a Zelena il suo passato quando si è recata da lui per conoscere i suoi genitori. Dona alla strega un paio di scarpette che, quando batte i tacchi per tre volte, la potranno portare da Tremotino. Spasimante di Emma Swan nel mondo reale, si trasforma in scimmia volante quando rifiuta di sposarlo dopo avere riacquistato la memoria.

#### Barbanera
Barbanera è il pirata (Charles Mesure), nemesi di Capitan Uncino. Si allea con Hans per ottenere il potere su Arendelle.

#### Jonathan
Jonathan è l'amante fedifrago di Cora, padre biologico di Zelena.

#### Glinda
Glinda è una strega (Sunny Mabrey) proveniente da Oz, crede che Zelena sia la prescelta del libro che dovrà distruggere il male superiore ma in realtà si dovrà ricredere per via della natura perfida di Zelena. Conosce Dorothy accogliendola e trattandola come fece con Zelena scatenando l'invidia e la gelosia di quest'ultima, che quindi la esilia da Oz.

#### Rapunzel (Foresta Incantata)
Rapunzel (Alexandra Metz) è una giovane ragazza con lunghi capelli, prigioniera di una strega sulla cima di un'alta torre dove incontrerà il Principe Azzurro. Anch'essa come il principe aveva cercato la Radice della notte. Mentre il Principe è ancora nella torre cercando di salvare la ragazza, arriva la figura incappucciata della strega, che comincia a lottare con il principe. Quando scopre che il personaggio misterioso ha lo stesso aspetto di Rapunzel, il Principe comprende che quella figura è in realtà la propria paura personificata, generata dalla Radice: solo sconfiggendola si possono superare le paure. Alla fine, Rapunzel riesce a disfarsene, e il principe la riaccompagna nel suo regno, dai genitori di lei, il re e la regina.

#### Lumière
Lumière è un uomo intrappolato in un candeliere da Zelena. Finge di aiutare Belle e Bealfire.

#### Neal Nolan
Neal Nolan, secondogenito di Biancaneve e del Principe Azzurro, fratello di Emma e zio di Henry. Quando i genitori sono intrappolati nell'Oltretomba sente le loro voci attraverso un particolare telefono.

### Introdotti nella quarta stagione

#### Lady Marian
Lady Marian (guest stagione 2,3 - Christie Laing) è la moglie di Robin Hood. Madre di Roland, viene uccisa da Zelena, nel viaggio temporale di Emma e Uncino, mentre era prigioniera della Regina Cattiva.
Zelena prenderà poi le sue sembianze con lo scopo di dividere Regina e Robin.

#### Elsa

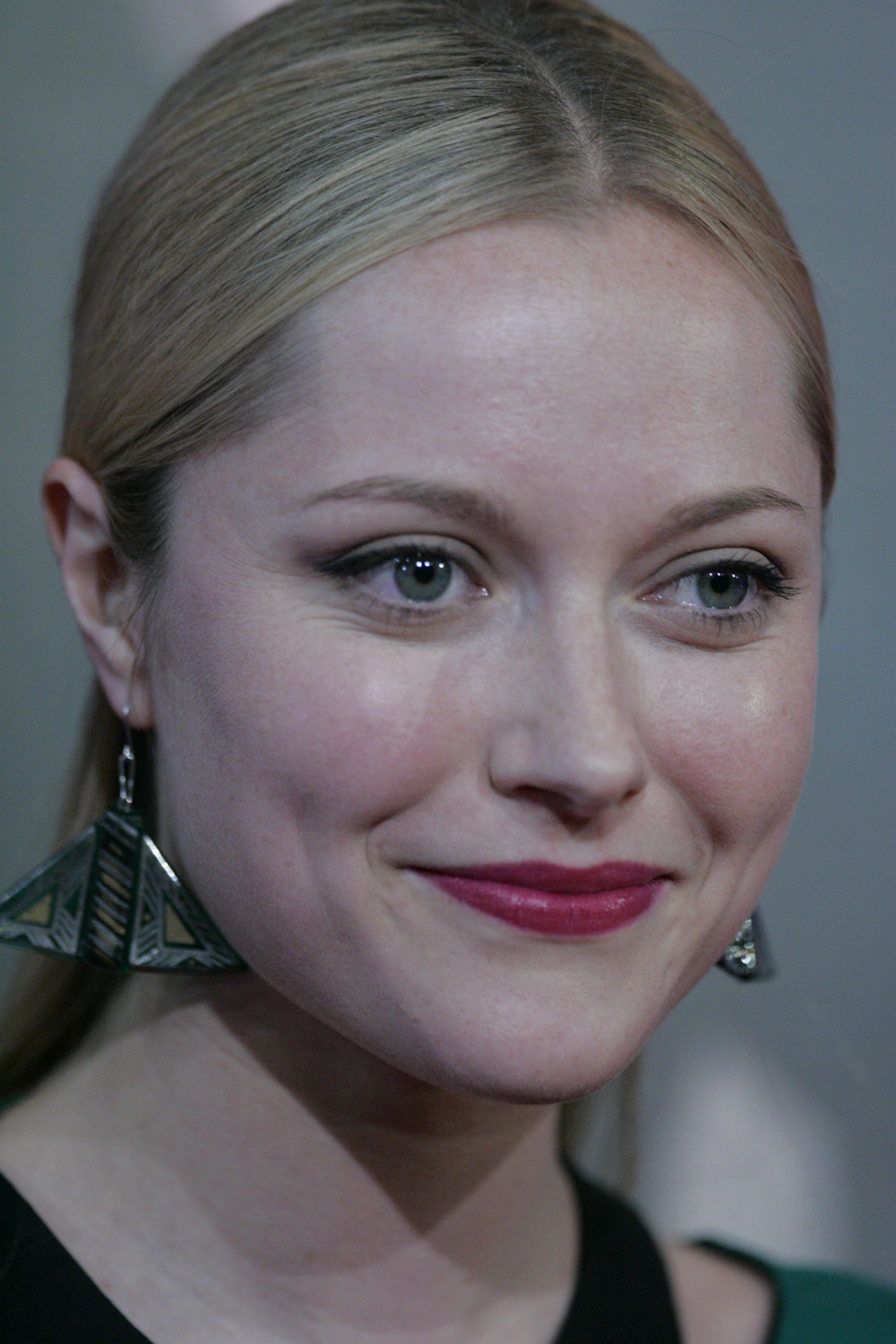
Georgina Haig interpreta Elsa

La Regina Elsa (Georgina Haig) è una misteriosa donna portata nel presente da Emma nella puntata conclusiva della terza stagione. Era imprigionata in un'urna nella cripta dove Tremotino, ancora Signore Oscuro, conservava la magia che nemmeno lui poteva governare. Elsa ha il potere della criocinesi, ossia la capacità di creare ghiaccio e neve dal proprio corpo, potere che viene accentuato quando la ragazza è preoccupata o spaventata.
È la figlia maggiore del re e della regina di Arendelle, i quali scompaiono in un naufragio durante un viaggio via nave in direzione della Foresta Incantata, terra nella quale sperano di trovare una cura per i poteri incontrollati della figlia. Elsa scopre il vero scopo della loro missione solo cinque anni dopo l'incidente accollandosi così la colpa della loro prematura scomparsa. Al suo arrivo a Storybrooke, spaventata e confusa, crea un grande ed aggressivo pupazzo di neve per difendersi. Dopo aver ritrovato nel negozio di Mr. Gold il ciondolo della sorella Anna, scomparsa dal loro mondo dopo essere partita per la Foresta Incantata con la speranza di risolvere il problema della sorella e di scoprire la verità sulla missione dei genitori, crea una barriera di ghiaccio intorno alla città di Storybrooke per impedire a chiunque di uscirne. Dopo che David riesce a tranquillizzarla gli abitanti della città decidono di aiutarla a ritrovare la sorella.

#### Anna
La Principessa Anna (Elizabeth Lail) è la figlia secondogenita del Re e della Regina di Arendelle, sorella di Elsa. Dopo la scoperta del diario della madre e della verità sulla missione dei genitori nella Foresta Incantata, la ragazza decide di partire con una nave per raggiungere quella terra lontana e portare a termine la missione lasciata incompiuta dai defunti genitori: trovare una cura per i poteri incontrollati della sorella maggiore. Dopo avere fatto conoscenza e amicizia con il Principe Azzurro, lo aiuta a sconfiggere Bo Peep; in cambio, le viene suggerito di cercare Tremotino, il Signore Oscuro dotato di fenomenali poteri magici, in grado forse di aiutare la sorella a controllare la propria magia.

#### Kristoff
Kristoff (Scott Michael Foster) è il fidanzato della principessa Anna. Conosce David.

#### Regina delle Nevi

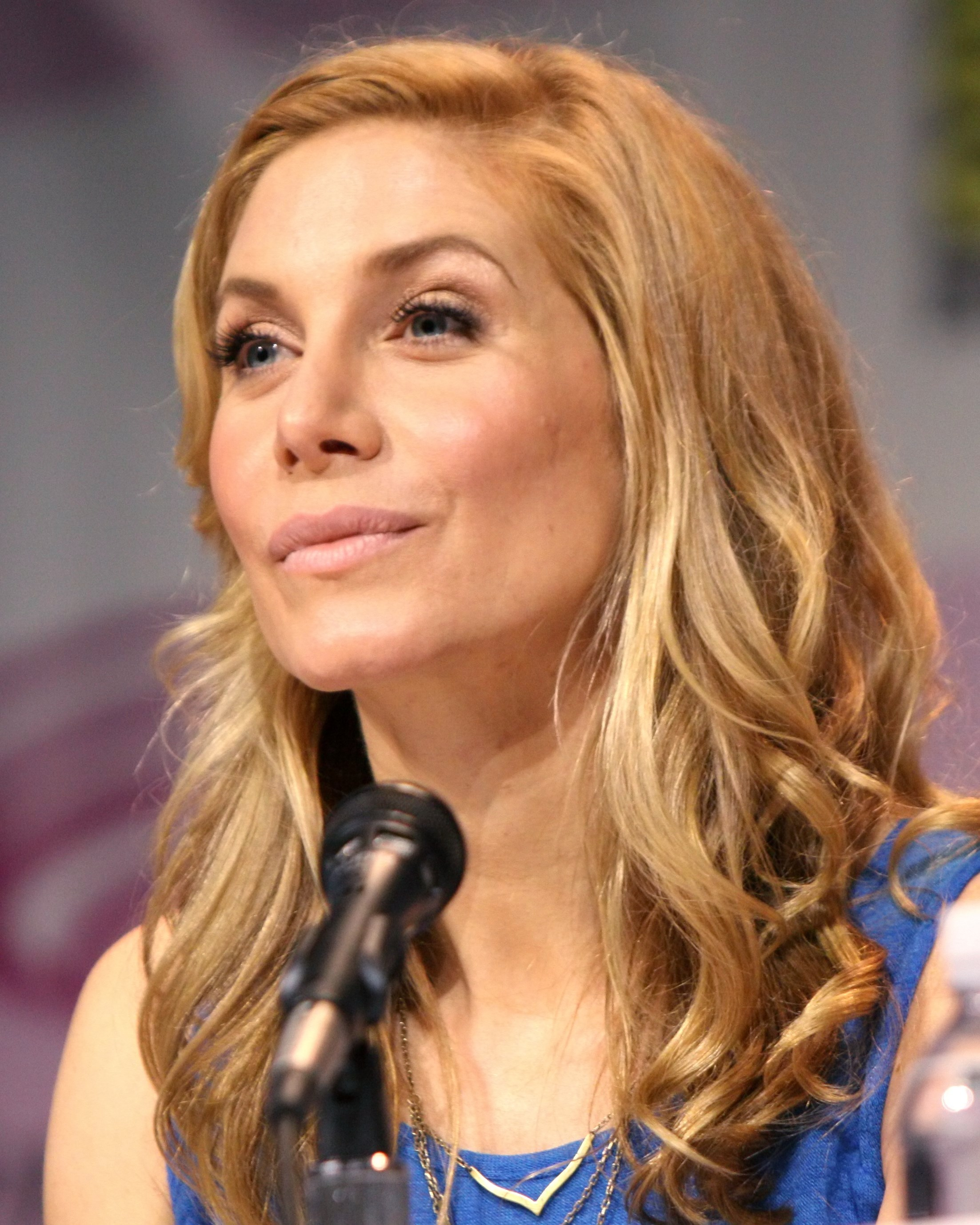
Elizabeth Mitchell interpreta la Regina delle Nevi

La Regina delle Nevi, Ingrid (Elizabeth Mitchell), è l'antagonista principale della prima metà della quarta stagione. Nella Terra del Nord era intrappolata in un'urna. Una volta liberata dal cattivo principe Hans, desideroso di imprigionare Elsa e rubarle il regno di Arendelle, lo congela con poteri uguali a quelli di Elsa. La Regina rivela di essere la sorella della defunta madre di Elsa e Anna e si mostra disposta ad aiutare Elsa a ritrovare Anna. La Regina però non crede che la ragazza sia andata nella foresta incantata per aiutare la sorella, ma per toglierle i poteri come stavano facendo i loro genitori, quindi quando la trova la rinchiude nelle segrete accusandola di voler togliere i poteri a lei ed Elsa con il cappello di Merlino sottratto al Signore Oscuro. Elsa non le crede e progetta con Anna di imprigionare nuovamente Ingrid nell'urna, ma la regina capisce i loro piani e lancia il sortilegio degli specchi infranti su di lei per convincere Elsa, che sua sorella in realtà la odia, ma Elsa capisce che la sorella è sotto incantesimo e si fa imprigionare nell'urna, perciò, la regina delle nevi, addolorata, congela tutto il regno. Tremotino giunge nel suo castello e si impadronisce dell'urna per scambiarla con il cappello dello stregone, inizialmente Ingrid accetta, ma poi non rispetta l'accordo per accettare quello con l'apprendista.
A Storybrooke la Regina lavora in una gelateria e con la sua magia è in grado di mantenere sempre fresco il gelato, anche durante il blackout causato da Elsa. Offre un gelato stregato a Marian, la moglie di Robin Hood, che la congela e rischia di ucciderla se il gelo arriva al suo cuore. Quando viene trovata da Uncino, Elsa, David ed Emma, riconosce quest'ultima, perché l'ha incontrata in passato, ma la Salvatrice non ha memoria di lei. Più avanti, David ed Elsa scoprono che il suo nome nel mondo reale è Sarah Fisher e che non è arrivata a Storybrooke tramite nessuno dei due sortilegi.
Successivamente si scoprirà che il suo arrivo nel mondo reale è stato possibile grazie ad un accordo con l'apprendista di Merlino, il quale le offre un portale che le permetterà di incontrare la sua terza sorella (Emma) e di raggiungere il suo lieto fine in cambio del cappello di Merlino (sottratto ad Anna, che a sua volta lo ha sottratto a Tremotino). Una volta arrivata nel mondo reale conosce Emma adolescente e lega molto con lei, tanto che decide di prenderla in affidamento, ma Ingrid vuole ridestare i poteri di Emma così cerca di farla investire da una macchina per farle usare i suoi poteri e per questo motivo la ragazza scappa. La regina decide, quindi, di trasferirsi a Storybrooke sapendo che Emma era la Salvatrice e che prima o poi sarebbe giunta in città, così, quando anche Elsa arriva a Storybrooke, attua il suo piano. Esso consiste nel lanciare il "sortilegio degli specchi infranti", che avrebbe portato i cittadini ad uccidersi a vicenda. In tal modo sarebbero rimaste solo Emma, Ingrid ed Elsa (accomunate dai loro poteri e tutte bionde). Il sortilegio viene lanciato e per proteggere le sue "sorelle" mette loro nastro al polso (nastro che condivideva con le sue vere sorelle nella giovinezza). Alla fine otterrà il suo lieto fine grazie ad Anna, la quale trova la lettera scritta dalla madre (sorella di Ingrid) in cui scrive di liberare Ingrid, di restituire i ricordi di lei e le sue sorelle ai loro sudditi e che le dispiace per ciò che ha fatto, inoltre pone una pietra dei ricordi in cui vi sono i loro ricordi più belli. Per questo motivo decide di restituire i ricordi di lei ad Emma ed Elsa e di sacrificarsi per ritirare il sortilegio.

#### Will Scarlet
Fa parte dell'Allegra Brigata di Robin Hood, dalla quale si stacca in seguito a un contrasto. Aiuta Emma e David a trovare la Regina delle Nevi, dopo aver notato che il suo negozio di gelati è restato funzionante anche durante il blackout.

#### Apprendista
Anziano apprendista (Timothy Webber) dello Stregone Merlino. Protegge lo scrigno magico con il cappello di Merlino. Aiuta Biancaneve e il Principe Azzurro, ma al contempo si trova inevitabilmente sotto il controllo dell'Autore.

#### Malefica

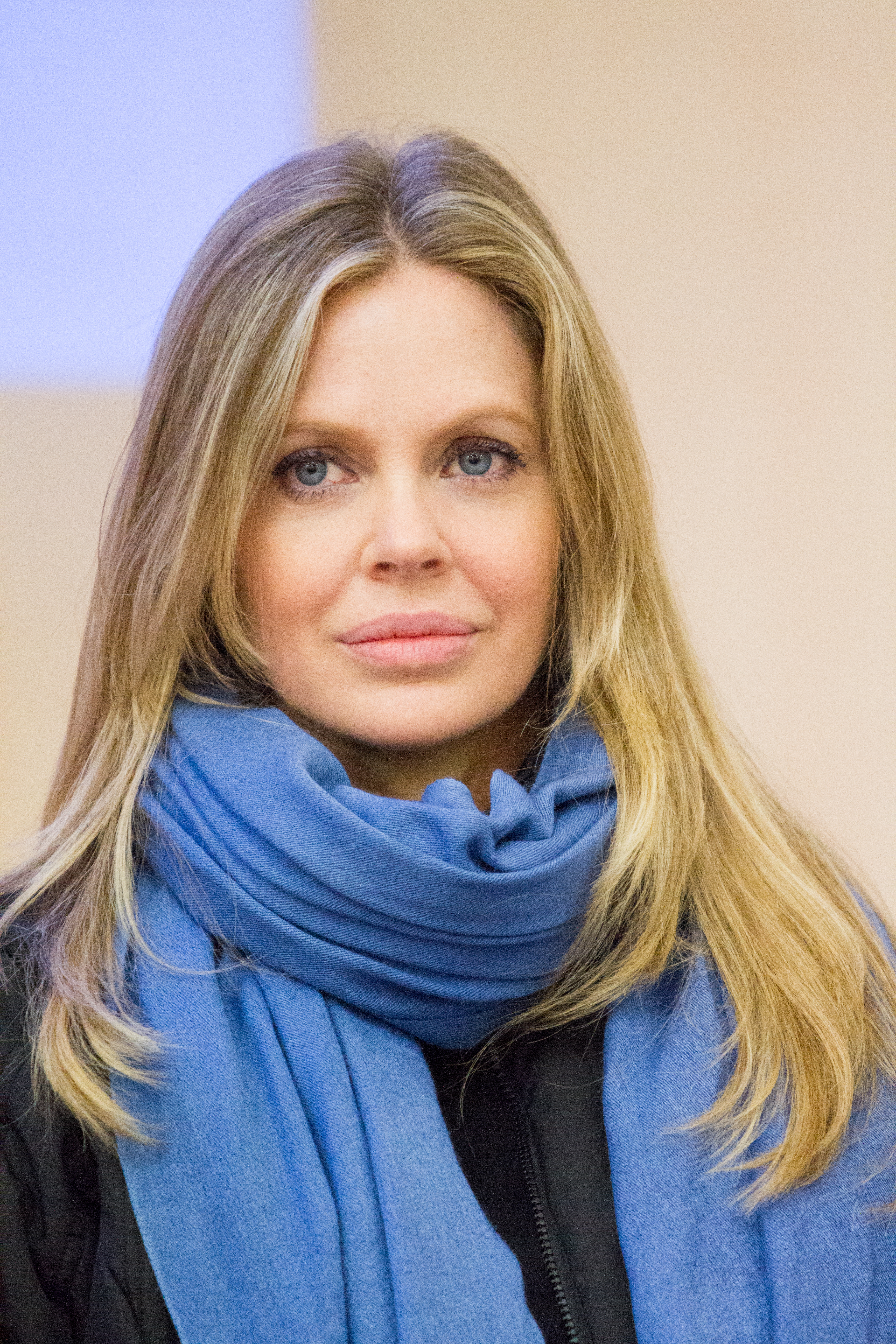
Kristin Bauer van Straten interpreta Malefica

Malefica (guest stagione 1 - Kristin Bauer van Straten) è una potente strega, è nemica della Principessa Aurora (la Bella Addormentata) maledicendola con l'incantesimo del sonno e trasformando il suo amore Filippo nello Yaoguai. Alleata della Regina Cattiva le diede la fattura per avvelenare la mela destinata a Biancaneve e inoltre è sempre da lei che la Regina ottiene il Sortilegio Oscuro. Trasformata in drago dalla donna e prigioniera a Storybrooke sotto la torre dell'orologio, viene sconfitta da Emma Swan che le sottrarrà la pozione del Vero Amore per risvegliare Henry (vittima dell'incantesimo del sonno come Aurora). La si vede inoltre sotto forma di non-morta nella seconda stagione quando Uncino cercherà di rubarle l'Innesco (una specie di pietra magica capace di distruggere Storybrooke). Nella quarta serie viene rivelato che ha una figlia di nome Lily (che si scopre essere anche un'amica di infanzia di Emma).

#### Ursula
Ursula (Merrin Dungey, Tiffany Boone da giovane) è una delle Regine dell'Oscurità, antagonista di Ariel. In realtà la sua voce le fu sottratta da giovane, e in seguito fu spedita per punizione sulla Terra dove lavorava in un acquario. Emma la aiuta a ritrovare il suo lieto fine riunendosi con il padre Poseidone.

#### Crudelia De Mon
Crudelia De Mon (Victoria Smurfit) è una delle cattive protagoniste della seconda parte della quarta stagione, assieme a Malefica e a Ursula.
Inizialmente era una bambina con qualche problema cerebrale che l'ha portata a uccidere i suoi tre padri. Isaac, non sapendo del suo problema, si offre di portarla nella Foresta Incantata e le dona il potere di controllare ogni animale; con quel potere Crudelia uccide la madre Madeline e si fa una pelliccia con i suoi due dalmata. Una volta scoperto tutto Isaac le getta dell'inchiostro magico addosso, rendendo i suoi capelli bicolore e le dona il potere di non potere più uccidere nessuno.
L'amicizia e il sodalizio tra le tre cattive ebbe inizio nella Foresta Incantata molto tempo prima, quando le tre decisero di sottrarre a Tremotino il guanto magico che egli recuperò da Camelot. Per far ciò, Crudelia rapì Belle dal castello del Signore Oscuro con uno stratagemma e quando Tremotino andò a cercare la principessa, trovò nel prato un messaggio recapitato dal corvo di Malefica. Così il Signore Oscuro fu costretto a piegarsi alla volontà delle tre cattive per riavere Belle; ma una volta che la ragazza fu trasportata magicamente al castello, egli rivelò a Crudelia, Malefica e Ursula che il guanto in loro possesso era un falso e che lui aveva premeditato tutto.
L'arrivo nel Mondo Reale di Crudelia e della collega Ursula è causato dalle azioni di Biancaneve e del principe Azzurro, intenti a salvare il cuore puro della futura figlia, Emma. Nel Mondo Reale Crudelia è sposata e vive a Long Island apparentemente ricca e felice, sotto il nome di Crudelia Feinberg. Quando Gold e Ursula la trovano, però, Crudelia si ritrova senza più nulla, perché le sue cose e la sua casa le vengono pignorate a causa del fallimento del marito, arrestato dall'FBI. Furiosa e senza più nulla, tranne la sua amata auto e la sua prima pelliccia, accetta l'offerta di Gold di andare a Storybrooke con loro per potersi vendicare di chi l'ha costretta a quella vita e di potere ottenere il suo lieto fine dall'Autore.
Lei è il sindaco della Storybrooke di Ade dopo che Cora ha fallito con il tentativo di riportare sua figlia nella Storybrooke dei vivi, ha una relazione con James il malvagio gemello di David. Vuole tornare in vita convincendo Henry che sarebbe il modo per eliminare ogni traccia di oscurità dalla madre Emma. Assiste alla lotta tra James e David e alla sconfitta del gemello cattivo non che suo amante, inoltre rimuove i telefoni su ordine di Ade. Dopo la morte definitiva di James trova come amante Sir Mordred.

#### Isaac Heller
Isaac (Patrick Fischler) è il nuovo autore del libro C'era una volta posseduto da Henry, in seguito alla morte nel 1966 dell'autore precedente, Walt Disney. L'Apprendista incaricò Isaac di continuare a scrivere con una penna magica delle storie in un libro intitolato C'era una volta per conto del suo maestro Merlino, conosciuto anche come Stregone, in questo modo Isaac diventa l'Autore. La penna magica permette a chi la possiede di far divenire reale ciò che si scrive e Isaac, attratto da tutto quel potere, modifica le storie dei vari personaggi dando ad alcuni di loro dei futuri tragici diversi da quelli a cui erano destinati. Dopodiché, grazie al potere della penna, arriva nel mondo reale durante gli anni '20 e si reca da Madeline de Mon, un'addestratrice di cani molto famosa, per intervistarla così da avere una nuova storia per il suo libro. Purtroppo la donna ha un carattere orribile ed in più quando si viene a sapere che tutti i suoi vecchi mariti sono morti, Isaac inizia a fare commenti sgarbati sull'argomento, fino a quando non viene sbattuto fuori di casa. Nel momento in cui se ne sta per andare, incontra Crudelia, la figlia di Madeline, che convince l'Autore a farla evadere dalla soffitta in cui la madre l'ha rinchiusa. Isaac e Crudelia si recano al Murray's Club, in cui la donna racconta all'Autore come mai era richiusa nella soffitta, affermando che Madeline aveva ucciso suo padre ed in seguito i suoi due mariti successivi e che lei l'aveva scoperta. I due si innamorano ed Isaac rivela il segreto della magia a Crudelia, dandole il dono di poter controllare gli animali, e progetta di fuggire insieme a lei, Crudelia dice però che prima deve parlare con Madeline e che poi lo raggiungerà in albergo. In seguito Isaac sente bussare e, pensando di trovare la donna da lui amata, si ritrova Madeline che gli rivela che Crudelia non è come crede e che in realtà è stata lei ad uccidere i mariti della donna, Isaac però non crede alle parole di Madeline che se ne va avvertendolo di scappare dalla figlia. L'Autore, preoccupato, va alla villa di Crudelia dove scopre che lei ha ucciso la madre ed i suoi dalmata (con la cui pelle sta confezionando una pelliccia) e che in realtà lo ha solo usato. Afflitto dal dolore, Isaac scrive un destino per Crudelia in cui lei non potrà mai più uccidere nessuno e, così facendo, abbandona la sua amata tornando nella Foresta Incantata.

#### Lilith Page

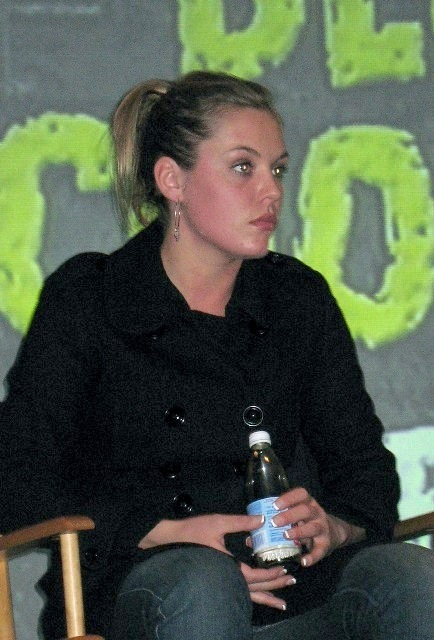
Agnes Bruckner interpreta Lily Page

Figlia di Malefica (Agnes Bruckner, Nicole Muñoz da giovane) e di Zorro, contiene il potenziale oscuro di Emma. Lily aveva la fortuna di essere stata adottata ma, una volta ribellatasi e conosciuta Emma, viene ripudiata dalla famiglia e costretta a vivere una vita di stenti. Conosce l'Apprendista su un pullman che le rivela il mondo della magia e la sua storia; quindi cerca per tutta la vita Storybrooke per vendicarsi di Emma.
Quando incontra Emma, mentre lavora in una tavola calda, finge di non essere a conoscenza di nulla, e pronta ad aiutare la vecchia amica. Tuttavia, arrivati a Storybrooke, si rivela la sua vera natura malvagia, che comunque cessa di esistere una volta che si riunisce con la madre Malefica.

#### Regina Gerda
La Regina Gerda è la madre deceduta di Elsa e Anna. Sorella minore di Helga e Ingrid.

#### Bo Peep
Bo Peep è una ricca e viziata proprietaria terriera sfidata da David nella Foresta Incantata grazie all'aiuto di Anna e successivamente a Storybrooke, dove lavora come macellaia.

#### Granpapà
Granpapà è un troll di Arendelle di grandi poteri magici.

#### Hans
Il Hans è un malvagio principe che cerca di ottenere il trono di Arendelle. Si allea con Barbanera.

#### Colette
Colette è la moglie di Maurice e la madre di Belle, deceduta durante uno degli attacchi dei troll.

#### Duca di Weselton
Il duca di Weselton è un nemico di Arendelle.

#### Principessa Helga
La principessa Helga è la sorella deceduta di Gerda e Ingrid.

#### Madame Faustina
Madame Faustina è una cartomante di Boston. Attraverso essa Ingrid capisce che non è presente vera magia sulla Terra.

#### Stefan
Il re Stefan è il padre della principessa Aurora. Aveva sfidato Malefica.

#### Poseidone
Poseidone (Ernie Hudson) è il dio del mare, fratello di Ade, zio di Ercole e padre di Ursula. Accoglie la figlia chiedendole perdono per il male che le ha fatto.

#### Madeline
Madeline era la madre di Crudelia e una addestratrice di cani. Viene uccisa dalla figlia, impossessatasi di poteri per mezzo di Isaac.

### Introdotti nella quinta stagione

#### Merlino
Merlino (Elliot Knight) è il mago più potente mai esistito. Da giovane aiuta la popolazione anche per mezzo del suo Apprendista e si innamora di Nimue, ma quest'ultima diventa il primo Signore Oscuro trasformando Merlino in un albero.
Egli viene liberato da Emma e i suoi amici, giunti a Camelot per chiedere il suo aiuto per togliere l'Oscurità da Emma. Merlino fallisce ed è costretto alla morte.

#### Re Artù
Il re Artù è il re di Camelot (Liam Garrigan, Webb Hayes da giovane), possessore della spada Excalibur. In realtà è un uomo avido che ha falsamente conquistato la spada e ha incantato tutti i suoi abitanti affinché pensino di essere felici. Stringe alleanza con Zelena, ma infine viene sconfitto e imprigionato a Storybrooke da Merida. Viene ucciso da Ade e aiuta Uncino a sconfiggere il dio della Morte una volta per tutte. In seguito capisce che il regno spezzato che avrebbe dovuto riunire secondo una profezia non era Camelot ma l'Oltretomba. Diviene il nuovo Ade in seguito alla sua distruzione.

#### Merida
Merida (Amy Manson) è la regina del regno di DunBroch, personaggio ricorrente della quinta serie. Diventa sovrana del suo regno al momento della morte di suo padre, Re Fergus. Essendo stata incapace di salvare il padre, ha perso la fiducia che gli altri Clan avevano in lei, costringendola a lasciare il trono. Dato il suo rifiuto, i tre Clan, uniti, mandano in esilio la madre di Merida, la regina Ellinor, e rapendo i suoi fratelli. Per salvarli, Merida decide di partire alla ricerca di un Fuoco Fatuo, creatura magica che può aiutarla, solo se condotta nella valle delle rocce, conosciuto come Cerchio di Pietra, dando luogo ad una ricerca che durerà diversi mesi, durante i quali dormirà poco o niente. Durante la cattura di un Fuoco Fatuo incontra Emma, la quale è stata catapultata nel luogo dove è nata l'Oscurità dopo averla accettata, anche lei alla ricerca della creatura per cercare Merlino. In seguito ad un accordo, le due iniziano il loro viaggio insieme verso il Cerchio di Pietra. Emma, spinta dall'Oscurità, viene a sapere dell'imbroglio che c'è sotto l'accordo (un Fuoco Fatuo non può essere ceduto, a meno che non si uccida il proprietario) e, dopo avere raggiunto Merida al Cerchio, le strappa il cuore, sempre sotto l'influenza dell'Oscurità. In seguito all'intervento di Uncino e il gruppo di Storybrooke, che dissuadono Emma dall'ucciderla, Merida segue il Fuoco Fatuo, alla ricerca di un modo per salvare i suoi fratelli. In seguito si viene a scoprire di essere stata catturata da Re Artù, per poi essere liberata, assieme a Lancillotto, da parte di Merlino. Dopo avere rapito Belle partirà con lei alla ricerca di un modo per salvare i suoi fratelli, arrivando a chiederle di ricreare la pozione che, anni prima, aveva trasformato in orso il principe Mordun e, in seguito, anche la madre di Merida. Belle cambierà la pozione con acqua, facendo capire a Merida che deve solo guardare dentro se stessa per riavere la fiducia dei Clan, riuscendo nell'impresa. A Storybrooke Merida è sotto il controllo di Emma (la quale ha accolto dentro di sé l'Oscurità), la quale la incarica di fare diventare un eroe Tremotino e fargli estrarre Excalibur dalla roccia, di nuovo. Si viene a sapere che anni prima suo padre Fergus pagò un soldato Mulan affinché potesse insegnare a sua figlia l'arte della guerra e della sopravvivenza.

#### Ginevra
La regina Ginevra è la moglie (Joana Metrass, Dalila Bela da giovane) del re Artù, donna coraggiosa e devota al marito, nonostante non conosca le sue oscure intenzioni. Proprio poiché il marito la allontana, ella si avvicina a Lancillotto, ma a causa di un sortilegio torna nelle braccia del perfido marito.

#### Lancillotto
Sir Lancillotto è un ex-cavaliere (guest stagione 2 - Sinqua Walls) della Tavola Rotonda. Conosce Biancaneve in gioventù con cui stringe amicizia. Presente nella Foresta Incantata sopravvissuta al Sortilegio Oscuro, ma in realtà non è lui e tenta di sabotare Mary Margaret ed Emma. Creduto morto ucciso da Cora nella seconda serie, è il figlio della Dama del Lago.
Ricompare a Camelot per aiutare Emma e gli altri, e rincontrare il suo amore perduto: Ginevra.

#### Violet
Violet (Olivia Steele Falconer) è una fanciulla di Camelot, figlia del cavaliere Hank Morgan, protagonista della novella di Marc Twain Un americano alla corte di re Artù. Violet si lega sentimentalmente a Henry, ma viene costretta a rifiutarlo da Emma/Signora Oscura, la quale necessitava delle lacrime di Henry per sciogliere l'incantesimo che imprigionava Merlino.
I due si fidanzeranno in seguito a Storybrooke, dopo che Violet si stabilirà nel mondo senza magia con il padre.

#### Ade
Ade (Greg Germann) è il signore degli Inferi e zio di Ercole. È a capo della città di Storybrooke nell'Oltretomba. Ade obbliga Liam a rompere delle pagine del libro per nascondere il segreto che lo lega a Zelena. Obbliga Tremotino ad aprire un portale nel quale far arrivare Zelena, Belle e la piccola Hood. Vuole andare nel passato per spodestare suo fratello, perciò compra l'incantesimo creato da Zelena ed in cambio le dice come trovare lo Spaventapasseri. Zelena è il Vero Amore di Ade. Propone a Gaston di utilizzare delle frecce create da lui in persona provenienti dal fiume delle anime perdute per uccidere Tremotino e ottenere la sua vendetta. Ade è sorpreso nel vedere che a eliminare Gaston è stata Belle e dice che il patto è ancora valido poiché doveva essere Tremotino il vincitore. Ade uccide Robin con il Cristallo dell'Olimpo e subito dopo con lo stesso Cristallo viene ucciso da Zelena.

#### Strega Cieca
La Strega Cieca (guest stagione 1) è una strega che vive nella casa di pan di zenzero e che tenta di mangiare Hansel e Gretel. Viene in seguito uccisa da Regina. Gestisce la locanda di Granny nell'Oltretomba servendo pasticcini e sa molte cose sulle persone del posto; infatti aiuta Mary Margareth e David a comunicare con il loro figlio. In seguito tenta invano di collaborare con Crudelia DeMon per regnare sull'Oltretomba.

#### Dorothy Gale
Dorothy Gale è una ragazza del Kansas (Teri Reeves, Matreya Scarrwener da giovane) arrivata ad Oz, provoca l'invidia di Zelena. Pensa di averla uccisa gettandole dell'acqua addosso. Tornerà adulta per fermare la Perfida Strega e impedirle di realizzare i suoi piani, aiutata da Mulan e Cappuccetto Rosso sarà  Vittima del Sortilegio del Sonno, sarà risvegliata da bacio d’amore familiare grazie alla boccetta della zia Emma 

#### Cavalieri della Tavola Rotonda
I cavalieri della Tavola Rotonda sono dodici cavalieri agli ordini del re Artù.

##### Kay
Kay viene ucciso dalla spada Excalibur perché lo riteneva indegno. Prendeva in giro Artù perché uno stalliere non potrà mai essere re.

#### Parsifal
Parsifal (Andrew Jenkins) viene ucciso da David, ferisce Robin Hood nel tentativo di uccidere Regina durante un ballo a Camelot.

#### Morgan
Morgan è il padre di Violet, nato in Connecticut e trasferitosi a Camelot con la magia.

#### Grif
Grif è lo scudiero di Artù.

#### Nimue
Nimue è la prima Signora Oscura e amata di Merlino. Viene fermata da Uncino. Inizialmente è la compagna di Merlino, ma quando quest'ultimo decide di rinunciare al suo potere per trascorrere la sua vita umana con lei quest'ultima con un inganno diventa immortale e uccidendo colui che aveva raso al suolo il suo villaggio diventa lei stessa l'impersonificazione del male.

#### Harris, Huber e Hamish
Harris, Huber e Hamish sono i fratelli minori di Merida.

#### Vortigan
Vortigan è un malvagio assassino antecedente della prima Signora Oscura.

#### Lord Macintosh
Lord Macintosh è un coraggioso ma ambizioso capo di uno dei clan di DunBroch. Inizialmente avverso a Merida come regina, in seguito si ricrede.

#### Fergus
Il re Fergus è il padre deceduto di Merida, re di DunBroch. Ucciso da Artù anni prima.

#### Regina Elinor
La regina Elinor è la madre di Merida, amorevole regina che segue le inclinazioni della figlia.

#### Strega di DunBroch
La strega di DunBroch è una strega che aiuta più volte Re Fergus e Merida con la propria magia.

#### Robin Jr.
Robin Jr. è la figlia di Robin e Zelena. La gravidanza di quest'ultima fu accelerata da Emma mentre era Signora Oscura, affinché potesse uccidere la donna senza ferire il neonato. Otterrà il nome del padre dopo la sua morte, come tributo al suo sacrificio. Tornerà in versione adolescente insieme a sua madre Zelena per aiutare la zia Regina a combattere Genoveffa e Gothel. Nella Foresta Magica si scopre che oltre ad aver ereditato la magia della madre ha ereditato anche l'incredibile abilità del tiro con l'arco come suo padre Robin Hood, Nella Foresta Magica viene presa di mira da Gothel che vuole usarla come vittima sacrificale per riportare in vita Madame Leota.

#### Brennan Jones
Brennan Jones è il padre di Liam e Killian Jones.

#### Ercole
Ercole è un semidio dall'incredibile forza. Amico di infanzia e primo amore di Biancaneve, rimane ucciso in seguito allo scontro con Cerbero. Si innamora di Megara una volta sconfitto Cerbero; lui e la sua nuova amata andranno sull'Olimpo dove vivranno come immortali al fianco delle altre divinità. Interpretato da Jonathan Whitesell.

#### Megara
Megara è l'interesse amoroso di Ercole, rimane anch'ella uccisa da Cerbero. Aiuta Emma a ritrovare Uncino, una volta conosciutolo nel Limbo. Si innamora di Hercules e i due andranno sull'Olimpo diventando immortali. Interpretata da Kacey Rohl.

#### Fendrake
Fendrake era un curatore nella Foresta Incantata. Tremotino aveva richiesto il suo aiuto per curare Bealfire ma, non potendolo pagare, gli assicurò il secondogenito; l'accordo infine passò ad Ade.

#### Capitano Silver
Il capitano Long John Silver è un pirata per cui Uncino e Liam lavoravano come schiavi pulendo la nave lavorando il grano ignari delle vere intenzioni del capitano. Durante una navigazione in mezzo alla tempesta Liam inizia un ammutinamento ma infine condanna il capitano e la ciurma alla morte, pur di raggiungere i suoi scopi. Nell'Oltretomba tenta di vendicarsi, ma viene spedito nell'Inferno.

#### Spaventapasseri
Lo Spaventapasseri un abitante del mondo di Oz, amico di Dorothy nemico della Perfida Strega il suo cervello potrà aiutare Zelena a compiere la sua vendetta.

#### Emily Brown
Emily Brown è la zia deceduta di Dorothy intrappolata nell'Oltretomba.

#### Cleo Fox
Cleo Fox è stata una cacciatrice di taglie che dava la caccia ad Emma, fuggita di prigione. La ritrova intenta a cercare notizie sul suo passato e, siccome si rende conto della scaltrezza della ragazza, si accorda con lei per aiutarla se in seguito si consegnerà alla polizia per farle ottenere la taglia. La ricerca è infruttuosa ed Emma irrompe di nascosto in un Municipio per analizzare dei moduli investigativi. Cleo la segue per farla desistere dal piano e farle notare dell'inutilità di esso. Tuttavia rivela ad Emma che anche lei è stata costretta da giovane ad abbandonare la figlia Natasha. Colte dalla polizia, Cleo rimane ferita mortalmente dal vetro di una finestra nella fuga. Emma sarà costretta ad abbandonarla ma, per renderle onore, diventa ella stessa una cacciatrice di taglie e trova la figlia perduta di Cleo per rivelarle il suo passato e la sua madre biologica.

#### Euridice
Euridice è una ex abitante degli Inferi, in passato venne salvata dal suo amato Orfeo che la riportò nel mondo dei vivi attraverso l'Ambrosia.

#### Zeus
Zeus è il re dell'Olimpo, fratello di Ade e padre di Hercules. È il proprietario del Cristallo dell'Olimpo che ha un potere così grande da potere distruggere anche un dio. Riporta in vita Uncino una volta che Ade è stato distrutto per sempre.

#### Poole
Poole è l'assistente di Mr. Hyde e lo aiuta ad arrivare a Storybrooke servendosi del dottor Jekyll.

#### Mordred
Ex cavaliere di Camelot che dopo essere stato ucciso la sua anima è stata spedita nell'Oltretomba, diventerà il nuovo amante di Crudelia De Mon.

#### Caronte
Traghettatore delle anime dell'Oltretomba, compare nel decimo episodio.

### Introdotti nella sesta stagione

#### Regina Cattiva (siero)
La parte oscura di Regina, separata dalla parte buona con siero del dottor Jekyll, è creduta morta, ma torna in vita e porta a Storybrooke tutti i personaggi della Terra delle Storie Mai Raccontate affinché svaniscano i lieti fine. Tenta di uccidere Zelena ma Regina riesce a fermarla, poi fa accelerare la gravidanza di Belle in modo che possa allontanare il figlio dal Signore Oscuro.
In seguito verrà trasformata da Gedeone, figlio di Belle e Tremotino, in una vipera ma riuscirà a riacquistare la sua forma umana grazie al Robin Hood del reame dei desideri.
In seguito si separerà da Regina e tra le due inizierà uno scontro che si concluderà con una riappacificazione perché Regina ha accettato la sua parte cattiva.
La Regina Cattiva viene mandata nel reame dei desideri per iniziare una nuova vita insieme a Robin, il quale le chiederà di sposarlo.

#### Dottor Jekyll
Il dottor Jekyll (Sam Witwer) è un ex dottore che si occupava del giardino del manicomio di Hyde al fine di creare una pozione affinché loro due si potessero separare. Muore per aver tentato di uccidere Belle insieme a Mister Hyde.

#### Mister Hyde
Il mister Hyde la parte malvagia di Jekyll, lui vuole dare un'opportunità ai personaggi delle Storie Mai Raccontate il lieto fine che meritano anche se usa l'oscurità come elemento, rivela a Regina che l'Oscurità non è così facile da spegnere e che ora Storybrooke è sua. Sia lui che Jekyll vengono uccisi da Capitan Uncino per salvare Belle.

#### Gedeone
Gedeone (Gideon in originale) è il figlio di Tremotino e Belle; si camuffa da Morfeo, dio del sonno, e ne incarna i poteri per avvisare la madre del pericolo che corre. Belle sacrifica il figlio facendolo portare via dalla Fata Turchina per metterlo al sicuro da Tremotino. Il nome deriva dal protagonista del libro preferito di Belle. Viene rapito dalla Fata Nera, ovvero sua nonna, e arriva a Storybrooke già adulto come la figura incappucciata che Emma vede costantemente nelle sue visioni.
In seguito il ragazzo rivelerà al padre che vuole uccidere Emma per diventare Salvatore e uccidere la Fata Nera, ma si verrà a scoprire che quest'ultima gli ha rubato il cuore e gli ha ordinato di uccidere Emma affinché lei possa liberarsi dalla sua prigione.
Riuscirà a riavere il suo cuore grazie a Tremotino, ma durante la maledizione della Fata Nera tornerà ad essere il suo burattino, ma verrà salvato grazie ad Emma e a suo padre e tornerà ad essere neonato.
Nella settima stagione Gedeone viene cresciuto con amore dai suoi genitori e una volta divenuto adulto andrà alla università.
Dopo la morte di sua madre propone al padre di farlo diventare il nuovo Signore Oscuro affinché il primo torni ad essere un mortale e possa riunirsi con Belle nella morte,ma Tremotino rifiuterà l'offerta perché non vuole che venga corrotto dall'oscurità e gli rivela che solo il Guardiano può aiutarlo nella sua missione, perciò Gedeone si separa da suo padre, il quale inizia una nuova missione.

#### Aladdin
Aladdin era un Salvatore. Scopre di avere poteri magici, ma rinuncia al suo destino usando le Cesoie. Diventa lui il nuovo genio della lampada.

#### Jasmine
La principessa Jasmine è la sposa di Aladdin. Arriva a Storybrooke come una supplente della scuola elementare, ma cela la sua identità per cercare l'amato perduto.

#### Fiona
Fiona è la moglie di Malcom e madre di Tremotino. Il giorno della nascita del figlio scoprirà che quest'ultimo è un Salvatore, ma quando scoprirà che è destinato a morire cercherà di salvarlo dapprima creando la Maledizione Oscura, poi tagliando il destino del figlio da Salvatore con le Forbici delle Parche.
Le sue azioni la faranno divenire malvagia e si scoprirà che lei è il male che Tremotino deve sconfiggere. Verrà poi esiliata dalla Fata Turchina.

#### Giglio Tigrato
Giglio Tigrato è una abitante dell'Isola che non c'è, nemica dei Ragazzi Sperduti. In origine era una fata che fallì nel portare la Fata Nera sulla buona strada. Aiuta Uncino a ritrovare Emma, e gli consegna una bacchetta molto potente.

#### Jafar
Jafar è un malvagio mago intenzionato a distruggere Agrabah. Pone un incantesimo sul padre di Jasmine e convince Aladdin a rinunciare al suo titolo di Salvatore, mostrandogli un futuro di dolore e morte nel caso continuasse su quella strada. Dopo l’abbandono di Aladdin, Jafar chiede in sposa Jasmine, che ha intenzione di procurarsi un esercito per fermarlo. Jafar si finge quindi il principe Eric per ingannare Jasmine e Ariel; a questo punto, la principessa si vede costretta ad accettare la proposta e consegna il suo anello, tesoro reale più prezioso, a Jafar, come pegno. L’anello era però uno scudo protettivo per Agrabah: adesso Jafar fa scomparire Agrabah nel nulla, rimpicciolendo il regno nell’anello di Jasmine ad insaputa di Jasmine stessa. Dopo questi eventi, Jafar viaggia fino al Paese delle Meraviglie e diviene l’antagonista principale dello spin-off C'era una volta nel Paese delle Meraviglie. Lì verrà trasformato in un genio dalla custode del Pozzo delle Meraviglie Nyx. Ariel si impossessa senza saperlo della lampada contenente Jafar e Jasmine lo fa uscire. Lo stregone riesce inaspettatamente a liberarsi dalla schiavitù della lampada e minaccia Jasmine, dicendo di voler vendicarsi di coloro che hanno provocato la sua prigionia, cioè Alice, Cyrus e Will. Jafar viene però ingannato da Jasmine che trasforma l’uomo in un bastone utilizzando una polvere appartenuta un tempo a Jafar stesso; sconfitto Jafar, lei e Aladdin si riprendono Agrabah.

#### Oracolo
L'Oracolo è una infermiera di Agrabah, aiutante di Aladdin nonché veggente.

#### Edmond Dantès
Edmond Dantès è un uomo i cui averi e futura moglie vennero depredati da un malvagio barone che infine uccise per vendetta, dopo avere impiegato dieci anni per guadagnare prestigio e diventare il Conte di Montecristo. Si rivolse alla Regina Cattiva desideroso di trovare ulteriore vendetta.

#### Charlotte
Charlotte è una cameriera e infermiera del Principe Azzurro e di Biancaneve, di cui Edmond Dantès si innamora quando lavora come servitore di vino al loro castello.

#### Jacob
Jacob è lo scudiero del principe Thomas e segreto amante di Clorinda.

#### Clorinda
Clorinda è una delle sorellastre di Cenerentola che, sebbene le sporca di cenere il vestito, si rivela una buona ragazza che recitava la parte della malvagia per evitare le grinfie della madre, essendo innamorata del semplice valletto del principe, Jacob. Le viene impedito il lieto fine anche a causa di Cenerentola, che cercherà di rimediare al suo errore.

#### Dottor Lydgate
Il dottor Lyndgate è il padre di Mary e noto medico della Londra vittoriana non vede di buon occhio l'esperimento del dottor Jekyll e per tanto rifiuta il suo esperimento e l'ingresso dell'uomo nell'Accademia.
Il personaggio era già apparso in precedenza nello spin-off C'era una volta nel Paese delle Meraviglie.

#### Mary Lydgate
Mary Lyndgate è la figlia di un noto medico inglese vittoriano di cui il dottor Jekyll si innamorò. Provando a sedurre la ragazza sotto forma di mister Hyde, nasce una relazione amorosa tra quest'ultimo e la ragazza. In uno scatto d'ira accidentalmente il dottor Jekyll getterà la ragazza giù da una finestra.

#### Sultano di Agrabah
Il sultano di Agrabah è il padre di Jasmine.

#### Riccioli d'oro
Riccioli d'oro è la proprietaria a Storybrooke di un centro benessere chiamato "Tre orsi", costruito in seguito alla chiusura della gelateria di Ingrid. Effettua un trattamento alla Regina Cattiva (siero) e Zelena.

#### Capitano Nemo
Il capitano Nemo del sottomarino Nautilius vuole aiutare Killian a superare la sua sete di vendetta contro il Signore Oscuro, scopre inoltre dal pirata stesso che nel sottomarino vi è suo fratello Liam e che per questo non può stare con loro. Nemo garantisce a Killian che Liam non è in grado di uccidere qualcuno. Viene salvato da David e Mary Margaret e ricoverato nella stessa stanza di Liam, con cui si riconcilia.

#### Hester Prynne
Hester Prynne è una degli abitanti della Terra delle Storie Mai Raccontate, è il primo personaggio che viene incontrato da Henry e gli altri alla tavola calda di Granny.

#### Primo Ufficiale Liam Jones
Liam Jones è il fratellastro di Killian, desideroso di vendetta per ciò che Uncino fece a suo padre. Nella Terra delle Storie Perdute era il comandante del Nautilius in seguito alla scomparsa di Nemo. Riuscirà a perdonare suo fratello e riunirsi con Nemo a Storybrooke.

#### Taglialegna
Il taglialegna è un mercenario che tenta di consegnare Biancaneve alla Regina Cattiva, ma viene ucciso da David.

#### Re Azzurro (desiderio)
Il re Azzurro, nato (come i successivi personaggi elencati) dal desiderio di Emma di non essere mai stata la Salvatrice, viene ucciso da Regina siccome non ritiene sia reale.

#### Regina Biancaneve (desiderio)
La regina Biancaneve viene uccisa anch'essa da Regina.

#### Principe Henry (desiderio)
Il principe Henry, figlio di Emma, cerca Regina per la morte dei nonni. Nella settima stagione si alleerà con il Tremotino del suo reame per riscrivere la sua storia, poiché vuole dopo tutto questo tempo uccidere Regina per via dei suoi nonni.

#### Tremotino (desiderio)
Tremotino desidera vendicarsi con Regina, anche se non è la stessa Regina cattiva che imprigionò la sua Belle. Si scoprirà essere arrivato nel mondo reale del 2017, uccide Facilier e la sua missione è quella di portare via il lieto fine a tutti quanti. Minaccerà Henry per riavere il suo pugnale. La sua presenza porterà gli eroi a tornare a Storybrooke. Nel Reame dei Desideri convincerà Henry a creare una nuova storia dove lui avrà la vita eterna sbarazzandosi del potere di Alice attraverso la penna di Henry poiché ella potrebbe distruggere anche la sua Oscurità.

#### Robin di Loxley (desiderio)
Robin, nato dal desiderio, non è stranamente invecchiato, forse perché la sua anima dispersa ha trovato posto in questo corpo. Tuttavia Regina, sebbene ancora innamorata, capisce che questo non sia lo stesso uomo anche dopo averlo riportato a Storybrooke decidendo quindi di rispedirlo nel reame nato dal desiderio. Quando la Regina Cattiva (siero) esprime il desiderio di trovarsi in un nuovo posto per dare vita a un nuovo inizio, viene spedita in questo reame innamorandosi nuovamente e in modo reciproco con Robin (desiderio), e infine sposandosi con lui. Tornerà nella settima stagione per aiutare gli eroi nella loro battaglia finale contro Tremotino.

#### Pinocchio (desiderio)
Pinocchio del desiderio non è mai andato nel mondo reale, sostituendo suo padre Geppetto nella professione di falegname. Costruirà con un tronco magico il mezzo per permettere ad Emma, a Regina e al Robin del desiderio di raggiungere Storybrooke.

#### Sceriffo di Nottingham (desiderio)
Lo sceriffo di Nottingham è vittima delle vendetta di Robin.

#### Robert
Robert è il padre di James e David, fece un patto con Tremotino in modo da potere curare i suoi figli facendoli sopravvivere all'Inverno. Purtroppo l'accordo però prevedeva che James diventasse il figlio del re George. Un giorno il figlio del re scompare e Robert parte per una missione dove incontra una giovane versione di Pinocchio di quando era un bambino di legno. Si viene a sapere che Robert è stato ucciso da Uncino in un'imboscata.

#### Beowulf
Beowulf è un cavaliere che voleva proteggere il suo regno dalla Guerra degli Orchi. È interessato alla magia di Tremotino e così l'Oscuro riesce a prendere Hrunting, la spada di Beowulf, la stessa spada che causerà le visioni di Emma.

#### Esopo
Esopo è un barista di Storybrooke; si era trasferito nella Terra delle Storie Dimenticate per crearne di nuove.

#### Roderick
Roderick era un altro bambino rapito dalla Fata Nera, amico di infanzia di Gedeone. Viene ucciso dalla Fata Nera.

#### Principe Achmed
Il principe Achmed era uno dei pretendenti di Jasmine. Reagì agli insulti di Jafar, che tuttavia lo trasformò nel suo bastone personale.

#### Stanum
Stanum è l'uomo di latta. In passato amico di Zelena, viene colpito da un sortilegio.

#### Leone codardo
Il leone codardo in origine era un leone feroce. Provò ad attaccare Stanum, venendo colpito da un sortilegio di Zelena.

### Introdotti nella settima stagione

#### Genoveffa
Genoveffa (Adelaide Kane) è la figlia di Lady Tremaine e sorellastra di Cenerentola. È ignara del fatto che sua madre possieda la tomba di sua sorella Anastasia e che voglia riportarla in vita. Si viene a sapere che anche lei come sua madre è rimasta immune agli effetti della maledizione e che in realtà si è alleata con la Strega Gothel per sconfiggere sua madre Victoria una volta per tutte. Nella Foresta Magica si scopre che Genoveffa possiede la magia e che ha anche il cuore del vero credente proprio come Henry, viene addestrata da Regina poiché la madre ha sempre avuto paura di sua figlia per via delle sue capacità. Si viene a scoprire anche che è stata lei a lanciare la Maledizione Oscura. Dopo aver risvegliato Regina dal Sortilegio ricatta quest'ultima affinché tenga lontano Jacinda e Henry in modo che non spezzino la maledizione perché altrimenti, stando alle sue parole, accadrebbe qualcosa di brutto alle persone che ama. Tenta di rubare la magia di Anastasia approfittando del fatto che sia addormentata però una volta che ha trovato la sua bara vuota va su tutte le furie. Ad Hyperion Heights viene tradita da Gothel e rinchiusa in un pozzo insieme alla madre Victoria. Si viene a sapere che lei insieme a Gothel ha avvelenato il cuore di Henry in modo da costringere Regina a lanciare la maledizione. Dopo la morte di sua madre Victoria si schiererà con gli eroi per sconfiggere la Congrega e Gothel una volta per tutte. Dopo aver salvato sua sorella Anastasia e stretto un accordo con Facilier riuscirà a tornare nella Foresta Magica con la sorella.

#### Alice
Alice (Rose Reynolds) è una ragazza proveniente dal Paese delle Meraviglie. Si scopre essere la figlia di Capitan Uncino e di Gothel che si fa passare per Eloise Gardener. Si viene a scoprire anche che lei conosce la madre di Cenerentola. Ad Hyperion Heights è una ragazza che lavora come informatrice di Weaver(Tremotino) prima e poi come complice di Rogers(Uncino) dopo. Stranamente la sua memoria nonostante sia sotto la maledizione proprio come quella di tutti gli altri pare essere intatta anche se questa cosa la fa sembrare una pazza. Si scoprirà essere il Guardiano la misteriosa creatura che aiuterà Tremotino a congiungersi con Belle e liberarlo del potere del Pugnale. Sconfiggerà Gothel intrappolandola dentro un albero.

#### Gothel
La Strega Gothel (Emma Booth) è una potente strega che vive nella Foresta Magica. Ad Hyperion Heights si viene a scoprire che è prigioniera di Victoria che intima la strega di riportare in vita sua figlia Anastasia. Sembra essere alleata di Ivy e che stia cospirando insieme a lei contro Victoria. Nel Reame della Foresta Magica Gothel inganna Uncino fingendosi Raperonzolo in modo che lui possa aiutarla a liberarla dalla sua prigione in questo modo però i due finiranno per avere una notte di passione e Gothel grazie alla magia riesce a dare alla luce Alice passando così la maledizione della torre a lei. Si viene a scoprire durante i flashback che lei ha imprigionato Raperonzolo nella Torre qui la ragazza poi riesce a fuggire e rinchiudervi la strega a sua volta. Nella Foresta Magica viene rivelato che lei e Genoveffa hanno avvelenato Henry per costringere Regina a lanciare la maledizione. Ad Hyperion Heights, Gothel dopo il risveglio di Anastasia vuole reclutare la ragazza nella sua congrega di streghe rubando la magia di Genoveffa. Nella Foresta Magica si scopre che il primo membro ad essere reclutato dalla perfida strega è Madame Leota la quale ha intenzione di resuscitare con l'Amuleto della Resurrezione. Ad Hyperion Heights Gothel userà il medesimo medaglione che porterà alla morte di Victoria e al risveglio di Lucy. Dopo che Anastasia e Genoveffa se ne sono andate il suo potere si è molto indebolito e per questo è decisa più che mai a cercare i membri restanti della sua congrega. Nei flashback si scopre che Gothel era una Ninfa della natura e che faceva parte del mondo di Henry e che dopo lo sterminio del suo popolo lei decise di vendicarsi e di uccidere tutti coloro che avevano partecipato al massacro poi si trasferirà con un fagiolo magico nella Foresta Magica. Dopo aver lanciato la sua maledizione viene sconfitta da Alice e viene trasformata in albero proprio dalla figlia.

#### Louie
Louie è il proprietario di una tavola calda e capo di Cenerentola.

#### Carl
Carl è un cameriere che lavora per Louie, insieme a Cenerentola e Tiana.

#### Principe di Cenerentola (Foresta Magica)
Il Principe è il figlio del Re proveniente dal Reame della Foresta Magica, viene ucciso da Lady Tremaine.

#### Fata Smemorina (Foresta Magica)
La Fata Madrina di Cenerentola viene uccisa da Lady Tremaine che gli ruba anche la sua magia.

#### Anastasia
Anastasia è la figlia di Lady Tremaine e sorella di Genoveffa. Genoveffa è intenzionata a rubare la sua magia ma quando sta per farlo scopre che la sorella si è risvegliata dal suo lungo sonno. Nei flashback della Foresta Magica si scopre che lei è morta per salvare la vita di Ella, per questo motivo sua madre Raperonzolo alias Lady Tremaine ha voluto portarla da Gothel la quale fa un incantesimo di conservazione sul suo corpo. Gothel poi rivela a Raperonzolo che sua figlia possa essere il Guardiano ossia una creatura dotata di pura bontà capace di contenere dentro di se anche l'oscurità più profonda. Ad Hyperion Heights Victoria tramite una lacrima di Lucy riesce a risvegliare sua figlia Anastasia. Subito dopo viene presa di mira sia da Tremotino e Gothel, ma alla fine si unisce con quest'ultima, ristabilendo così la congrega degli Otto. Dopo aver chiarito le cose con sua sorella Genoveffa ritornerà nella Foresta Magica con ella per ricominciare a vivere una vita migliore.

#### Remy
Remy è un barista che lavora per Regina/Roni ad Hyperion Heights.

#### Jeremiah
Jeremiah è un uomo anziano che è nella Resistenza guidata da Tiana.

#### Eudora
Eudora è la madre di Tiana.

#### Dr. Facilier
Facilier è un malvagio stregone che è alleato di Lady Tremaine e nemico di Tiana, è intrappolato tra due mondi viene liberato accidentalmente da Tiana. Fa parte della congrega degli otto comandata da Gothel. Nella Foresta Magica ha una relazione con Regina la quale sembra conoscere ai tempi in cui era la Regina Cattiva. Ad Hyperion Heights è un uomo di nome Baron Samdi che ricatta Drew/Naveen il quale lavora per lui. Facilier rivelerà a Regina che è tornato in città perché è alla ricerca del Pugnale del Signore Oscuro. Si viene a sapere che ha voluto mandare via Genoveffa ed Anastasia solamente per poter rubare la magia di Anastasia e usarla per trovare un antidoto e salvare la vita di Henry. Ucciderà Hansel dopo che egli deluderà le sue aspettative per non aver ucciso Madre Gothel. Viene ucciso dal Tremotino proveniente dal Reame dei Desideri.

#### Principe Marius
Marius è in realtà una rana costretta a vivere da essere umano a causa di un maleficio che Facilier fece a lui e la sua compagna, viene liberato da Tiana, riuscendo finalmente a ricongiungersi con la sua amata e tornare nuovamente a essere una rana.

#### Principe Gregor
Gregor è il principe promesso sposo di Genoveffa viene ucciso da quest'ultima per macchiare il suo cuore ed impedire a sua madre di riportare in vita Anastasia.

#### Nick Branson (Foresta Magica)
Nick è un giovane avvocato di successo. Si scopre essere nel mondo della Foresta Magica il giovane Jack il famoso cercatore dei fagioli magici e cacciatore di Giganti. È un vecchio amico di Henry che sembra aver già incontrato in passato. Ad Hyperion Heights sembra essere l'uomo con cui Jacinda sostiene abbia avuto Lucy. Nella Foresta Magica si scoprirà essere in realtà il fratello di Gretel, Hansel, il quale dopo lo scontro con la Strega Cieca riportò ferite profonde e la sua mente venne deviata a causa dal dolore. Ad Hyperion Heights si scopre essere il misterioso assassino di streghe. Si scopre che a risvegliarlo è stato Facilier e che lui voleva proprio che uccidesse Gothel dato che era sua rivale nel cercare il pugnale di Tremotino e dunque tramite un rito voodoo del mago, Hansel muore.

#### Spugna (desiderio)
Spugna come quello della Foresta Incantata è il braccio destro di Capitan Uncino, diventerà il capitano della Jolly Roger dopo che Uncino deciderà di restare nel Reame dei Desideri insieme a sua figlia.

#### Regina Cattiva (desiderio)
La Regina Cattiva del desiderio ha perso i suoi poteri prima di poter compiere la sua fatidica vendetta, chiederà aiuto a Uncino per abbandonare il reame dei desideri.

#### Marcus Tremaine
Marito di Raperonzolo, insieme alla donna ha avuto due figlie Genoveffa e Anastasia, dopo la scomparsa misteriosa della moglie si risposa con la madre di Ella alla quale si affezionerà molto. Ama moltissimo sua figlia Genoveffa, assiste insieme a Raperonzolo alla tragica morte di Anastasia.

#### Cecilia
Cecilia nella Foresta Magica, è la madre di Cenerentola e la nuova moglie di Marcus nonché matrigna di Anastasia e Genoveffa, cade vittima della gelosia di Raperonzolo che avvelena il cuore della donna. Ha avuto un rapporto speciale con Genoveffa che considerava come una seconda figlia per lei e anche Genoveffa vedeva in lei una figura materna. Si viene a sapere che dopo essere stata avvelenata lei è fuggita al Paese delle Meraviglie e che qui vi abbia incontrato Alice e che sia morta per salvare le persone dal Ciciarampa.

#### Hilda
Hilda è la versione della Strega Cieca ad Hyperion Heights, fa parte della congrega delle otto streghe. Viene uccisa da Nick Branson il misterioso assassino di streghe.

#### Andrea Sage
Andrea è ad Hyperion Heights la dottoressa che si occupa di Lucy durante il suo coma, viene uccisa da un misterioso individuo dopo aver scoperto che Henry è il padre di Lucy. Nella Foresta Magica era una dei membri della congrega di Gothel. Viene uccisa dal misterioso assassino di streghe che si scopre essere Nick Branson.

#### Capitano Achab
Achab è un capitano che da alla caccia a una gigantesca Balena, è legato in qualche modo ad Uncino.

#### Chad
Chad è un uomo proveniente dal Mondo Reale è il fidanzato di Zelena/Kelly con la quale sta per sposarsi. Tornerà a Seattle insieme a Zelena dopo essere stato salvato da quest'ultima mentre era prigioniero di Hansel/Nick.

#### Madame Leota
è una strega facente parte della congrega di Gothel. Ad Hyperion Heitghs è una donna di nome Lillian.

#### Principe Naveen
Naveen è il principe del Regno di Maldonia, situato nel mondo della foresta magica. Dopo essere caduto in rovina, incontra Tiana nel loro mondo di origine innamorandosi di lei, anche nel quartiere di Seattle vittima anch'egli della maledizione di Genoveffa. Ad Hyperion Heights è un uomo di nome Drew che lavora per conto di Samdi alias Facilier.

#### Barbanera (Desiderio)
Barbanera è un pirata nemesi di Capitan Uncino. Lo aiuta a inscenare un’avventura per aiutare Henry a credere in se stesso.

#### Gretel (Foresta Magica)
Gretel nella Foresta Magica è una delle giovani streghe reclutate da Gothel che vuole entrare nella Congrega, ma viene uccisa da Genoveffa per prenderne il posto.

#### Davy Jones
Davy Jones è un pirata leggendario cui tesoro è ricercato da Henry e Uncino.

#### Ivo(Foresta Magica)
Ivo nella Foresta Magica è il padre di Hansel e Gretel, è cieco a causa di un incidente mentre stava tagliando la legna.

#### Seraphina
Seraphina nella Terra Senza Magia di migliaia di anni fa era una Ninfa, si unirà a Gothel diventando il primo membro della sua preziosa congrega.

#### Achillea
Achillea è una ninfa Driade e sorella minore di Gothel.

#### Peter Pan (Desiderio)
Peter Pan del desiderio è prigioniero di Tremotino e sembra aver perso ogni speranza, avvisa Henry e Regina del pericolo che corrono stando dentro il castello di Tremotino.

#### Crudelia de Mon (Desiderio)
La Crudelia del desiderio è la versione alternativa della Crudelia di Storybrooke, in questo reame ella è a guardia del castello di Tremotino e tenta di fermare Regina ed Henry ma viene facilmente sconfitta dai due e rinchiusa dentro una gabbia, dove le viene rubato l’inchiostro contenuto nei suoi capelli.

#### Ariel (Desiderio)
Questa è la versione di Ariel creata dal desiderio; ella in questo reame è amica di Capitan Uncino e ha paura di Tremotino.

#### Apprendista Stregone (Desiderio)
L'Apprendista di questa versione è cieca e rivela a Henry che nessuno è mai venuto a reclamare la penna dell'Autore e che le cose sono andate in malora e che ha anche perso la vista.